# Osmundaceae

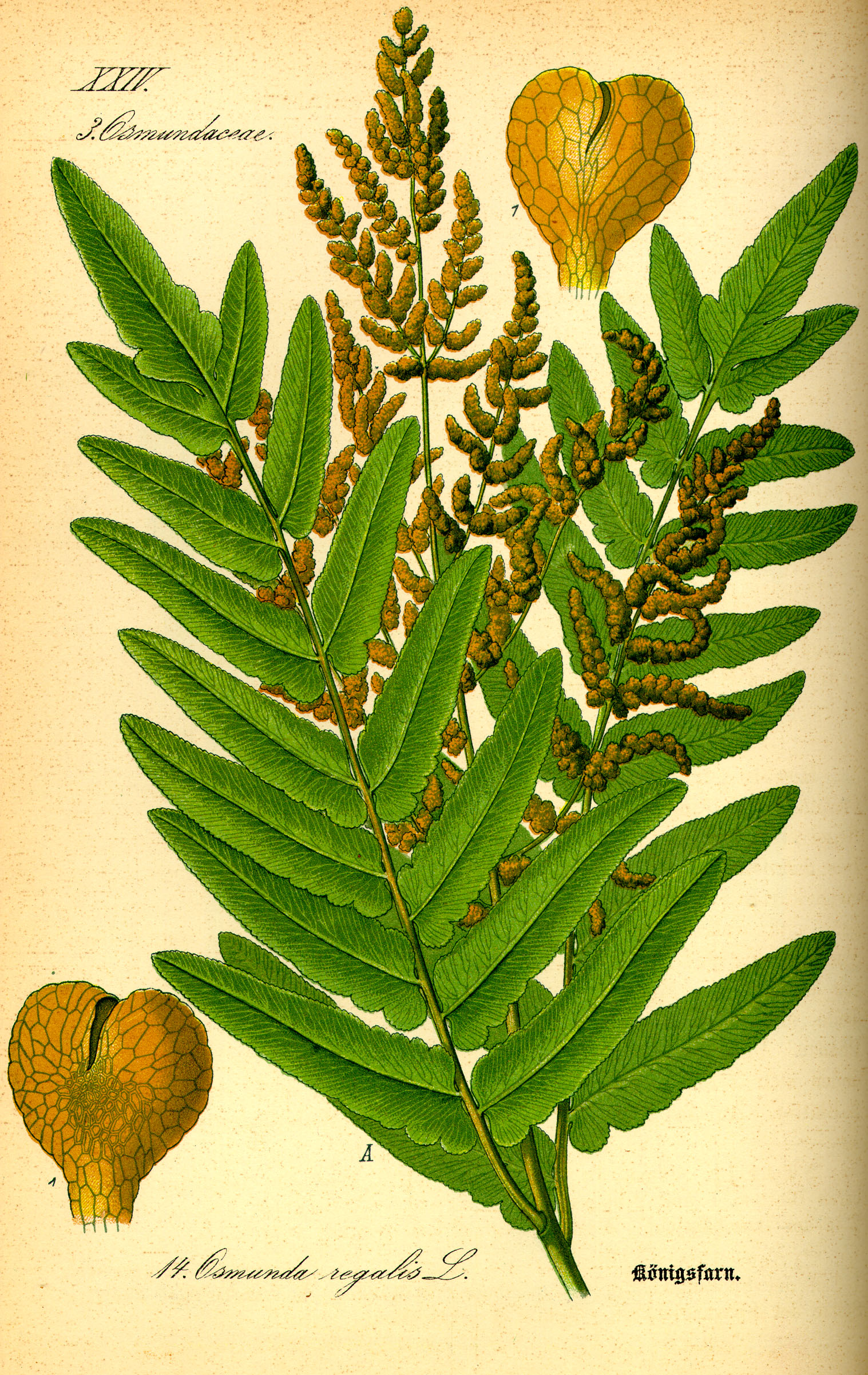
Ilustração de Osmunda regalis (observe-se o anel lateral (escudo de deiscência) no esporângio).

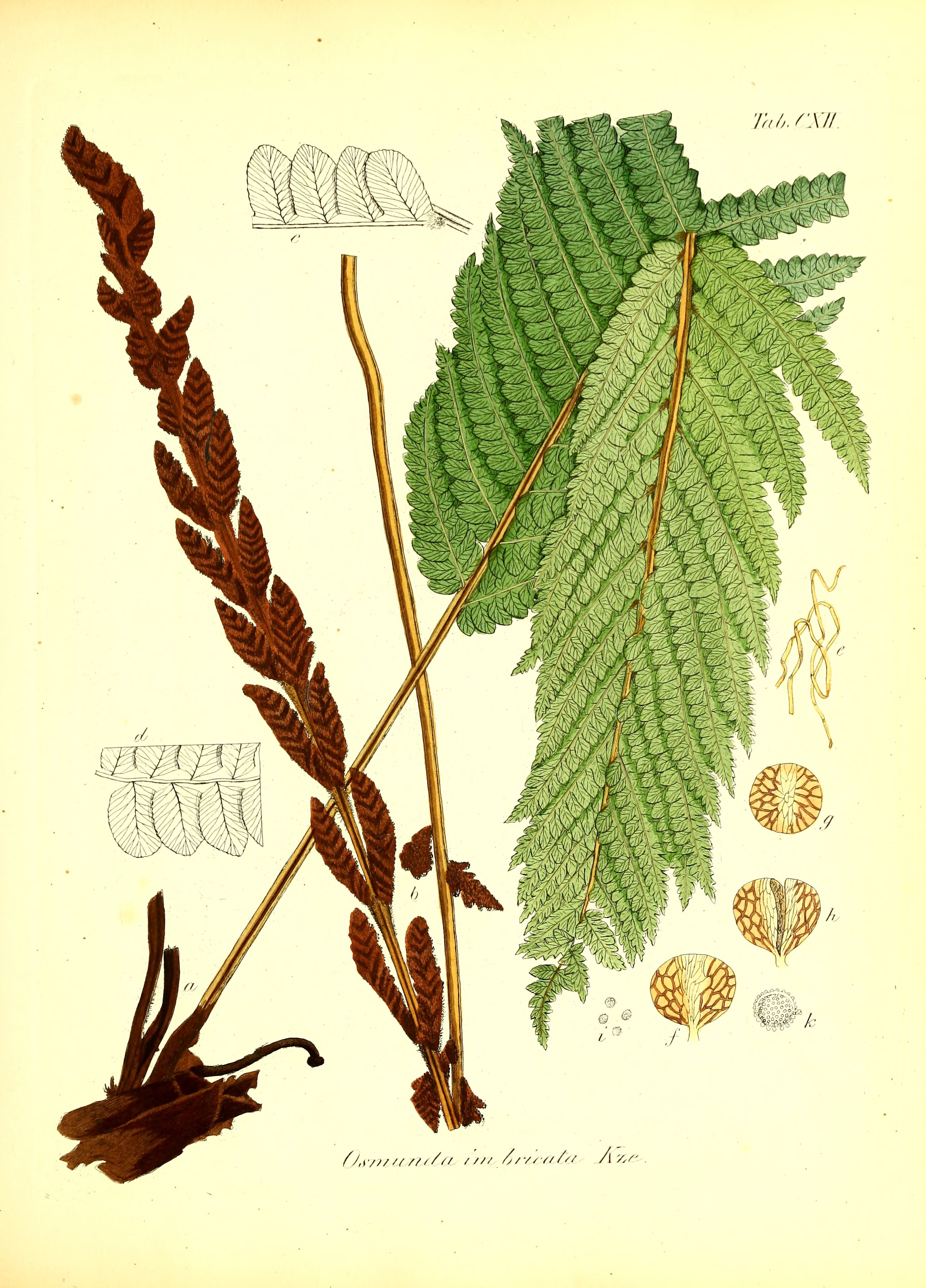
Osmundastrum cinnamomeum (o feto-canela) mostrando a dimorfia entre as lâminas foliares estéreis (verdes) e férteis (castanhas) numa ilustração de Die Farnkräuter in kolorierten Abbildungen naturgetreu Erläutert und Beschrieben, de Gustav Kunze, edição de 1848.

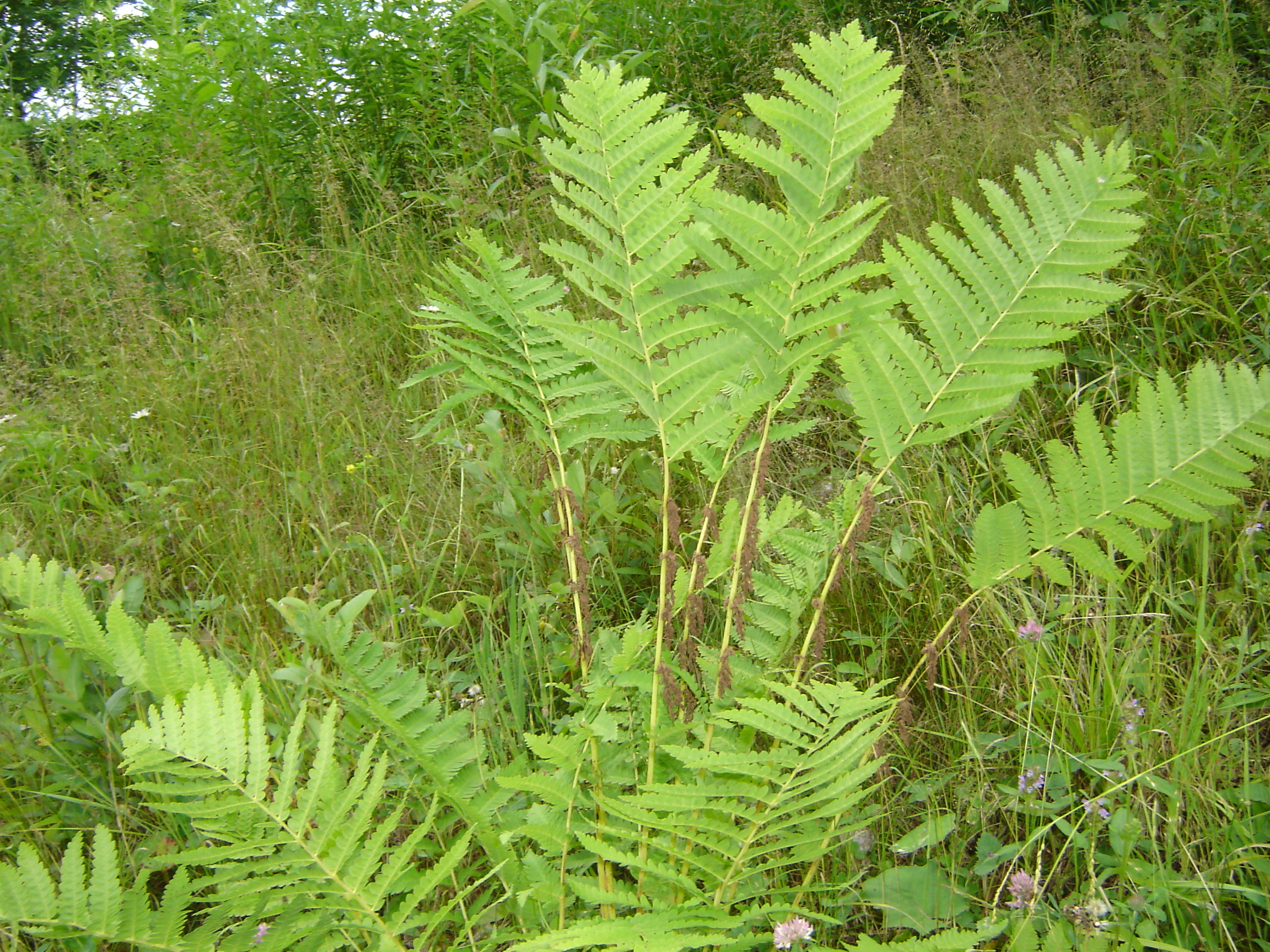
Género Claytosmunda (Claytosmunda claytoniana ou Osmunda claytoniana).

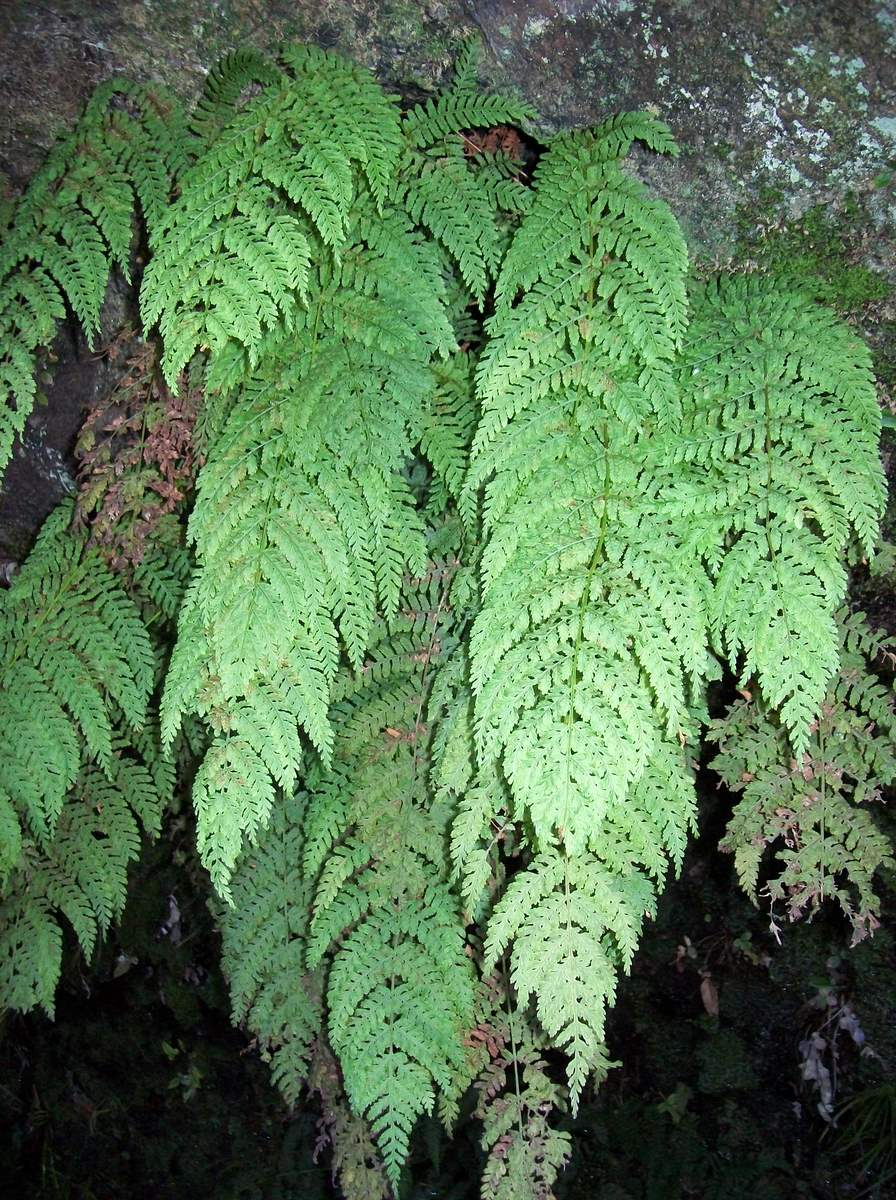
Género Leptopteris (Leptopteris fraseri).

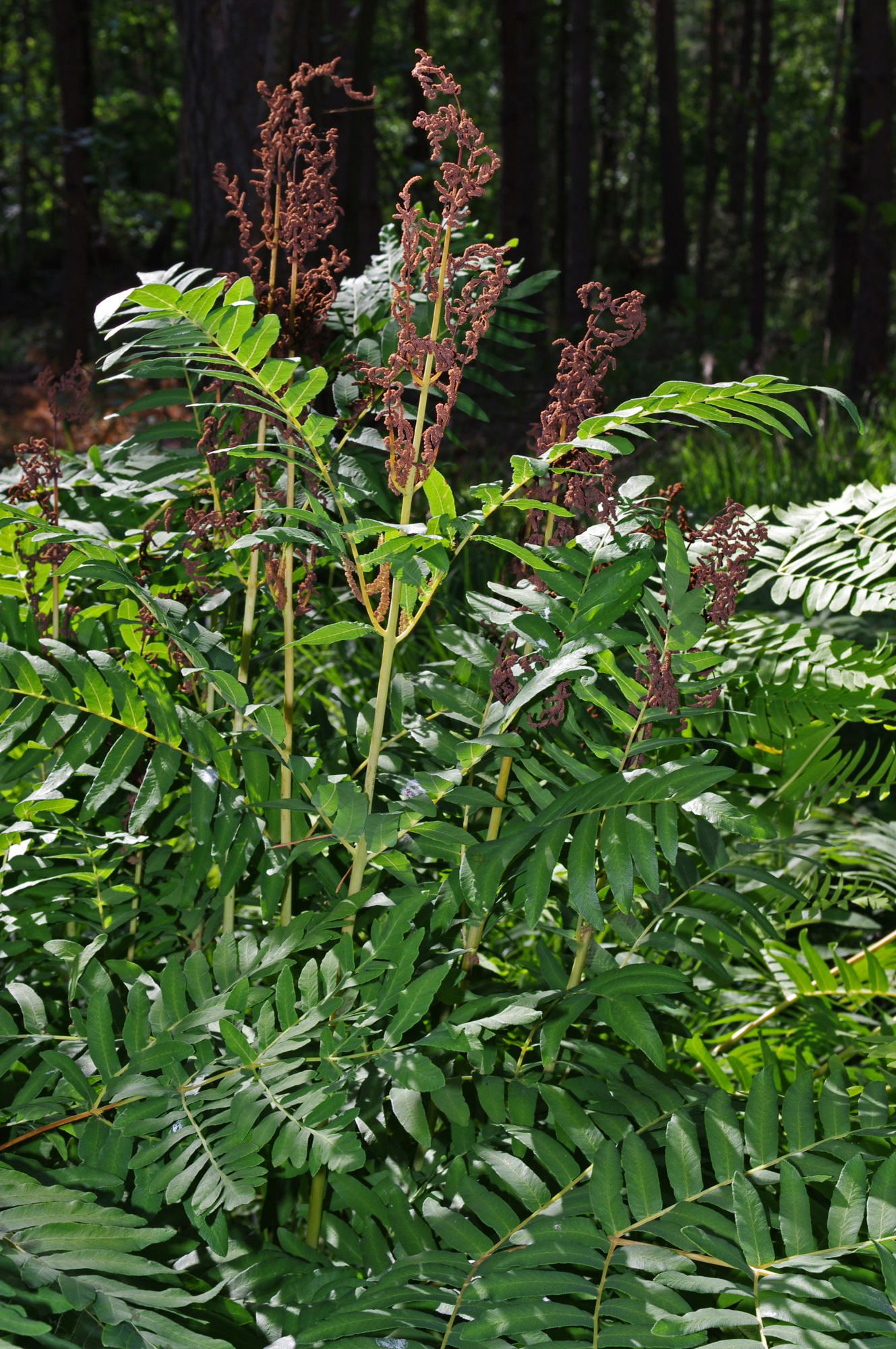
Género Osmunda (Osmunda regalis).

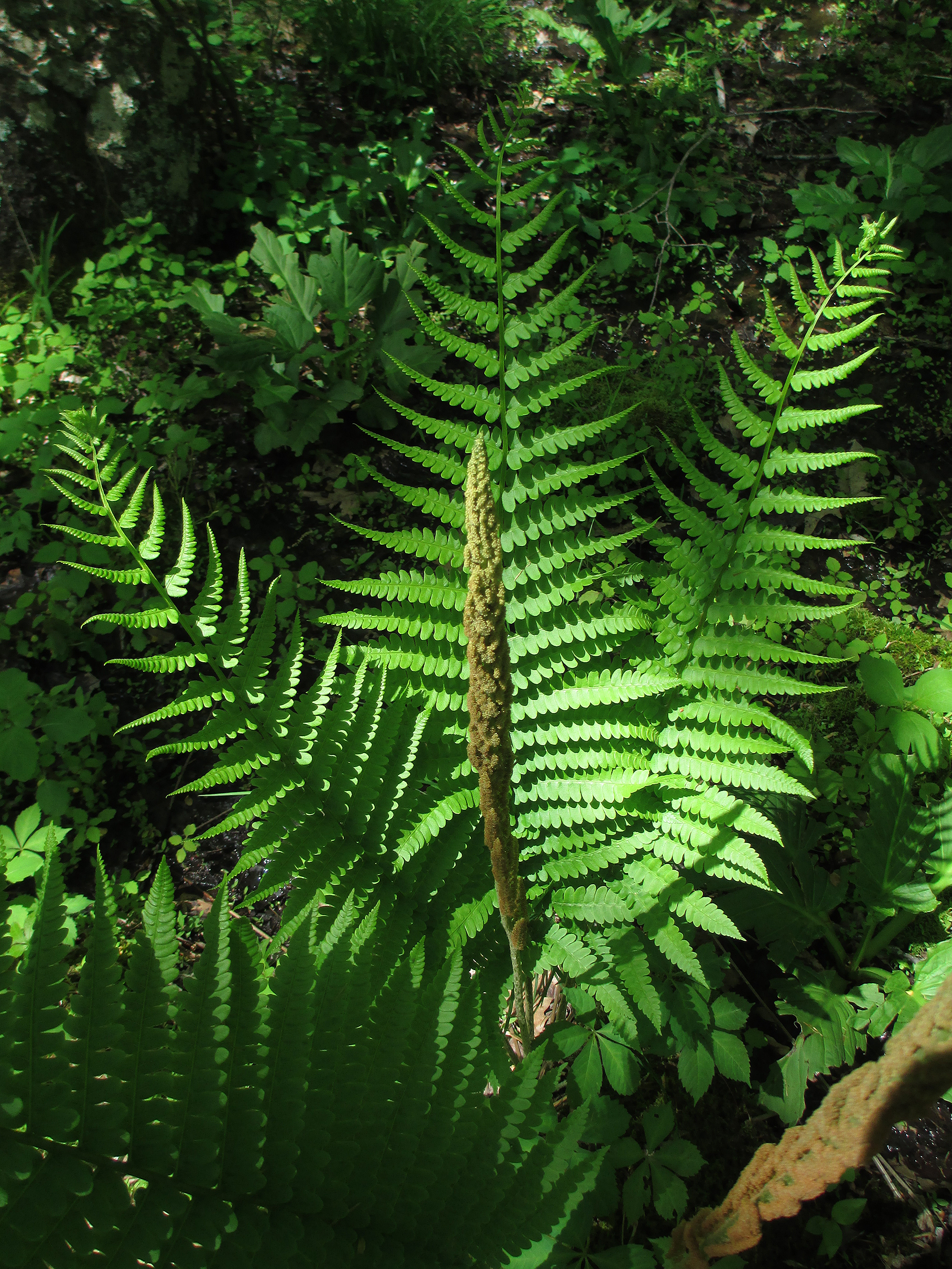
Género Osmundastrum (Osmundastrum cinnamomeum).

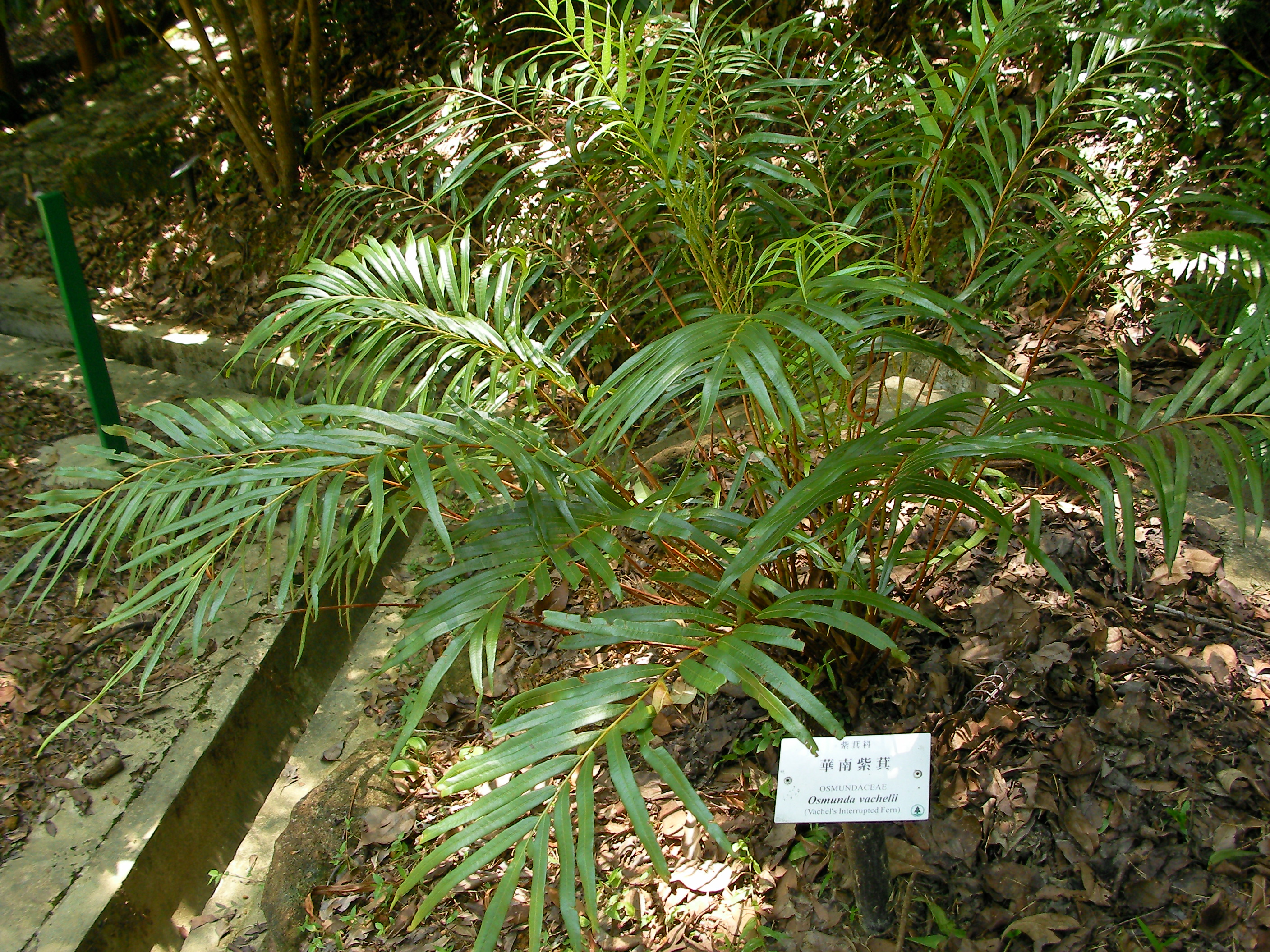
Género Plenasium (Plenasium vachellii).

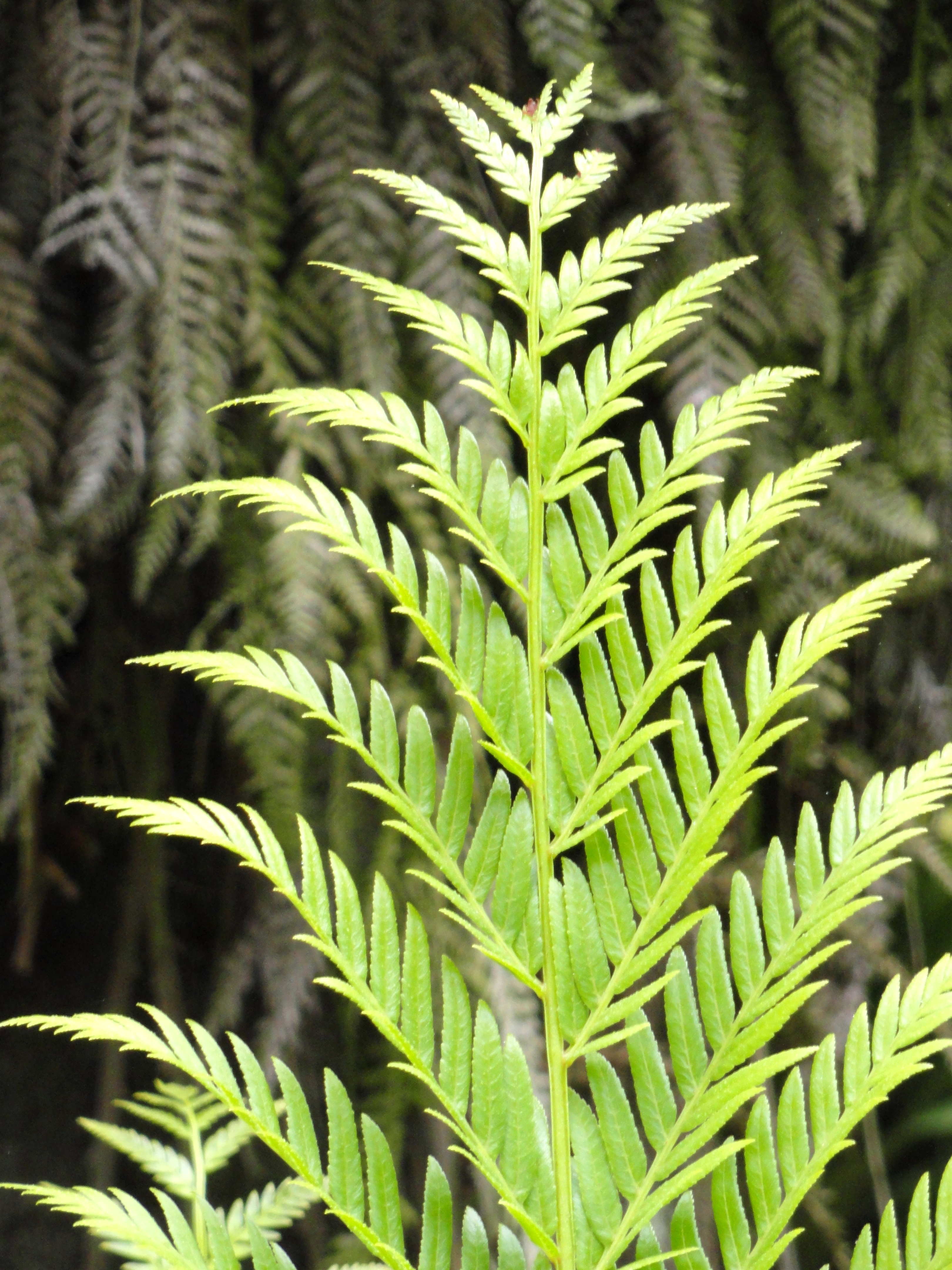
Género Todea (Todea barbara).

Osmundaceae é uma família de fetos leptosporangiados, a única família extante da ordem monotípica Osmundales da classe Polypodiopsida, que agrupa 6 género extantes com 18-25 espécies extantes validamente descritas. Os fetos desta família são maiores do que a maioria dos outros pteridófitos, constituindo um grupo muito antigo, conhecido do registo fóssil desde o Permiano Superior (Lopingiano), e bastante isolado, frequentemente conhecido como os fetos floridos devido ao aspeto característico dos seus esporângios nus agrupados em pínulas vistosas. Em algumas classificações o grupo constitui a única ordem da classe Osmundopsida.

## Descrição
Osmundaceae é a única família extante na ordem Osmundales, a mais pequena e antiga ordem de fetos leptosporangiados (Polypodiopsida). Ocupa uma importante posição filogenética como táxon irmão dos restantes leptosporangiados extantes (Hasebe et al. 1995, Pryer et al. 2004, Schuettpelz e Pryer 2007).
A família é um grupo antigo, conhecido do registo fóssil desde o Permiano Superior, e bastante isolado que é frequentemente referido como os fetos floridos devido ao aspeto peculiar das frondes férteis carregadas de esporângios nus. Nos géneros Claytosmunda, Osmunda, Osmundastrum e Plenasium (subtribo Osmundinae), os esporângios são carregados nus em pínulas não laminares, enquanto Todea e Leptopteris (subtribo Todinae) esporângios nus ocorrem em pínulas laminares. 
Para além disso, os membros da família Osmundaceae caracterizam-se por apresentar rizomas com uma anatomia caraterística em corte transversal, consistente em toda a família e única entre os fetos (Hewitson 1962, Gifford e Foster 1989 p. 267), esporângios que não estão organizados em soros, esporos verdes e um conjunto peculiar de carateres reprodutivos que parecem intermédios entre os fetos leptosporangiados e os eusporangiados (Kramer 1990), pois os leptosporângios de Osmundaceae desenvolvem-se a partir de células iniciais múltiplas e produzem centenas de esporos, carateres associados ao desenvolvimento dos fetos eusporangiados (Bierhost 1971, Ogura 1972). Os esporângios também têm um anel caraterístico, que causa uma deiscência longitudinal distinta de todas as demais morfologias de ânulo presentes nos demais fetos leptosporangiados (Bierhost 1971).

### Morfologia
As osmundáceas são plantas vasculares com ciclo de vida haplodiplonte, onde a alternância de gerações é bem manifesta, com esporófito e gametófito multicelulares e independentes, com esporos como unidade de dispersão e resistência. O gametófito é um talo (corpo sem organização) e o esporófito é um cormo (com raíz, rebento e sistema vascular), com megáfilos ou frondes (Euphyllophyta). Devido a estas caraterísticas são tradicionalmente agrupadas com as pteridófitas.
A anatomia do talo é muito caraterística, sendo o cilindro central uma sifonostela ectoflóica, isto é, um anel de floema que ocorre apenas no exterior de um anel de xilema que rodeia a medula (e nenhum outro tecido vascular). O anel de xilema é constituído por fibras discretas, que normalmente aparecem conduplicadas ou duplamente conduplicadas em corte transversal.
As frondes e lâminas foliares são holodimórficas, com frondes férteis e estéreis separadas assumindo uma estrutura completamente diferente, ou têm partes férteis e estéreis da fronde muito distintas em estrutura. Daí resulta estes pteridófitos apresentarem frondes fortemente dimórficas, com porções férteis muito distintas das estéreis.
As frondes apresentam estípulas na base dos pecíolos As bases das frondes são endurecidas e persistentes e sobrepõem-se para formar uma camada endurecida que envolve a estipe (o caule).
O manto de bases foliares esclerenquimatosas misturado com raízes pode formar um tronco lenhoso quando a estipe emerge acima do solo, com até 1 m de altura em Todea barbara. Membros extintos da família, que floresceram durante o Mesozoico, podiam atingir a estatura de árvores e ser denominados fetos arbóreos.
Os esporângios das Osmundaceae são grandes, com 128 a 512 esporos cada um, e não estão organizados em soros. Abrem-se por deiscência logitudinal ao longo de uma fissura apical situada no seu topo. O ânulo que conduz à abertura do esporângio é lateral, com forma de escudo, sendo por vezes designado por escudo de deiscência.
Apesar de serem leptosporângios, ao contrário dos leptosporângios das restantes famílias de fetos leptosporangiados, os esporângios desta família têm origem em células iniciais múltiplas em lugar de apenas uma, e produzem centenas de esporos, assumindo assim caracteríticas típicas dos esporângios eusporangiados.
Os esporos são verdes, subglobosos e triletes. Os esporos germinam em gametófitos grandes, verdes (fotossintéticos), cordados (têm forma de coração) e superficiais (isto é crescem à superfície do substrato). O número cromossómico básico dos membros da ordem é x = 22.

### Evolução
O registo fóssil conhecido desta família começa no Pérmico, com numerosos representantes em regiões de climas temperados e tropicais. Representantes do género Osmunda são conhecidos desde o Triássico.
Osmundales tem, sem dúvida, o registo fóssil mais rico e informativo de qualquer grupo de fetos extantes. A ordem está bem representada no registo fóssil a partir do Permiano. Folhagem de fetos osmundaleanos, ou potencialmente osmundaleanos, incluindo Anomopteris Brongn., Todites Seward, Cladotheca T.Halle, Osmundopsis T.M.Harris, Cacumen Cantrill & J.A.Webb, Osmunda, Damudopteris D.D.Pant & P.K.Khare, Dichotomopteris Maithy, e Cladophlebis Brongn.,  é comummente encontrada a partir do Permiano, juntamente com esporos dispersos de géneros como Osmundacidites Couper e Todisporites Couper. Mas a sua afinidade com as Osmundales, e com as Osmundaceae em particular, é difícil de avaliar.
No Triássico torna-se frequente uma folhagem semelhante ou idêntica às frondes das actuais de Todea, Osmundastrum e Claytosmunda. O registo fóssil de rizomas é mais bem compreendido e indica que o grupo era mais diversificado no Permiano e já muito reduzido no Triássico no que diz respeito ao número de formas substancialmente diferentes.
Os primeiros representantes fósseis das Osmundaceae modernas (a tribo Osmundeae) incluem fósseis de rizomas com anatomia de Claytosmunda (ou Osmunda claytoniana) ou com características estruturais características de Osmundastrum (referido como Osmundastrum cinnomomeum) e seus precursores. O mesmo se aplica ao registo fóssil de folhas do grupo, o qual data do mesmo período. 
A principal caraterística qque serve de diagnóstico quanto à pertença à tribo Osmundeae (Osmundaceae modernas) é um anel heterogéneo de tecido esclerenquemático na base do estipe. Esta potencial sinapomorfia é o único carácter que diferencia Osmundeae do género parafilético que recolhe os seus potenciais antepassados primitivos e linhagens irmãs, Millerocaulis.
O Bauplan básico partilhado com Millerocaulis foi geralmente mantido dentro da linhagem Osmundeae e apenas ligeiramente a moderadamente modificado nos últimos 200 milhões de anos. As morfologias do rizoma e da fronde das plantas do Triássico-Jurássico permaneceram essencialmente inalteradas na linhagem que levou a Claytosmunda claytoniana. Isso torna impossível discernir os ancestrais diretos de C. claytoniana dos ancestrais das suas linhagens irmãs Osmunda e Plenasium, ou estes dos ancestrais compartilhados. A datação molecular colocou a divisão entre Osmunda e Plenasium, e sua divergência de Claytosmunda no Cretáceo Inicial, coeva com a divergência entre os géneros irmãos Todea e Leptopteris.
A linhagem Osmundastrum divergiu muito antes (provavelmente no Triássico Médio), o que se encaixa na nova classificação de fósseis de rizoma reavaliados originalmente incluídos em Millercaulis. Uma lista abrangente de fósseis de rizomas e folhas associados às Osmundaceae modernas (Osmundeae na classificação de Bomfleur et al.) pode ser encontrada em datadryad.org.
A única reconstrução explícita sobre a evolução dos traços morfológicos em Osmundaceae pode ser encontrada no trabalho inovador de Charles Nash Miller. É de salientar que os rizomas do Permiano de ambas as famílias de Osmundales, a extinta Guaireaceae e a Osmundaceae, incluindo as espécies extantes, apresentam já anatomias relativamente complexas em comparação com os membros sobreviventes do grupo. O registo fóssil de rizomas também indica várias radiações independentes de prováveis linhagens arborescentes, as Guaireaceae e Thamnopterioideae no Permiano, Osmundacaulis no Triássico, e Plenasium (subgénero Aurealcaulis) no final do Cretáceo até ao Paleogénico. Como já observado por Miller, formas altamente derivadas não diretamente relacionadas com as espécies e géneros extantes, podem ser encontradas no Jurássico e Cretáceo, como Millerocaulis (Osmundacaulis) kolbii. Outra tendência geral aponta para que as Osmundales do Permiano serem muito maiores do que os seus homólogos modernos. Atualmente, as espécies generalizadas de Osmundaceae são rizomatosas com estelos pequenos e pouco dissecados.

## Filogenia e taxonomia

### Filogenia
Na sua presente circunscrição taxonómica, a fmília Osmundaceae é monofilética (Hasebe et al. 1995, Yatabe et al. 1999, Pryer et al. 2001a e 2004b).
Uma análise de ADN sobre a sequência rbcL de Osmundaceae mostrou que Osmunda cinnamomea é o táxon irmão de toda a restante família, incluindo Leptopteris e Todea (Yatabe et al. 1999). Este estudo mostrou ainda que Osmunda claytoniana é o táxon irmão de um clado contendo os subgéneros Plenasium e Osmunda. Ainda que esta relação não tivesse muito suporte, Yatabe et al. (2005) propuseram um novo subgénero, Claytosmunda Yatabe, Murakami & Iwatsuki, para acomodar a posição filogenética de O. claytoniana. Assim, o género Osmunda em sentido lato é parafilético (Metzgar et al. 2008) e encontra-se dividido nos géneros Osmundastrum e Osmunda em sentido estrito tal como propunha Yatabe et al. (2005).

### Taxonomia
Uma colaboração liderada por Alan R. Smith publicou em 2006 a primeira classificação de alto nível das pteridófitas realizada na era da filogenética molecular, criando quatro classes de fetos (Polypodiopsida). Naquela publicação usaram o termo Polypodiopsida sensu stricto para englobar a maior das pteridófitas extantes. Mais tarde, o termo Polypodiopsida sensu lato foi usado para designar as quatro subclasses, e a subclasse maior passou a ser denominada Polypodiidae. Esta subclasse é também informalmente designada por fetos leptosporangiados. Os Polypodiidae contêm sete ordens cuja relação filogenética é mostrada no seguinte cladograma, onde Osmundales é visto como um grupo irmão de todos os outros membros da subclasse:
|  | Salviniales                                                 |
|  |                                                             |
|  | \| \| Cyatheales \| \| \| \| \| \| Polypodiales \| \| \| \| |
|  |                                                             |
|  | Cyatheales                                                  |
|  |                                                             |
|  | Polypodiales                                                |
|  |                                                             |

|  | Cyatheales   |
|  |              |
|  | Polypodiales |
|  |              |

|  | Salviniales                                                 |
|  |                                                             |
|  | \| \| Cyatheales \| \| \| \| \| \| Polypodiales \| \| \| \| |
|  |                                                             |
|  | Cyatheales                                                  |
|  |                                                             |
|  | Polypodiales                                                |
|  |                                                             |

|  | Cyatheales   |
|  |              |
|  | Polypodiales |
|  |              |

|  | Salviniales                                                 |
|  |                                                             |
|  | \| \| Cyatheales \| \| \| \| \| \| Polypodiales \| \| \| \| |
|  |                                                             |
|  | Cyatheales                                                  |
|  |                                                             |
|  | Polypodiales                                                |
|  |                                                             |

|  | Cyatheales   |
|  |              |
|  | Polypodiales |
|  |              |

|  | Salviniales                                                 |
|  |                                                             |
|  | \| \| Cyatheales \| \| \| \| \| \| Polypodiales \| \| \| \| |
|  |                                                             |
|  | Cyatheales                                                  |
|  |                                                             |
|  | Polypodiales                                                |
|  |                                                             |

|  | Cyatheales   |
|  |              |
|  | Polypodiales |
|  |              |

|  | Salviniales                                                 |
|  |                                                             |
|  | \| \| Cyatheales \| \| \| \| \| \| Polypodiales \| \| \| \| |
|  |                                                             |
|  | Cyatheales                                                  |
|  |                                                             |
|  | Polypodiales                                                |
|  |                                                             |

|  | Cyatheales   |
|  |              |
|  | Polypodiales |
|  |              |

|  | Salviniales                                                 |
|  |                                                             |
|  | \| \| Cyatheales \| \| \| \| \| \| Polypodiales \| \| \| \| |
|  |                                                             |
|  | Cyatheales                                                  |
|  |                                                             |
|  | Polypodiales                                                |
|  |                                                             |

|  | Cyatheales   |
|  |              |
|  | Polypodiales |
|  |              |

|  | Salviniales                                                 |
|  |                                                             |
|  | \| \| Cyatheales \| \| \| \| \| \| Polypodiales \| \| \| \| |
|  |                                                             |
|  | Cyatheales                                                  |
|  |                                                             |
|  | Polypodiales                                                |
|  |                                                             |

|  | Cyatheales   |
|  |              |
|  | Polypodiales |
|  |              |

|  | Salviniales                                                 |
|  |                                                             |
|  | \| \| Cyatheales \| \| \| \| \| \| Polypodiales \| \| \| \| |
|  |                                                             |
|  | Cyatheales                                                  |
|  |                                                             |
|  | Polypodiales                                                |
|  |                                                             |

|  | Cyatheales   |
|  |              |
|  | Polypodiales |
|  |              |

|  | Salviniales                                                 |
|  |                                                             |
|  | \| \| Cyatheales \| \| \| \| \| \| Polypodiales \| \| \| \| |
|  |                                                             |
|  | Cyatheales                                                  |
|  |                                                             |
|  | Polypodiales                                                |
|  |                                                             |

|  | Cyatheales   |
|  |              |
|  | Polypodiales |
|  |              |

|  | Salviniales                                                 |
|  |                                                             |
|  | \| \| Cyatheales \| \| \| \| \| \| Polypodiales \| \| \| \| |
|  |                                                             |
|  | Cyatheales                                                  |
|  |                                                             |
|  | Polypodiales                                                |
|  |                                                             |

|  | Cyatheales   |
|  |              |
|  | Polypodiales |
|  |              |

|  | Salviniales                                                 |
|  |                                                             |
|  | \| \| Cyatheales \| \| \| \| \| \| Polypodiales \| \| \| \| |
|  |                                                             |
|  | Cyatheales                                                  |
|  |                                                             |
|  | Polypodiales                                                |
|  |                                                             |

|  | Cyatheales   |
|  |              |
|  | Polypodiales |
|  |              |

|  | Salviniales                                                 |
|  |                                                             |
|  | \| \| Cyatheales \| \| \| \| \| \| Polypodiales \| \| \| \| |
|  |                                                             |
|  | Cyatheales                                                  |
|  |                                                             |
|  | Polypodiales                                                |
|  |                                                             |

|  | Cyatheales   |
|  |              |
|  | Polypodiales |
|  |              |

|  | Salviniales                                                 |
|  |                                                             |
|  | \| \| Cyatheales \| \| \| \| \| \| Polypodiales \| \| \| \| |
|  |                                                             |
|  | Cyatheales                                                  |
|  |                                                             |
|  | Polypodiales                                                |
|  |                                                             |

|  | Cyatheales   |
|  |              |
|  | Polypodiales |
|  |              |

|  | Salviniales                                                 |
|  |                                                             |
|  | \| \| Cyatheales \| \| \| \| \| \| Polypodiales \| \| \| \| |
|  |                                                             |
|  | Cyatheales                                                  |
|  |                                                             |
|  | Polypodiales                                                |
|  |                                                             |

|  | Cyatheales   |
|  |              |
|  | Polypodiales |
|  |              |

|  | Salviniales                                                 |
|  |                                                             |
|  | \| \| Cyatheales \| \| \| \| \| \| Polypodiales \| \| \| \| |
|  |                                                             |
|  | Cyatheales                                                  |
|  |                                                             |
|  | Polypodiales                                                |
|  |                                                             |

|  | Cyatheales   |
|  |              |
|  | Polypodiales |
|  |              |

|  | Salviniales                                                 |
|  |                                                             |
|  | \| \| Cyatheales \| \| \| \| \| \| Polypodiales \| \| \| \| |
|  |                                                             |
|  | Cyatheales                                                  |
|  |                                                             |
|  | Polypodiales                                                |
|  |                                                             |

|  | Cyatheales   |
|  |              |
|  | Polypodiales |
|  |              |

No sistema PPG I, a família Osmundaceae integra a ordem monotípica Osmundales da classe Polypodiopsida. Embora esta sistemática seja a mais consensual, numerosos tratamentos taxonómicos foram recomendados para Osmundaceae (Hewitson 1962, Miller 1971, Kramer 1990, Yatabe et al. 2005). Os mais relevantes são:
- Osmundaceae sensu Smith et al., 2006, com 3 géneros e cerca de 20 espécies:
  - Leptopteris C. Presl.
  - Todea Willd. ex Bernh.
  - Osmunda, com 3 subgéneros (Kramer 1990[7]): subg. Osmunda L., com 3 espécies; subg. Osmundastrum (C. Presl.) C. Presl., com 2 espécies; e subg. Plenasium (C. Presl.) J. Smith, com 3 ou 4 espécies.

- Osmundaceae sensu Yatabe et al. (2005[27]), com 4 géneros, apoiados pelos conhecimentos atuais de filogenia (Metzgar et al. 2008[28]):
  - Leptopteris C. Presl.
  - Todea Willd. ex Bernh.
  - Osmundastrum que na classificação anterior se situa dentro de Osmunda, com a sua única espécie, Osmundastrum cinnamomeum.
  - Osmunda, com 3 subgéneros: subg. Claytosmunda, com uma única espécie, Osmunda claytoniana; subg. Plenasium; e subg. Osmunda.

Os géneros Leptopteris e Todea partilham muitos traços morfológicos, entre os quais as frondes monomórficas e os esporângios que seguem as venações em pinas férteis não-contráteis (Kramer 1990), mas os dois géneros são distinguíveis. Leptopteris, com umas 6 espécies, tem folhas tipo película, sem estomas, e poucos esporângios na superfície abaxial. Todea, com 2 espécies, tem lâminas foliares [8coriácea]]s com estomas, e estomas cobrindo densamente a superfície abaxial (Hennipman 1968, Brownsey 1981). O género Osmunda, em sentido lato, distingue-se de estes dois géneros pelas suas pinas férteis e contraídas e agrupa 8 a 9 espécies.
Conforme a classificação do Pteridophyte Phylogeny Group (a PPG I), além dos 4 géneros apoiados nos trabalhos de Yatabe et al. (2005) e Metzgar et al. (2008), os subgéneros Plenasium e Claytosmunda foram elevados à categoria de géneros, pelo que a família Osmundaceae passou a integrar 6 géneros botânicos.

### Sistemática
Na classificação do Pteridophyte Phylogeny Group, de  2016, a ordem Osmundales consiste numa única família, as Osmundaceae, com seis géneros e cerca de 18 espécies, embora Christenhusz e Byng apontem para 25 espécies.
Os três géneros (Osmunda, Leptopteris e Todea), foram reconhecidos como membros de Osmundaceae por Smith et al. (2006) Destes, o maior género, Osmunda, tinha sido tradicionalmente tratado como três subgéneros, Osmunda (3 espécies), Osmundastrum (2 espécies), e Plenasium (3-4 espécies). No entanto, suspeitava-se que o género não era monofilético.
A primeira filogenia molecular do grupo mostrou que o género Osmunda como tradicionalmente circunscrito era parafilético e que Osmunda cinnamomea, apesar de sua semelhança morfológica com Osmunda claytoniana, era um táxon irmão do resto da família. Isto foi mais tarde confirmado por uma filogenia detalhada ao nível das espécies da família por Metzgar et al. (2008) levando à ressurreição do género segregado Osmundastrum, elevando-o de subgénero, para o conter e tornar o género Osmunda monofilético. Os géneros Todea e Leptopteris são consistentemente resolvidos como grupos irmãos e o género Osmunda foi circunscrito para conter três subclados separados correspondentes aos subgéneros (agora géneros) Osmunda, Plenasium e o recentemente descrito Claytosmunda, com uma única espécie, Osmunda claytoniana.
O seguinte cladograma mostra a relação entre os géneros e subgéneros de Osmundaceae, de acordo com Metzgar et al:
|  | Todea, com 2 espécies extantes       |
|  |                                      |
|  | Leptopteris, com 6 espécies extantes |
|  |                                      |

|  | subgénero Claytosmunda (=Osmunda claytoniana), com uma única espécie extante                                                 |
|  | |
|  | \| \| subgénero Plenasium, com 4 espécies extantes \| \| \| \| \| \| subgénero Osmunda , com 4 espécies extantes \| \| \| \| |
|  | |
|  | subgénero Plenasium, com 4 espécies extantes                                                                                 |
|  | |
|  | subgénero Osmunda , com 4 espécies extantes                                                                                  |
|  | |

|  | subgénero Plenasium, com 4 espécies extantes |
|  |                                              |
|  | subgénero Osmunda , com 4 espécies extantes  |
|  |                                              |

|  | Todea, com 2 espécies extantes       |
|  |                                      |
|  | Leptopteris, com 6 espécies extantes |
|  |                                      |

|  | subgénero Claytosmunda (=Osmunda claytoniana), com uma única espécie extante                                                 |
|  | |
|  | \| \| subgénero Plenasium, com 4 espécies extantes \| \| \| \| \| \| subgénero Osmunda , com 4 espécies extantes \| \| \| \| |
|  | |
|  | subgénero Plenasium, com 4 espécies extantes                                                                                 |
|  | |
|  | subgénero Osmunda , com 4 espécies extantes                                                                                  |
|  | |

|  | subgénero Plenasium, com 4 espécies extantes |
|  |                                              |
|  | subgénero Osmunda , com 4 espécies extantes  |
|  |                                              |

|  | Todea, com 2 espécies extantes       |
|  |                                      |
|  | Leptopteris, com 6 espécies extantes |
|  |                                      |

|  | subgénero Claytosmunda (=Osmunda claytoniana), com uma única espécie extante                                                 |
|  | |
|  | \| \| subgénero Plenasium, com 4 espécies extantes \| \| \| \| \| \| subgénero Osmunda , com 4 espécies extantes \| \| \| \| |
|  | |
|  | subgénero Plenasium, com 4 espécies extantes                                                                                 |
|  | |
|  | subgénero Osmunda , com 4 espécies extantes                                                                                  |
|  | |

|  | subgénero Plenasium, com 4 espécies extantes |
|  |                                              |
|  | subgénero Osmunda , com 4 espécies extantes  |
|  |                                              |

|  | Todea, com 2 espécies extantes       |
|  |                                      |
|  | Leptopteris, com 6 espécies extantes |
|  |                                      |

|  | subgénero Claytosmunda (=Osmunda claytoniana), com uma única espécie extante                                                 |
|  | |
|  | \| \| subgénero Plenasium, com 4 espécies extantes \| \| \| \| \| \| subgénero Osmunda , com 4 espécies extantes \| \| \| \| |
|  | |
|  | subgénero Plenasium, com 4 espécies extantes                                                                                 |
|  | |
|  | subgénero Osmunda , com 4 espécies extantes                                                                                  |
|  | |

|  | subgénero Plenasium, com 4 espécies extantes |
|  |                                              |
|  | subgénero Osmunda , com 4 espécies extantes  |
|  |                                              |

A circunscrição taxonómica da ordem e das suas famílias constituintes não foi alterada, e a sua colocação permaneceu a mesma nas classificações subsequentes, incluindo a de Chase & Reveal (2009), Christenhusz et al. (2011), e Christenhusz & Chase (2014). A descoberta de um fóssil do Jurássico excecionalmente bem preservado, considerado intermédio entre o género Osmunda (como mostrado acima) e Osmundastrum, levou a uma reanálise dos dados de Metzgar et al., que revelou que a raiz da família Osmundaceae que fora utilizada pode estar errada, e que a filogenia proposta por aqueles autores pode estar afetada por um efeito atração de ramificações longas (todos os outros fetos são geneticamente muito distantes das Osmundaceae), gerando assim uma relação artifical, o que permite a seguinte classificação:
|  | \| \| Todea \| \| \| \| \| \| Leptopteris \| \| \| \| |
|  |                                                       |
|  | Todea                                                 |
|  |                                                       |
|  | Leptopteris                                           |
|  |                                                       |

|  | Todea       |
|  |             |
|  | Leptopteris |
|  |             |

|  | subgénero Claytosmunda                                                    |
|  |                                                                           |
|  | \| \| subgénero Plenasium \| \| \| \| \| \| subgénero Osmunda \| \| \| \| |
|  |                                                                           |
|  | subgénero Plenasium                                                       |
|  |                                                                           |
|  | subgénero Osmunda                                                         |
|  |                                                                           |

|  | subgénero Plenasium |
|  |                     |
|  | subgénero Osmunda   |
|  |                     |

|  | subgénero Claytosmunda                                                    |
|  |                                                                           |
|  | \| \| subgénero Plenasium \| \| \| \| \| \| subgénero Osmunda \| \| \| \| |
|  |                                                                           |
|  | subgénero Plenasium                                                       |
|  |                                                                           |
|  | subgénero Osmunda                                                         |
|  |                                                                           |

|  | subgénero Plenasium |
|  |                     |
|  | subgénero Osmunda   |
|  |                     |

|  | \| \| Todea \| \| \| \| \| \| Leptopteris \| \| \| \| |
|  |                                                       |
|  | Todea                                                 |
|  |                                                       |
|  | Leptopteris                                           |
|  |                                                       |

|  | Todea       |
|  |             |
|  | Leptopteris |
|  |             |

|  | subgénero Claytosmunda                                                    |
|  |                                                                           |
|  | \| \| subgénero Plenasium \| \| \| \| \| \| subgénero Osmunda \| \| \| \| |
|  |                                                                           |
|  | subgénero Plenasium                                                       |
|  |                                                                           |
|  | subgénero Osmunda                                                         |
|  |                                                                           |

|  | subgénero Plenasium |
|  |                     |
|  | subgénero Osmunda   |
|  |                     |

|  | subgénero Claytosmunda                                                    |
|  |                                                                           |
|  | \| \| subgénero Plenasium \| \| \| \| \| \| subgénero Osmunda \| \| \| \| |
|  |                                                                           |
|  | subgénero Plenasium                                                       |
|  |                                                                           |
|  | subgénero Osmunda                                                         |
|  |                                                                           |

|  | subgénero Plenasium |
|  |                     |
|  | subgénero Osmunda   |
|  |                     |

Um estudo de datação molecular usando os dados de Metzgar et al. e um conjunto abrangente de fósseis de rizomas e folhas estimou que a diferenciação (sub)genérica dentro de Osmundaceae começou no Triássico e terminou no Cretáceo Inferior com a formação de Osmunda e Plenasium. Assim, a classificação PPG I, de 2016, continua a colocar Osmundales em Polypodiidae, mas divide Osmunda ainda mais, elevando os seus subgéneros a géneros (Claytosmunda e Plenasium). O cladograma seguinte reproduz o conceito usado na PPG I para os membros extantes da família:
|  | Todea       |
|  |             |
|  | Leptopteris |
|  |             |

|  | Claytosmunda (=Osmunda claytoniana)                                                   |
|  |                                                                                       |
|  | \| \| Plenasium, com 4 espécies \| \| \| \| \| \| Osmunda, com 4 espécies \| \| \| \| |
|  |                                                                                       |
|  | Plenasium, com 4 espécies                                                             |
|  |                                                                                       |
|  | Osmunda, com 4 espécies                                                               |
|  |                                                                                       |

|  | Plenasium, com 4 espécies |
|  |                           |
|  | Osmunda, com 4 espécies   |
|  |                           |

|  | Claytosmunda (=Osmunda claytoniana)                                                   |
|  |                                                                                       |
|  | \| \| Plenasium, com 4 espécies \| \| \| \| \| \| Osmunda, com 4 espécies \| \| \| \| |
|  |                                                                                       |
|  | Plenasium, com 4 espécies                                                             |
|  |                                                                                       |
|  | Osmunda, com 4 espécies                                                               |
|  |                                                                                       |

|  | Plenasium, com 4 espécies |
|  |                           |
|  | Osmunda, com 4 espécies   |
|  |                           |

|  | Todea       |
|  |             |
|  | Leptopteris |
|  |             |

|  | Claytosmunda (=Osmunda claytoniana)                                                   |
|  |                                                                                       |
|  | \| \| Plenasium, com 4 espécies \| \| \| \| \| \| Osmunda, com 4 espécies \| \| \| \| |
|  |                                                                                       |
|  | Plenasium, com 4 espécies                                                             |
|  |                                                                                       |
|  | Osmunda, com 4 espécies                                                               |
|  |                                                                                       |

|  | Plenasium, com 4 espécies |
|  |                           |
|  | Osmunda, com 4 espécies   |
|  |                           |

|  | Claytosmunda (=Osmunda claytoniana)                                                   |
|  |                                                                                       |
|  | \| \| Plenasium, com 4 espécies \| \| \| \| \| \| Osmunda, com 4 espécies \| \| \| \| |
|  |                                                                                       |
|  | Plenasium, com 4 espécies                                                             |
|  |                                                                                       |
|  | Osmunda, com 4 espécies                                                               |
|  |                                                                                       |

|  | Plenasium, com 4 espécies |
|  |                           |
|  | Osmunda, com 4 espécies   |
|  |                           |

|  | Todea       |
|  |             |
|  | Leptopteris |
|  |             |

|  | Claytosmunda (=Osmunda claytoniana)                                                   |
|  |                                                                                       |
|  | \| \| Plenasium, com 4 espécies \| \| \| \| \| \| Osmunda, com 4 espécies \| \| \| \| |
|  |                                                                                       |
|  | Plenasium, com 4 espécies                                                             |
|  |                                                                                       |
|  | Osmunda, com 4 espécies                                                               |
|  |                                                                                       |

|  | Plenasium, com 4 espécies |
|  |                           |
|  | Osmunda, com 4 espécies   |
|  |                           |

|  | Claytosmunda (=Osmunda claytoniana)                                                   |
|  |                                                                                       |
|  | \| \| Plenasium, com 4 espécies \| \| \| \| \| \| Osmunda, com 4 espécies \| \| \| \| |
|  |                                                                                       |
|  | Plenasium, com 4 espécies                                                             |
|  |                                                                                       |
|  | Osmunda, com 4 espécies                                                               |
|  |                                                                                       |

|  | Plenasium, com 4 espécies |
|  |                           |
|  | Osmunda, com 4 espécies   |
|  |                           |

|  | Todea       |
|  |             |
|  | Leptopteris |
|  |             |

|  | Claytosmunda (=Osmunda claytoniana)                                                   |
|  |                                                                                       |
|  | \| \| Plenasium, com 4 espécies \| \| \| \| \| \| Osmunda, com 4 espécies \| \| \| \| |
|  |                                                                                       |
|  | Plenasium, com 4 espécies                                                             |
|  |                                                                                       |
|  | Osmunda, com 4 espécies                                                               |
|  |                                                                                       |

|  | Plenasium, com 4 espécies |
|  |                           |
|  | Osmunda, com 4 espécies   |
|  |                           |

|  | Claytosmunda (=Osmunda claytoniana)                                                   |
|  |                                                                                       |
|  | \| \| Plenasium, com 4 espécies \| \| \| \| \| \| Osmunda, com 4 espécies \| \| \| \| |
|  |                                                                                       |
|  | Plenasium, com 4 espécies                                                             |
|  |                                                                                       |
|  | Osmunda, com 4 espécies                                                               |
|  |                                                                                       |

|  | Plenasium, com 4 espécies |
|  |                           |
|  | Osmunda, com 4 espécies   |
|  |                           |

O novo sistema foi utilizado numa avaliação taxonómica exaustiva dos fósseis de rizomas de Osmundales, que forneceu uma chave politómica utilizando características anatómicas dos rizomas de Osmundaceae e uma classificação evolutiva (não cladística) actualizada das Osmundales fósseis e existentes. Esses resultados foram provisoriamente transferido para o seguinte cladograma (monofilias em negrito, as politomias reflectem relações não resolvidas):
|  | Guirea † mono- ou parafilético, com 2 espécies, Permiano Superior até ao Triássico Médio |
|  |                                                                                          |
|  | Zhongmingella † monotípico, Permiano tardio (Changhsingiano)                             |
|  |                                                                                          |
|  | Lunea † monotípico, Jurássico Inferior                                                   |
|  |                                                                                          |

|  | Donwelliacaulis † monotípico, Triássico Médio                                     |
|  |                                                                                   |
|  | Itopsidema (incl. Tiania) † 1–2 espécies, Permiano (Superior?) ao Triássico Médio |
|  |                                                                                   |

|  | Guirea † mono- ou parafilético, com 2 espécies, Permiano Superior até ao Triássico Médio |
|  |                                                                                          |
|  | Zhongmingella † monotípico, Permiano tardio (Changhsingiano)                             |
|  |                                                                                          |
|  | Lunea † monotípico, Jurássico Inferior                                                   |
|  |                                                                                          |

|  | Donwelliacaulis † monotípico, Triássico Médio                                     |
|  |                                                                                   |
|  | Itopsidema (incl. Tiania) † 1–2 espécies, Permiano (Superior?) ao Triássico Médio |
|  |                                                                                   |

|  | Thamnopteris † mono- or parafilético, com 9 espécies, Permiano Superior |
|  |                                                                         |
|  | Chasmatopteris † monotípico, Permiano Superior                          |
|  |                                                                         |

|  | Todea 3 espécies, do Cretáceo Inferior até ao presente                        |
|  |                                                                               |
|  | Leptopteris possivelmente 5 espécies, do Cretáceo (Inferior?) até ao presente |
|  |                                                                               |

| Plenasium | \| \| subgénero Aurealcaulis † provavelmente parafilético, com 6 espécies, do Cretáceo inicial ao ?Eoceno médio \| \| \| \| \| \| 2 espécies intermédias do Paleoceno e do Eoceno \| \| \| \| \| \| subgénero Plenasium, com 5 espécies, do Paleoceno ao presente \| \| \| \| |
|           | \| \| subgénero Aurealcaulis † provavelmente parafilético, com 6 espécies, do Cretáceo inicial ao ?Eoceno médio \| \| \| \| \| \| 2 espécies intermédias do Paleoceno e do Eoceno \| \| \| \| \| \| subgénero Plenasium, com 5 espécies, do Paleoceno ao presente \| \| \| \| |
|           | Osmunda, com 7 espécies, do Paleoceno ao presente |
|           | |
|           | subgénero Aurealcaulis † provavelmente parafilético, com 6 espécies, do Cretáceo inicial ao ?Eoceno médio |
|           | |
|           | 2 espécies intermédias do Paleoceno e do Eoceno |
|           | |
|           | subgénero Plenasium, com 5 espécies, do Paleoceno ao presente |
|           | |

|  | subgénero Aurealcaulis † provavelmente parafilético, com 6 espécies, do Cretáceo inicial ao ?Eoceno médio |
|  | |
|  | 2 espécies intermédias do Paleoceno e do Eoceno                                                           |
|  | |
|  | subgénero Plenasium, com 5 espécies, do Paleoceno ao presente                                             |
|  | |

| Plenasium | \| \| subgénero Aurealcaulis † provavelmente parafilético, com 6 espécies, do Cretáceo inicial ao ?Eoceno médio \| \| \| \| \| \| 2 espécies intermédias do Paleoceno e do Eoceno \| \| \| \| \| \| subgénero Plenasium, com 5 espécies, do Paleoceno ao presente \| \| \| \| |
|           | \| \| subgénero Aurealcaulis † provavelmente parafilético, com 6 espécies, do Cretáceo inicial ao ?Eoceno médio \| \| \| \| \| \| 2 espécies intermédias do Paleoceno e do Eoceno \| \| \| \| \| \| subgénero Plenasium, com 5 espécies, do Paleoceno ao presente \| \| \| \| |
|           | Osmunda, com 7 espécies, do Paleoceno ao presente |
|           | |
|           | subgénero Aurealcaulis † provavelmente parafilético, com 6 espécies, do Cretáceo inicial ao ?Eoceno médio |
|           | |
|           | 2 espécies intermédias do Paleoceno e do Eoceno |
|           | |
|           | subgénero Plenasium, com 5 espécies, do Paleoceno ao presente |
|           | |

|  | subgénero Aurealcaulis † provavelmente parafilético, com 6 espécies, do Cretáceo inicial ao ?Eoceno médio |
|  | |
|  | 2 espécies intermédias do Paleoceno e do Eoceno                                                           |
|  | |
|  | subgénero Plenasium, com 5 espécies, do Paleoceno ao presente                                             |
|  | |

| Plenasium | \| \| subgénero Aurealcaulis † provavelmente parafilético, com 6 espécies, do Cretáceo inicial ao ?Eoceno médio \| \| \| \| \| \| 2 espécies intermédias do Paleoceno e do Eoceno \| \| \| \| \| \| subgénero Plenasium, com 5 espécies, do Paleoceno ao presente \| \| \| \| |
|           | \| \| subgénero Aurealcaulis † provavelmente parafilético, com 6 espécies, do Cretáceo inicial ao ?Eoceno médio \| \| \| \| \| \| 2 espécies intermédias do Paleoceno e do Eoceno \| \| \| \| \| \| subgénero Plenasium, com 5 espécies, do Paleoceno ao presente \| \| \| \| |
|           | Osmunda, com 7 espécies, do Paleoceno ao presente |
|           | |
|           | subgénero Aurealcaulis † provavelmente parafilético, com 6 espécies, do Cretáceo inicial ao ?Eoceno médio |
|           | |
|           | 2 espécies intermédias do Paleoceno e do Eoceno |
|           | |
|           | subgénero Plenasium, com 5 espécies, do Paleoceno ao presente |
|           | |

|  | subgénero Aurealcaulis † provavelmente parafilético, com 6 espécies, do Cretáceo inicial ao ?Eoceno médio |
|  | |
|  | 2 espécies intermédias do Paleoceno e do Eoceno                                                           |
|  | |
|  | subgénero Plenasium, com 5 espécies, do Paleoceno ao presente                                             |
|  | |

| Plenasium | \| \| subgénero Aurealcaulis † provavelmente parafilético, com 6 espécies, do Cretáceo inicial ao ?Eoceno médio \| \| \| \| \| \| 2 espécies intermédias do Paleoceno e do Eoceno \| \| \| \| \| \| subgénero Plenasium, com 5 espécies, do Paleoceno ao presente \| \| \| \| |
|           | \| \| subgénero Aurealcaulis † provavelmente parafilético, com 6 espécies, do Cretáceo inicial ao ?Eoceno médio \| \| \| \| \| \| 2 espécies intermédias do Paleoceno e do Eoceno \| \| \| \| \| \| subgénero Plenasium, com 5 espécies, do Paleoceno ao presente \| \| \| \| |
|           | Osmunda, com 7 espécies, do Paleoceno ao presente |
|           | |
|           | subgénero Aurealcaulis † provavelmente parafilético, com 6 espécies, do Cretáceo inicial ao ?Eoceno médio |
|           | |
|           | 2 espécies intermédias do Paleoceno e do Eoceno |
|           | |
|           | subgénero Plenasium, com 5 espécies, do Paleoceno ao presente |
|           | |

|  | subgénero Aurealcaulis † provavelmente parafilético, com 6 espécies, do Cretáceo inicial ao ?Eoceno médio |
|  | |
|  | 2 espécies intermédias do Paleoceno e do Eoceno                                                           |
|  | |
|  | subgénero Plenasium, com 5 espécies, do Paleoceno ao presente                                             |
|  | |

|  | Todea 3 espécies, do Cretáceo Inferior até ao presente                        |
|  |                                                                               |
|  | Leptopteris possivelmente 5 espécies, do Cretáceo (Inferior?) até ao presente |
|  |                                                                               |

| Plenasium | \| \| subgénero Aurealcaulis † provavelmente parafilético, com 6 espécies, do Cretáceo inicial ao ?Eoceno médio \| \| \| \| \| \| 2 espécies intermédias do Paleoceno e do Eoceno \| \| \| \| \| \| subgénero Plenasium, com 5 espécies, do Paleoceno ao presente \| \| \| \| |
|           | \| \| subgénero Aurealcaulis † provavelmente parafilético, com 6 espécies, do Cretáceo inicial ao ?Eoceno médio \| \| \| \| \| \| 2 espécies intermédias do Paleoceno e do Eoceno \| \| \| \| \| \| subgénero Plenasium, com 5 espécies, do Paleoceno ao presente \| \| \| \| |
|           | Osmunda, com 7 espécies, do Paleoceno ao presente |
|           | |
|           | subgénero Aurealcaulis † provavelmente parafilético, com 6 espécies, do Cretáceo inicial ao ?Eoceno médio |
|           | |
|           | 2 espécies intermédias do Paleoceno e do Eoceno |
|           | |
|           | subgénero Plenasium, com 5 espécies, do Paleoceno ao presente |
|           | |

|  | subgénero Aurealcaulis † provavelmente parafilético, com 6 espécies, do Cretáceo inicial ao ?Eoceno médio |
|  | |
|  | 2 espécies intermédias do Paleoceno e do Eoceno                                                           |
|  | |
|  | subgénero Plenasium, com 5 espécies, do Paleoceno ao presente                                             |
|  | |

| Plenasium | \| \| subgénero Aurealcaulis † provavelmente parafilético, com 6 espécies, do Cretáceo inicial ao ?Eoceno médio \| \| \| \| \| \| 2 espécies intermédias do Paleoceno e do Eoceno \| \| \| \| \| \| subgénero Plenasium, com 5 espécies, do Paleoceno ao presente \| \| \| \| |
|           | \| \| subgénero Aurealcaulis † provavelmente parafilético, com 6 espécies, do Cretáceo inicial ao ?Eoceno médio \| \| \| \| \| \| 2 espécies intermédias do Paleoceno e do Eoceno \| \| \| \| \| \| subgénero Plenasium, com 5 espécies, do Paleoceno ao presente \| \| \| \| |
|           | Osmunda, com 7 espécies, do Paleoceno ao presente |
|           | |
|           | subgénero Aurealcaulis † provavelmente parafilético, com 6 espécies, do Cretáceo inicial ao ?Eoceno médio |
|           | |
|           | 2 espécies intermédias do Paleoceno e do Eoceno |
|           | |
|           | subgénero Plenasium, com 5 espécies, do Paleoceno ao presente |
|           | |

|  | subgénero Aurealcaulis † provavelmente parafilético, com 6 espécies, do Cretáceo inicial ao ?Eoceno médio |
|  | |
|  | 2 espécies intermédias do Paleoceno e do Eoceno                                                           |
|  | |
|  | subgénero Plenasium, com 5 espécies, do Paleoceno ao presente                                             |
|  | |

| Plenasium | \| \| subgénero Aurealcaulis † provavelmente parafilético, com 6 espécies, do Cretáceo inicial ao ?Eoceno médio \| \| \| \| \| \| 2 espécies intermédias do Paleoceno e do Eoceno \| \| \| \| \| \| subgénero Plenasium, com 5 espécies, do Paleoceno ao presente \| \| \| \| |
|           | \| \| subgénero Aurealcaulis † provavelmente parafilético, com 6 espécies, do Cretáceo inicial ao ?Eoceno médio \| \| \| \| \| \| 2 espécies intermédias do Paleoceno e do Eoceno \| \| \| \| \| \| subgénero Plenasium, com 5 espécies, do Paleoceno ao presente \| \| \| \| |
|           | Osmunda, com 7 espécies, do Paleoceno ao presente |
|           | |
|           | subgénero Aurealcaulis † provavelmente parafilético, com 6 espécies, do Cretáceo inicial ao ?Eoceno médio |
|           | |
|           | 2 espécies intermédias do Paleoceno e do Eoceno |
|           | |
|           | subgénero Plenasium, com 5 espécies, do Paleoceno ao presente |
|           | |

|  | subgénero Aurealcaulis † provavelmente parafilético, com 6 espécies, do Cretáceo inicial ao ?Eoceno médio |
|  | |
|  | 2 espécies intermédias do Paleoceno e do Eoceno                                                           |
|  | |
|  | subgénero Plenasium, com 5 espécies, do Paleoceno ao presente                                             |
|  | |

| Plenasium | \| \| subgénero Aurealcaulis † provavelmente parafilético, com 6 espécies, do Cretáceo inicial ao ?Eoceno médio \| \| \| \| \| \| 2 espécies intermédias do Paleoceno e do Eoceno \| \| \| \| \| \| subgénero Plenasium, com 5 espécies, do Paleoceno ao presente \| \| \| \| |
|           | \| \| subgénero Aurealcaulis † provavelmente parafilético, com 6 espécies, do Cretáceo inicial ao ?Eoceno médio \| \| \| \| \| \| 2 espécies intermédias do Paleoceno e do Eoceno \| \| \| \| \| \| subgénero Plenasium, com 5 espécies, do Paleoceno ao presente \| \| \| \| |
|           | Osmunda, com 7 espécies, do Paleoceno ao presente |
|           | |
|           | subgénero Aurealcaulis † provavelmente parafilético, com 6 espécies, do Cretáceo inicial ao ?Eoceno médio |
|           | |
|           | 2 espécies intermédias do Paleoceno e do Eoceno |
|           | |
|           | subgénero Plenasium, com 5 espécies, do Paleoceno ao presente |
|           | |

|  | subgénero Aurealcaulis † provavelmente parafilético, com 6 espécies, do Cretáceo inicial ao ?Eoceno médio |
|  | |
|  | 2 espécies intermédias do Paleoceno e do Eoceno                                                           |
|  | |
|  | subgénero Plenasium, com 5 espécies, do Paleoceno ao presente                                             |
|  | |

|  | Todea 3 espécies, do Cretáceo Inferior até ao presente                        |
|  |                                                                               |
|  | Leptopteris possivelmente 5 espécies, do Cretáceo (Inferior?) até ao presente |
|  |                                                                               |

| Plenasium | \| \| subgénero Aurealcaulis † provavelmente parafilético, com 6 espécies, do Cretáceo inicial ao ?Eoceno médio \| \| \| \| \| \| 2 espécies intermédias do Paleoceno e do Eoceno \| \| \| \| \| \| subgénero Plenasium, com 5 espécies, do Paleoceno ao presente \| \| \| \| |
|           | \| \| subgénero Aurealcaulis † provavelmente parafilético, com 6 espécies, do Cretáceo inicial ao ?Eoceno médio \| \| \| \| \| \| 2 espécies intermédias do Paleoceno e do Eoceno \| \| \| \| \| \| subgénero Plenasium, com 5 espécies, do Paleoceno ao presente \| \| \| \| |
|           | Osmunda, com 7 espécies, do Paleoceno ao presente |
|           | |
|           | subgénero Aurealcaulis † provavelmente parafilético, com 6 espécies, do Cretáceo inicial ao ?Eoceno médio |
|           | |
|           | 2 espécies intermédias do Paleoceno e do Eoceno |
|           | |
|           | subgénero Plenasium, com 5 espécies, do Paleoceno ao presente |
|           | |

|  | subgénero Aurealcaulis † provavelmente parafilético, com 6 espécies, do Cretáceo inicial ao ?Eoceno médio |
|  | |
|  | 2 espécies intermédias do Paleoceno e do Eoceno                                                           |
|  | |
|  | subgénero Plenasium, com 5 espécies, do Paleoceno ao presente                                             |
|  | |

| Plenasium | \| \| subgénero Aurealcaulis † provavelmente parafilético, com 6 espécies, do Cretáceo inicial ao ?Eoceno médio \| \| \| \| \| \| 2 espécies intermédias do Paleoceno e do Eoceno \| \| \| \| \| \| subgénero Plenasium, com 5 espécies, do Paleoceno ao presente \| \| \| \| |
|           | \| \| subgénero Aurealcaulis † provavelmente parafilético, com 6 espécies, do Cretáceo inicial ao ?Eoceno médio \| \| \| \| \| \| 2 espécies intermédias do Paleoceno e do Eoceno \| \| \| \| \| \| subgénero Plenasium, com 5 espécies, do Paleoceno ao presente \| \| \| \| |
|           | Osmunda, com 7 espécies, do Paleoceno ao presente |
|           | |
|           | subgénero Aurealcaulis † provavelmente parafilético, com 6 espécies, do Cretáceo inicial ao ?Eoceno médio |
|           | |
|           | 2 espécies intermédias do Paleoceno e do Eoceno |
|           | |
|           | subgénero Plenasium, com 5 espécies, do Paleoceno ao presente |
|           | |

|  | subgénero Aurealcaulis † provavelmente parafilético, com 6 espécies, do Cretáceo inicial ao ?Eoceno médio |
|  | |
|  | 2 espécies intermédias do Paleoceno e do Eoceno                                                           |
|  | |
|  | subgénero Plenasium, com 5 espécies, do Paleoceno ao presente                                             |
|  | |

| Plenasium | \| \| subgénero Aurealcaulis † provavelmente parafilético, com 6 espécies, do Cretáceo inicial ao ?Eoceno médio \| \| \| \| \| \| 2 espécies intermédias do Paleoceno e do Eoceno \| \| \| \| \| \| subgénero Plenasium, com 5 espécies, do Paleoceno ao presente \| \| \| \| |
|           | \| \| subgénero Aurealcaulis † provavelmente parafilético, com 6 espécies, do Cretáceo inicial ao ?Eoceno médio \| \| \| \| \| \| 2 espécies intermédias do Paleoceno e do Eoceno \| \| \| \| \| \| subgénero Plenasium, com 5 espécies, do Paleoceno ao presente \| \| \| \| |
|           | Osmunda, com 7 espécies, do Paleoceno ao presente |
|           | |
|           | subgénero Aurealcaulis † provavelmente parafilético, com 6 espécies, do Cretáceo inicial ao ?Eoceno médio |
|           | |
|           | 2 espécies intermédias do Paleoceno e do Eoceno |
|           | |
|           | subgénero Plenasium, com 5 espécies, do Paleoceno ao presente |
|           | |

|  | subgénero Aurealcaulis † provavelmente parafilético, com 6 espécies, do Cretáceo inicial ao ?Eoceno médio |
|  | |
|  | 2 espécies intermédias do Paleoceno e do Eoceno                                                           |
|  | |
|  | subgénero Plenasium, com 5 espécies, do Paleoceno ao presente                                             |
|  | |

| Plenasium | \| \| subgénero Aurealcaulis † provavelmente parafilético, com 6 espécies, do Cretáceo inicial ao ?Eoceno médio \| \| \| \| \| \| 2 espécies intermédias do Paleoceno e do Eoceno \| \| \| \| \| \| subgénero Plenasium, com 5 espécies, do Paleoceno ao presente \| \| \| \| |
|           | \| \| subgénero Aurealcaulis † provavelmente parafilético, com 6 espécies, do Cretáceo inicial ao ?Eoceno médio \| \| \| \| \| \| 2 espécies intermédias do Paleoceno e do Eoceno \| \| \| \| \| \| subgénero Plenasium, com 5 espécies, do Paleoceno ao presente \| \| \| \| |
|           | Osmunda, com 7 espécies, do Paleoceno ao presente |
|           | |
|           | subgénero Aurealcaulis † provavelmente parafilético, com 6 espécies, do Cretáceo inicial ao ?Eoceno médio |
|           | |
|           | 2 espécies intermédias do Paleoceno e do Eoceno |
|           | |
|           | subgénero Plenasium, com 5 espécies, do Paleoceno ao presente |
|           | |

|  | subgénero Aurealcaulis † provavelmente parafilético, com 6 espécies, do Cretáceo inicial ao ?Eoceno médio |
|  | |
|  | 2 espécies intermédias do Paleoceno e do Eoceno                                                           |
|  | |
|  | subgénero Plenasium, com 5 espécies, do Paleoceno ao presente                                             |
|  | |

|  | Todea 3 espécies, do Cretáceo Inferior até ao presente                        |
|  |                                                                               |
|  | Leptopteris possivelmente 5 espécies, do Cretáceo (Inferior?) até ao presente |
|  |                                                                               |

| Plenasium | \| \| subgénero Aurealcaulis † provavelmente parafilético, com 6 espécies, do Cretáceo inicial ao ?Eoceno médio \| \| \| \| \| \| 2 espécies intermédias do Paleoceno e do Eoceno \| \| \| \| \| \| subgénero Plenasium, com 5 espécies, do Paleoceno ao presente \| \| \| \| |
|           | \| \| subgénero Aurealcaulis † provavelmente parafilético, com 6 espécies, do Cretáceo inicial ao ?Eoceno médio \| \| \| \| \| \| 2 espécies intermédias do Paleoceno e do Eoceno \| \| \| \| \| \| subgénero Plenasium, com 5 espécies, do Paleoceno ao presente \| \| \| \| |
|           | Osmunda, com 7 espécies, do Paleoceno ao presente |
|           | |
|           | subgénero Aurealcaulis † provavelmente parafilético, com 6 espécies, do Cretáceo inicial ao ?Eoceno médio |
|           | |
|           | 2 espécies intermédias do Paleoceno e do Eoceno |
|           | |
|           | subgénero Plenasium, com 5 espécies, do Paleoceno ao presente |
|           | |

|  | subgénero Aurealcaulis † provavelmente parafilético, com 6 espécies, do Cretáceo inicial ao ?Eoceno médio |
|  | |
|  | 2 espécies intermédias do Paleoceno e do Eoceno                                                           |
|  | |
|  | subgénero Plenasium, com 5 espécies, do Paleoceno ao presente                                             |
|  | |

| Plenasium | \| \| subgénero Aurealcaulis † provavelmente parafilético, com 6 espécies, do Cretáceo inicial ao ?Eoceno médio \| \| \| \| \| \| 2 espécies intermédias do Paleoceno e do Eoceno \| \| \| \| \| \| subgénero Plenasium, com 5 espécies, do Paleoceno ao presente \| \| \| \| |
|           | \| \| subgénero Aurealcaulis † provavelmente parafilético, com 6 espécies, do Cretáceo inicial ao ?Eoceno médio \| \| \| \| \| \| 2 espécies intermédias do Paleoceno e do Eoceno \| \| \| \| \| \| subgénero Plenasium, com 5 espécies, do Paleoceno ao presente \| \| \| \| |
|           | Osmunda, com 7 espécies, do Paleoceno ao presente |
|           | |
|           | subgénero Aurealcaulis † provavelmente parafilético, com 6 espécies, do Cretáceo inicial ao ?Eoceno médio |
|           | |
|           | 2 espécies intermédias do Paleoceno e do Eoceno |
|           | |
|           | subgénero Plenasium, com 5 espécies, do Paleoceno ao presente |
|           | |

|  | subgénero Aurealcaulis † provavelmente parafilético, com 6 espécies, do Cretáceo inicial ao ?Eoceno médio |
|  | |
|  | 2 espécies intermédias do Paleoceno e do Eoceno                                                           |
|  | |
|  | subgénero Plenasium, com 5 espécies, do Paleoceno ao presente                                             |
|  | |

| Plenasium | \| \| subgénero Aurealcaulis † provavelmente parafilético, com 6 espécies, do Cretáceo inicial ao ?Eoceno médio \| \| \| \| \| \| 2 espécies intermédias do Paleoceno e do Eoceno \| \| \| \| \| \| subgénero Plenasium, com 5 espécies, do Paleoceno ao presente \| \| \| \| |
|           | \| \| subgénero Aurealcaulis † provavelmente parafilético, com 6 espécies, do Cretáceo inicial ao ?Eoceno médio \| \| \| \| \| \| 2 espécies intermédias do Paleoceno e do Eoceno \| \| \| \| \| \| subgénero Plenasium, com 5 espécies, do Paleoceno ao presente \| \| \| \| |
|           | Osmunda, com 7 espécies, do Paleoceno ao presente |
|           | |
|           | subgénero Aurealcaulis † provavelmente parafilético, com 6 espécies, do Cretáceo inicial ao ?Eoceno médio |
|           | |
|           | 2 espécies intermédias do Paleoceno e do Eoceno |
|           | |
|           | subgénero Plenasium, com 5 espécies, do Paleoceno ao presente |
|           | |

|  | subgénero Aurealcaulis † provavelmente parafilético, com 6 espécies, do Cretáceo inicial ao ?Eoceno médio |
|  | |
|  | 2 espécies intermédias do Paleoceno e do Eoceno                                                           |
|  | |
|  | subgénero Plenasium, com 5 espécies, do Paleoceno ao presente                                             |
|  | |

| Plenasium | \| \| subgénero Aurealcaulis † provavelmente parafilético, com 6 espécies, do Cretáceo inicial ao ?Eoceno médio \| \| \| \| \| \| 2 espécies intermédias do Paleoceno e do Eoceno \| \| \| \| \| \| subgénero Plenasium, com 5 espécies, do Paleoceno ao presente \| \| \| \| |
|           | \| \| subgénero Aurealcaulis † provavelmente parafilético, com 6 espécies, do Cretáceo inicial ao ?Eoceno médio \| \| \| \| \| \| 2 espécies intermédias do Paleoceno e do Eoceno \| \| \| \| \| \| subgénero Plenasium, com 5 espécies, do Paleoceno ao presente \| \| \| \| |
|           | Osmunda, com 7 espécies, do Paleoceno ao presente |
|           | |
|           | subgénero Aurealcaulis † provavelmente parafilético, com 6 espécies, do Cretáceo inicial ao ?Eoceno médio |
|           | |
|           | 2 espécies intermédias do Paleoceno e do Eoceno |
|           | |
|           | subgénero Plenasium, com 5 espécies, do Paleoceno ao presente |
|           | |

|  | subgénero Aurealcaulis † provavelmente parafilético, com 6 espécies, do Cretáceo inicial ao ?Eoceno médio |
|  | |
|  | 2 espécies intermédias do Paleoceno e do Eoceno                                                           |
|  | |
|  | subgénero Plenasium, com 5 espécies, do Paleoceno ao presente                                             |
|  | |

|  | Todea 3 espécies, do Cretáceo Inferior até ao presente                        |
|  |                                                                               |
|  | Leptopteris possivelmente 5 espécies, do Cretáceo (Inferior?) até ao presente |
|  |                                                                               |

| Plenasium | \| \| subgénero Aurealcaulis † provavelmente parafilético, com 6 espécies, do Cretáceo inicial ao ?Eoceno médio \| \| \| \| \| \| 2 espécies intermédias do Paleoceno e do Eoceno \| \| \| \| \| \| subgénero Plenasium, com 5 espécies, do Paleoceno ao presente \| \| \| \| |
|           | \| \| subgénero Aurealcaulis † provavelmente parafilético, com 6 espécies, do Cretáceo inicial ao ?Eoceno médio \| \| \| \| \| \| 2 espécies intermédias do Paleoceno e do Eoceno \| \| \| \| \| \| subgénero Plenasium, com 5 espécies, do Paleoceno ao presente \| \| \| \| |
|           | Osmunda, com 7 espécies, do Paleoceno ao presente |
|           | |
|           | subgénero Aurealcaulis † provavelmente parafilético, com 6 espécies, do Cretáceo inicial ao ?Eoceno médio |
|           | |
|           | 2 espécies intermédias do Paleoceno e do Eoceno |
|           | |
|           | subgénero Plenasium, com 5 espécies, do Paleoceno ao presente |
|           | |

|  | subgénero Aurealcaulis † provavelmente parafilético, com 6 espécies, do Cretáceo inicial ao ?Eoceno médio |
|  | |
|  | 2 espécies intermédias do Paleoceno e do Eoceno                                                           |
|  | |
|  | subgénero Plenasium, com 5 espécies, do Paleoceno ao presente                                             |
|  | |

| Plenasium | \| \| subgénero Aurealcaulis † provavelmente parafilético, com 6 espécies, do Cretáceo inicial ao ?Eoceno médio \| \| \| \| \| \| 2 espécies intermédias do Paleoceno e do Eoceno \| \| \| \| \| \| subgénero Plenasium, com 5 espécies, do Paleoceno ao presente \| \| \| \| |
|           | \| \| subgénero Aurealcaulis † provavelmente parafilético, com 6 espécies, do Cretáceo inicial ao ?Eoceno médio \| \| \| \| \| \| 2 espécies intermédias do Paleoceno e do Eoceno \| \| \| \| \| \| subgénero Plenasium, com 5 espécies, do Paleoceno ao presente \| \| \| \| |
|           | Osmunda, com 7 espécies, do Paleoceno ao presente |
|           | |
|           | subgénero Aurealcaulis † provavelmente parafilético, com 6 espécies, do Cretáceo inicial ao ?Eoceno médio |
|           | |
|           | 2 espécies intermédias do Paleoceno e do Eoceno |
|           | |
|           | subgénero Plenasium, com 5 espécies, do Paleoceno ao presente |
|           | |

|  | subgénero Aurealcaulis † provavelmente parafilético, com 6 espécies, do Cretáceo inicial ao ?Eoceno médio |
|  | |
|  | 2 espécies intermédias do Paleoceno e do Eoceno                                                           |
|  | |
|  | subgénero Plenasium, com 5 espécies, do Paleoceno ao presente                                             |
|  | |

| Plenasium | \| \| subgénero Aurealcaulis † provavelmente parafilético, com 6 espécies, do Cretáceo inicial ao ?Eoceno médio \| \| \| \| \| \| 2 espécies intermédias do Paleoceno e do Eoceno \| \| \| \| \| \| subgénero Plenasium, com 5 espécies, do Paleoceno ao presente \| \| \| \| |
|           | \| \| subgénero Aurealcaulis † provavelmente parafilético, com 6 espécies, do Cretáceo inicial ao ?Eoceno médio \| \| \| \| \| \| 2 espécies intermédias do Paleoceno e do Eoceno \| \| \| \| \| \| subgénero Plenasium, com 5 espécies, do Paleoceno ao presente \| \| \| \| |
|           | Osmunda, com 7 espécies, do Paleoceno ao presente |
|           | |
|           | subgénero Aurealcaulis † provavelmente parafilético, com 6 espécies, do Cretáceo inicial ao ?Eoceno médio |
|           | |
|           | 2 espécies intermédias do Paleoceno e do Eoceno |
|           | |
|           | subgénero Plenasium, com 5 espécies, do Paleoceno ao presente |
|           | |

|  | subgénero Aurealcaulis † provavelmente parafilético, com 6 espécies, do Cretáceo inicial ao ?Eoceno médio |
|  | |
|  | 2 espécies intermédias do Paleoceno e do Eoceno                                                           |
|  | |
|  | subgénero Plenasium, com 5 espécies, do Paleoceno ao presente                                             |
|  | |

| Plenasium | \| \| subgénero Aurealcaulis † provavelmente parafilético, com 6 espécies, do Cretáceo inicial ao ?Eoceno médio \| \| \| \| \| \| 2 espécies intermédias do Paleoceno e do Eoceno \| \| \| \| \| \| subgénero Plenasium, com 5 espécies, do Paleoceno ao presente \| \| \| \| |
|           | \| \| subgénero Aurealcaulis † provavelmente parafilético, com 6 espécies, do Cretáceo inicial ao ?Eoceno médio \| \| \| \| \| \| 2 espécies intermédias do Paleoceno e do Eoceno \| \| \| \| \| \| subgénero Plenasium, com 5 espécies, do Paleoceno ao presente \| \| \| \| |
|           | Osmunda, com 7 espécies, do Paleoceno ao presente |
|           | |
|           | subgénero Aurealcaulis † provavelmente parafilético, com 6 espécies, do Cretáceo inicial ao ?Eoceno médio |
|           | |
|           | 2 espécies intermédias do Paleoceno e do Eoceno |
|           | |
|           | subgénero Plenasium, com 5 espécies, do Paleoceno ao presente |
|           | |

|  | subgénero Aurealcaulis † provavelmente parafilético, com 6 espécies, do Cretáceo inicial ao ?Eoceno médio |
|  | |
|  | 2 espécies intermédias do Paleoceno e do Eoceno                                                           |
|  | |
|  | subgénero Plenasium, com 5 espécies, do Paleoceno ao presente                                             |
|  | |

|  | Todea 3 espécies, do Cretáceo Inferior até ao presente                        |
|  |                                                                               |
|  | Leptopteris possivelmente 5 espécies, do Cretáceo (Inferior?) até ao presente |
|  |                                                                               |

| Plenasium | \| \| subgénero Aurealcaulis † provavelmente parafilético, com 6 espécies, do Cretáceo inicial ao ?Eoceno médio \| \| \| \| \| \| 2 espécies intermédias do Paleoceno e do Eoceno \| \| \| \| \| \| subgénero Plenasium, com 5 espécies, do Paleoceno ao presente \| \| \| \| |
|           | \| \| subgénero Aurealcaulis † provavelmente parafilético, com 6 espécies, do Cretáceo inicial ao ?Eoceno médio \| \| \| \| \| \| 2 espécies intermédias do Paleoceno e do Eoceno \| \| \| \| \| \| subgénero Plenasium, com 5 espécies, do Paleoceno ao presente \| \| \| \| |
|           | Osmunda, com 7 espécies, do Paleoceno ao presente |
|           | |
|           | subgénero Aurealcaulis † provavelmente parafilético, com 6 espécies, do Cretáceo inicial ao ?Eoceno médio |
|           | |
|           | 2 espécies intermédias do Paleoceno e do Eoceno |
|           | |
|           | subgénero Plenasium, com 5 espécies, do Paleoceno ao presente |
|           | |

|  | subgénero Aurealcaulis † provavelmente parafilético, com 6 espécies, do Cretáceo inicial ao ?Eoceno médio |
|  | |
|  | 2 espécies intermédias do Paleoceno e do Eoceno                                                           |
|  | |
|  | subgénero Plenasium, com 5 espécies, do Paleoceno ao presente                                             |
|  | |

| Plenasium | \| \| subgénero Aurealcaulis † provavelmente parafilético, com 6 espécies, do Cretáceo inicial ao ?Eoceno médio \| \| \| \| \| \| 2 espécies intermédias do Paleoceno e do Eoceno \| \| \| \| \| \| subgénero Plenasium, com 5 espécies, do Paleoceno ao presente \| \| \| \| |
|           | \| \| subgénero Aurealcaulis † provavelmente parafilético, com 6 espécies, do Cretáceo inicial ao ?Eoceno médio \| \| \| \| \| \| 2 espécies intermédias do Paleoceno e do Eoceno \| \| \| \| \| \| subgénero Plenasium, com 5 espécies, do Paleoceno ao presente \| \| \| \| |
|           | Osmunda, com 7 espécies, do Paleoceno ao presente |
|           | |
|           | subgénero Aurealcaulis † provavelmente parafilético, com 6 espécies, do Cretáceo inicial ao ?Eoceno médio |
|           | |
|           | 2 espécies intermédias do Paleoceno e do Eoceno |
|           | |
|           | subgénero Plenasium, com 5 espécies, do Paleoceno ao presente |
|           | |

|  | subgénero Aurealcaulis † provavelmente parafilético, com 6 espécies, do Cretáceo inicial ao ?Eoceno médio |
|  | |
|  | 2 espécies intermédias do Paleoceno e do Eoceno                                                           |
|  | |
|  | subgénero Plenasium, com 5 espécies, do Paleoceno ao presente                                             |
|  | |

| Plenasium | \| \| subgénero Aurealcaulis † provavelmente parafilético, com 6 espécies, do Cretáceo inicial ao ?Eoceno médio \| \| \| \| \| \| 2 espécies intermédias do Paleoceno e do Eoceno \| \| \| \| \| \| subgénero Plenasium, com 5 espécies, do Paleoceno ao presente \| \| \| \| |
|           | \| \| subgénero Aurealcaulis † provavelmente parafilético, com 6 espécies, do Cretáceo inicial ao ?Eoceno médio \| \| \| \| \| \| 2 espécies intermédias do Paleoceno e do Eoceno \| \| \| \| \| \| subgénero Plenasium, com 5 espécies, do Paleoceno ao presente \| \| \| \| |
|           | Osmunda, com 7 espécies, do Paleoceno ao presente |
|           | |
|           | subgénero Aurealcaulis † provavelmente parafilético, com 6 espécies, do Cretáceo inicial ao ?Eoceno médio |
|           | |
|           | 2 espécies intermédias do Paleoceno e do Eoceno |
|           | |
|           | subgénero Plenasium, com 5 espécies, do Paleoceno ao presente |
|           | |

|  | subgénero Aurealcaulis † provavelmente parafilético, com 6 espécies, do Cretáceo inicial ao ?Eoceno médio |
|  | |
|  | 2 espécies intermédias do Paleoceno e do Eoceno                                                           |
|  | |
|  | subgénero Plenasium, com 5 espécies, do Paleoceno ao presente                                             |
|  | |

| Plenasium | \| \| subgénero Aurealcaulis † provavelmente parafilético, com 6 espécies, do Cretáceo inicial ao ?Eoceno médio \| \| \| \| \| \| 2 espécies intermédias do Paleoceno e do Eoceno \| \| \| \| \| \| subgénero Plenasium, com 5 espécies, do Paleoceno ao presente \| \| \| \| |
|           | \| \| subgénero Aurealcaulis † provavelmente parafilético, com 6 espécies, do Cretáceo inicial ao ?Eoceno médio \| \| \| \| \| \| 2 espécies intermédias do Paleoceno e do Eoceno \| \| \| \| \| \| subgénero Plenasium, com 5 espécies, do Paleoceno ao presente \| \| \| \| |
|           | Osmunda, com 7 espécies, do Paleoceno ao presente |
|           | |
|           | subgénero Aurealcaulis † provavelmente parafilético, com 6 espécies, do Cretáceo inicial ao ?Eoceno médio |
|           | |
|           | 2 espécies intermédias do Paleoceno e do Eoceno |
|           | |
|           | subgénero Plenasium, com 5 espécies, do Paleoceno ao presente |
|           | |

|  | subgénero Aurealcaulis † provavelmente parafilético, com 6 espécies, do Cretáceo inicial ao ?Eoceno médio |
|  | |
|  | 2 espécies intermédias do Paleoceno e do Eoceno                                                           |
|  | |
|  | subgénero Plenasium, com 5 espécies, do Paleoceno ao presente                                             |
|  | |

|  | Todea 3 espécies, do Cretáceo Inferior até ao presente                        |
|  |                                                                               |
|  | Leptopteris possivelmente 5 espécies, do Cretáceo (Inferior?) até ao presente |
|  |                                                                               |

| Plenasium | \| \| subgénero Aurealcaulis † provavelmente parafilético, com 6 espécies, do Cretáceo inicial ao ?Eoceno médio \| \| \| \| \| \| 2 espécies intermédias do Paleoceno e do Eoceno \| \| \| \| \| \| subgénero Plenasium, com 5 espécies, do Paleoceno ao presente \| \| \| \| |
|           | \| \| subgénero Aurealcaulis † provavelmente parafilético, com 6 espécies, do Cretáceo inicial ao ?Eoceno médio \| \| \| \| \| \| 2 espécies intermédias do Paleoceno e do Eoceno \| \| \| \| \| \| subgénero Plenasium, com 5 espécies, do Paleoceno ao presente \| \| \| \| |
|           | Osmunda, com 7 espécies, do Paleoceno ao presente |
|           | |
|           | subgénero Aurealcaulis † provavelmente parafilético, com 6 espécies, do Cretáceo inicial ao ?Eoceno médio |
|           | |
|           | 2 espécies intermédias do Paleoceno e do Eoceno |
|           | |
|           | subgénero Plenasium, com 5 espécies, do Paleoceno ao presente |
|           | |

|  | subgénero Aurealcaulis † provavelmente parafilético, com 6 espécies, do Cretáceo inicial ao ?Eoceno médio |
|  | |
|  | 2 espécies intermédias do Paleoceno e do Eoceno                                                           |
|  | |
|  | subgénero Plenasium, com 5 espécies, do Paleoceno ao presente                                             |
|  | |

| Plenasium | \| \| subgénero Aurealcaulis † provavelmente parafilético, com 6 espécies, do Cretáceo inicial ao ?Eoceno médio \| \| \| \| \| \| 2 espécies intermédias do Paleoceno e do Eoceno \| \| \| \| \| \| subgénero Plenasium, com 5 espécies, do Paleoceno ao presente \| \| \| \| |
|           | \| \| subgénero Aurealcaulis † provavelmente parafilético, com 6 espécies, do Cretáceo inicial ao ?Eoceno médio \| \| \| \| \| \| 2 espécies intermédias do Paleoceno e do Eoceno \| \| \| \| \| \| subgénero Plenasium, com 5 espécies, do Paleoceno ao presente \| \| \| \| |
|           | Osmunda, com 7 espécies, do Paleoceno ao presente |
|           | |
|           | subgénero Aurealcaulis † provavelmente parafilético, com 6 espécies, do Cretáceo inicial ao ?Eoceno médio |
|           | |
|           | 2 espécies intermédias do Paleoceno e do Eoceno |
|           | |
|           | subgénero Plenasium, com 5 espécies, do Paleoceno ao presente |
|           | |

|  | subgénero Aurealcaulis † provavelmente parafilético, com 6 espécies, do Cretáceo inicial ao ?Eoceno médio |
|  | |
|  | 2 espécies intermédias do Paleoceno e do Eoceno                                                           |
|  | |
|  | subgénero Plenasium, com 5 espécies, do Paleoceno ao presente                                             |
|  | |

| Plenasium | \| \| subgénero Aurealcaulis † provavelmente parafilético, com 6 espécies, do Cretáceo inicial ao ?Eoceno médio \| \| \| \| \| \| 2 espécies intermédias do Paleoceno e do Eoceno \| \| \| \| \| \| subgénero Plenasium, com 5 espécies, do Paleoceno ao presente \| \| \| \| |
|           | \| \| subgénero Aurealcaulis † provavelmente parafilético, com 6 espécies, do Cretáceo inicial ao ?Eoceno médio \| \| \| \| \| \| 2 espécies intermédias do Paleoceno e do Eoceno \| \| \| \| \| \| subgénero Plenasium, com 5 espécies, do Paleoceno ao presente \| \| \| \| |
|           | Osmunda, com 7 espécies, do Paleoceno ao presente |
|           | |
|           | subgénero Aurealcaulis † provavelmente parafilético, com 6 espécies, do Cretáceo inicial ao ?Eoceno médio |
|           | |
|           | 2 espécies intermédias do Paleoceno e do Eoceno |
|           | |
|           | subgénero Plenasium, com 5 espécies, do Paleoceno ao presente |
|           | |

|  | subgénero Aurealcaulis † provavelmente parafilético, com 6 espécies, do Cretáceo inicial ao ?Eoceno médio |
|  | |
|  | 2 espécies intermédias do Paleoceno e do Eoceno                                                           |
|  | |
|  | subgénero Plenasium, com 5 espécies, do Paleoceno ao presente                                             |
|  | |

| Plenasium | \| \| subgénero Aurealcaulis † provavelmente parafilético, com 6 espécies, do Cretáceo inicial ao ?Eoceno médio \| \| \| \| \| \| 2 espécies intermédias do Paleoceno e do Eoceno \| \| \| \| \| \| subgénero Plenasium, com 5 espécies, do Paleoceno ao presente \| \| \| \| |
|           | \| \| subgénero Aurealcaulis † provavelmente parafilético, com 6 espécies, do Cretáceo inicial ao ?Eoceno médio \| \| \| \| \| \| 2 espécies intermédias do Paleoceno e do Eoceno \| \| \| \| \| \| subgénero Plenasium, com 5 espécies, do Paleoceno ao presente \| \| \| \| |
|           | Osmunda, com 7 espécies, do Paleoceno ao presente |
|           | |
|           | subgénero Aurealcaulis † provavelmente parafilético, com 6 espécies, do Cretáceo inicial ao ?Eoceno médio |
|           | |
|           | 2 espécies intermédias do Paleoceno e do Eoceno |
|           | |
|           | subgénero Plenasium, com 5 espécies, do Paleoceno ao presente |
|           | |

|  | subgénero Aurealcaulis † provavelmente parafilético, com 6 espécies, do Cretáceo inicial ao ?Eoceno médio |
|  | |
|  | 2 espécies intermédias do Paleoceno e do Eoceno                                                           |
|  | |
|  | subgénero Plenasium, com 5 espécies, do Paleoceno ao presente                                             |
|  | |

|  | Todea 3 espécies, do Cretáceo Inferior até ao presente                        |
|  |                                                                               |
|  | Leptopteris possivelmente 5 espécies, do Cretáceo (Inferior?) até ao presente |
|  |                                                                               |

| Plenasium | \| \| subgénero Aurealcaulis † provavelmente parafilético, com 6 espécies, do Cretáceo inicial ao ?Eoceno médio \| \| \| \| \| \| 2 espécies intermédias do Paleoceno e do Eoceno \| \| \| \| \| \| subgénero Plenasium, com 5 espécies, do Paleoceno ao presente \| \| \| \| |
|           | \| \| subgénero Aurealcaulis † provavelmente parafilético, com 6 espécies, do Cretáceo inicial ao ?Eoceno médio \| \| \| \| \| \| 2 espécies intermédias do Paleoceno e do Eoceno \| \| \| \| \| \| subgénero Plenasium, com 5 espécies, do Paleoceno ao presente \| \| \| \| |
|           | Osmunda, com 7 espécies, do Paleoceno ao presente |
|           | |
|           | subgénero Aurealcaulis † provavelmente parafilético, com 6 espécies, do Cretáceo inicial ao ?Eoceno médio |
|           | |
|           | 2 espécies intermédias do Paleoceno e do Eoceno |
|           | |
|           | subgénero Plenasium, com 5 espécies, do Paleoceno ao presente |
|           | |

|  | subgénero Aurealcaulis † provavelmente parafilético, com 6 espécies, do Cretáceo inicial ao ?Eoceno médio |
|  | |
|  | 2 espécies intermédias do Paleoceno e do Eoceno                                                           |
|  | |
|  | subgénero Plenasium, com 5 espécies, do Paleoceno ao presente                                             |
|  | |

| Plenasium | \| \| subgénero Aurealcaulis † provavelmente parafilético, com 6 espécies, do Cretáceo inicial ao ?Eoceno médio \| \| \| \| \| \| 2 espécies intermédias do Paleoceno e do Eoceno \| \| \| \| \| \| subgénero Plenasium, com 5 espécies, do Paleoceno ao presente \| \| \| \| |
|           | \| \| subgénero Aurealcaulis † provavelmente parafilético, com 6 espécies, do Cretáceo inicial ao ?Eoceno médio \| \| \| \| \| \| 2 espécies intermédias do Paleoceno e do Eoceno \| \| \| \| \| \| subgénero Plenasium, com 5 espécies, do Paleoceno ao presente \| \| \| \| |
|           | Osmunda, com 7 espécies, do Paleoceno ao presente |
|           | |
|           | subgénero Aurealcaulis † provavelmente parafilético, com 6 espécies, do Cretáceo inicial ao ?Eoceno médio |
|           | |
|           | 2 espécies intermédias do Paleoceno e do Eoceno |
|           | |
|           | subgénero Plenasium, com 5 espécies, do Paleoceno ao presente |
|           | |

|  | subgénero Aurealcaulis † provavelmente parafilético, com 6 espécies, do Cretáceo inicial ao ?Eoceno médio |
|  | |
|  | 2 espécies intermédias do Paleoceno e do Eoceno                                                           |
|  | |
|  | subgénero Plenasium, com 5 espécies, do Paleoceno ao presente                                             |
|  | |

| Plenasium | \| \| subgénero Aurealcaulis † provavelmente parafilético, com 6 espécies, do Cretáceo inicial ao ?Eoceno médio \| \| \| \| \| \| 2 espécies intermédias do Paleoceno e do Eoceno \| \| \| \| \| \| subgénero Plenasium, com 5 espécies, do Paleoceno ao presente \| \| \| \| |
|           | \| \| subgénero Aurealcaulis † provavelmente parafilético, com 6 espécies, do Cretáceo inicial ao ?Eoceno médio \| \| \| \| \| \| 2 espécies intermédias do Paleoceno e do Eoceno \| \| \| \| \| \| subgénero Plenasium, com 5 espécies, do Paleoceno ao presente \| \| \| \| |
|           | Osmunda, com 7 espécies, do Paleoceno ao presente |
|           | |
|           | subgénero Aurealcaulis † provavelmente parafilético, com 6 espécies, do Cretáceo inicial ao ?Eoceno médio |
|           | |
|           | 2 espécies intermédias do Paleoceno e do Eoceno |
|           | |
|           | subgénero Plenasium, com 5 espécies, do Paleoceno ao presente |
|           | |

|  | subgénero Aurealcaulis † provavelmente parafilético, com 6 espécies, do Cretáceo inicial ao ?Eoceno médio |
|  | |
|  | 2 espécies intermédias do Paleoceno e do Eoceno                                                           |
|  | |
|  | subgénero Plenasium, com 5 espécies, do Paleoceno ao presente                                             |
|  | |

| Plenasium | \| \| subgénero Aurealcaulis † provavelmente parafilético, com 6 espécies, do Cretáceo inicial ao ?Eoceno médio \| \| \| \| \| \| 2 espécies intermédias do Paleoceno e do Eoceno \| \| \| \| \| \| subgénero Plenasium, com 5 espécies, do Paleoceno ao presente \| \| \| \| |
|           | \| \| subgénero Aurealcaulis † provavelmente parafilético, com 6 espécies, do Cretáceo inicial ao ?Eoceno médio \| \| \| \| \| \| 2 espécies intermédias do Paleoceno e do Eoceno \| \| \| \| \| \| subgénero Plenasium, com 5 espécies, do Paleoceno ao presente \| \| \| \| |
|           | Osmunda, com 7 espécies, do Paleoceno ao presente |
|           | |
|           | subgénero Aurealcaulis † provavelmente parafilético, com 6 espécies, do Cretáceo inicial ao ?Eoceno médio |
|           | |
|           | 2 espécies intermédias do Paleoceno e do Eoceno |
|           | |
|           | subgénero Plenasium, com 5 espécies, do Paleoceno ao presente |
|           | |

|  | subgénero Aurealcaulis † provavelmente parafilético, com 6 espécies, do Cretáceo inicial ao ?Eoceno médio |
|  | |
|  | 2 espécies intermédias do Paleoceno e do Eoceno                                                           |
|  | |
|  | subgénero Plenasium, com 5 espécies, do Paleoceno ao presente                                             |
|  | |

|  | Thamnopteris † mono- or parafilético, com 9 espécies, Permiano Superior |
|  |                                                                         |
|  | Chasmatopteris † monotípico, Permiano Superior                          |
|  |                                                                         |

|  | Todea 3 espécies, do Cretáceo Inferior até ao presente                        |
|  |                                                                               |
|  | Leptopteris possivelmente 5 espécies, do Cretáceo (Inferior?) até ao presente |
|  |                                                                               |

| Plenasium | \| \| subgénero Aurealcaulis † provavelmente parafilético, com 6 espécies, do Cretáceo inicial ao ?Eoceno médio \| \| \| \| \| \| 2 espécies intermédias do Paleoceno e do Eoceno \| \| \| \| \| \| subgénero Plenasium, com 5 espécies, do Paleoceno ao presente \| \| \| \| |
|           | \| \| subgénero Aurealcaulis † provavelmente parafilético, com 6 espécies, do Cretáceo inicial ao ?Eoceno médio \| \| \| \| \| \| 2 espécies intermédias do Paleoceno e do Eoceno \| \| \| \| \| \| subgénero Plenasium, com 5 espécies, do Paleoceno ao presente \| \| \| \| |
|           | Osmunda, com 7 espécies, do Paleoceno ao presente |
|           | |
|           | subgénero Aurealcaulis † provavelmente parafilético, com 6 espécies, do Cretáceo inicial ao ?Eoceno médio |
|           | |
|           | 2 espécies intermédias do Paleoceno e do Eoceno |
|           | |
|           | subgénero Plenasium, com 5 espécies, do Paleoceno ao presente |
|           | |

|  | subgénero Aurealcaulis † provavelmente parafilético, com 6 espécies, do Cretáceo inicial ao ?Eoceno médio |
|  | |
|  | 2 espécies intermédias do Paleoceno e do Eoceno                                                           |
|  | |
|  | subgénero Plenasium, com 5 espécies, do Paleoceno ao presente                                             |
|  | |

| Plenasium | \| \| subgénero Aurealcaulis † provavelmente parafilético, com 6 espécies, do Cretáceo inicial ao ?Eoceno médio \| \| \| \| \| \| 2 espécies intermédias do Paleoceno e do Eoceno \| \| \| \| \| \| subgénero Plenasium, com 5 espécies, do Paleoceno ao presente \| \| \| \| |
|           | \| \| subgénero Aurealcaulis † provavelmente parafilético, com 6 espécies, do Cretáceo inicial ao ?Eoceno médio \| \| \| \| \| \| 2 espécies intermédias do Paleoceno e do Eoceno \| \| \| \| \| \| subgénero Plenasium, com 5 espécies, do Paleoceno ao presente \| \| \| \| |
|           | Osmunda, com 7 espécies, do Paleoceno ao presente |
|           | |
|           | subgénero Aurealcaulis † provavelmente parafilético, com 6 espécies, do Cretáceo inicial ao ?Eoceno médio |
|           | |
|           | 2 espécies intermédias do Paleoceno e do Eoceno |
|           | |
|           | subgénero Plenasium, com 5 espécies, do Paleoceno ao presente |
|           | |

|  | subgénero Aurealcaulis † provavelmente parafilético, com 6 espécies, do Cretáceo inicial ao ?Eoceno médio |
|  | |
|  | 2 espécies intermédias do Paleoceno e do Eoceno                                                           |
|  | |
|  | subgénero Plenasium, com 5 espécies, do Paleoceno ao presente                                             |
|  | |

| Plenasium | \| \| subgénero Aurealcaulis † provavelmente parafilético, com 6 espécies, do Cretáceo inicial ao ?Eoceno médio \| \| \| \| \| \| 2 espécies intermédias do Paleoceno e do Eoceno \| \| \| \| \| \| subgénero Plenasium, com 5 espécies, do Paleoceno ao presente \| \| \| \| |
|           | \| \| subgénero Aurealcaulis † provavelmente parafilético, com 6 espécies, do Cretáceo inicial ao ?Eoceno médio \| \| \| \| \| \| 2 espécies intermédias do Paleoceno e do Eoceno \| \| \| \| \| \| subgénero Plenasium, com 5 espécies, do Paleoceno ao presente \| \| \| \| |
|           | Osmunda, com 7 espécies, do Paleoceno ao presente |
|           | |
|           | subgénero Aurealcaulis † provavelmente parafilético, com 6 espécies, do Cretáceo inicial ao ?Eoceno médio |
|           | |
|           | 2 espécies intermédias do Paleoceno e do Eoceno |
|           | |
|           | subgénero Plenasium, com 5 espécies, do Paleoceno ao presente |
|           | |

|  | subgénero Aurealcaulis † provavelmente parafilético, com 6 espécies, do Cretáceo inicial ao ?Eoceno médio |
|  | |
|  | 2 espécies intermédias do Paleoceno e do Eoceno                                                           |
|  | |
|  | subgénero Plenasium, com 5 espécies, do Paleoceno ao presente                                             |
|  | |

| Plenasium | \| \| subgénero Aurealcaulis † provavelmente parafilético, com 6 espécies, do Cretáceo inicial ao ?Eoceno médio \| \| \| \| \| \| 2 espécies intermédias do Paleoceno e do Eoceno \| \| \| \| \| \| subgénero Plenasium, com 5 espécies, do Paleoceno ao presente \| \| \| \| |
|           | \| \| subgénero Aurealcaulis † provavelmente parafilético, com 6 espécies, do Cretáceo inicial ao ?Eoceno médio \| \| \| \| \| \| 2 espécies intermédias do Paleoceno e do Eoceno \| \| \| \| \| \| subgénero Plenasium, com 5 espécies, do Paleoceno ao presente \| \| \| \| |
|           | Osmunda, com 7 espécies, do Paleoceno ao presente |
|           | |
|           | subgénero Aurealcaulis † provavelmente parafilético, com 6 espécies, do Cretáceo inicial ao ?Eoceno médio |
|           | |
|           | 2 espécies intermédias do Paleoceno e do Eoceno |
|           | |
|           | subgénero Plenasium, com 5 espécies, do Paleoceno ao presente |
|           | |

|  | subgénero Aurealcaulis † provavelmente parafilético, com 6 espécies, do Cretáceo inicial ao ?Eoceno médio |
|  | |
|  | 2 espécies intermédias do Paleoceno e do Eoceno                                                           |
|  | |
|  | subgénero Plenasium, com 5 espécies, do Paleoceno ao presente                                             |
|  | |

|  | Todea 3 espécies, do Cretáceo Inferior até ao presente                        |
|  |                                                                               |
|  | Leptopteris possivelmente 5 espécies, do Cretáceo (Inferior?) até ao presente |
|  |                                                                               |

| Plenasium | \| \| subgénero Aurealcaulis † provavelmente parafilético, com 6 espécies, do Cretáceo inicial ao ?Eoceno médio \| \| \| \| \| \| 2 espécies intermédias do Paleoceno e do Eoceno \| \| \| \| \| \| subgénero Plenasium, com 5 espécies, do Paleoceno ao presente \| \| \| \| |
|           | \| \| subgénero Aurealcaulis † provavelmente parafilético, com 6 espécies, do Cretáceo inicial ao ?Eoceno médio \| \| \| \| \| \| 2 espécies intermédias do Paleoceno e do Eoceno \| \| \| \| \| \| subgénero Plenasium, com 5 espécies, do Paleoceno ao presente \| \| \| \| |
|           | Osmunda, com 7 espécies, do Paleoceno ao presente |
|           | |
|           | subgénero Aurealcaulis † provavelmente parafilético, com 6 espécies, do Cretáceo inicial ao ?Eoceno médio |
|           | |
|           | 2 espécies intermédias do Paleoceno e do Eoceno |
|           | |
|           | subgénero Plenasium, com 5 espécies, do Paleoceno ao presente |
|           | |

|  | subgénero Aurealcaulis † provavelmente parafilético, com 6 espécies, do Cretáceo inicial ao ?Eoceno médio |
|  | |
|  | 2 espécies intermédias do Paleoceno e do Eoceno                                                           |
|  | |
|  | subgénero Plenasium, com 5 espécies, do Paleoceno ao presente                                             |
|  | |

| Plenasium | \| \| subgénero Aurealcaulis † provavelmente parafilético, com 6 espécies, do Cretáceo inicial ao ?Eoceno médio \| \| \| \| \| \| 2 espécies intermédias do Paleoceno e do Eoceno \| \| \| \| \| \| subgénero Plenasium, com 5 espécies, do Paleoceno ao presente \| \| \| \| |
|           | \| \| subgénero Aurealcaulis † provavelmente parafilético, com 6 espécies, do Cretáceo inicial ao ?Eoceno médio \| \| \| \| \| \| 2 espécies intermédias do Paleoceno e do Eoceno \| \| \| \| \| \| subgénero Plenasium, com 5 espécies, do Paleoceno ao presente \| \| \| \| |
|           | Osmunda, com 7 espécies, do Paleoceno ao presente |
|           | |
|           | subgénero Aurealcaulis † provavelmente parafilético, com 6 espécies, do Cretáceo inicial ao ?Eoceno médio |
|           | |
|           | 2 espécies intermédias do Paleoceno e do Eoceno |
|           | |
|           | subgénero Plenasium, com 5 espécies, do Paleoceno ao presente |
|           | |

|  | subgénero Aurealcaulis † provavelmente parafilético, com 6 espécies, do Cretáceo inicial ao ?Eoceno médio |
|  | |
|  | 2 espécies intermédias do Paleoceno e do Eoceno                                                           |
|  | |
|  | subgénero Plenasium, com 5 espécies, do Paleoceno ao presente                                             |
|  | |

| Plenasium | \| \| subgénero Aurealcaulis † provavelmente parafilético, com 6 espécies, do Cretáceo inicial ao ?Eoceno médio \| \| \| \| \| \| 2 espécies intermédias do Paleoceno e do Eoceno \| \| \| \| \| \| subgénero Plenasium, com 5 espécies, do Paleoceno ao presente \| \| \| \| |
|           | \| \| subgénero Aurealcaulis † provavelmente parafilético, com 6 espécies, do Cretáceo inicial ao ?Eoceno médio \| \| \| \| \| \| 2 espécies intermédias do Paleoceno e do Eoceno \| \| \| \| \| \| subgénero Plenasium, com 5 espécies, do Paleoceno ao presente \| \| \| \| |
|           | Osmunda, com 7 espécies, do Paleoceno ao presente |
|           | |
|           | subgénero Aurealcaulis † provavelmente parafilético, com 6 espécies, do Cretáceo inicial ao ?Eoceno médio |
|           | |
|           | 2 espécies intermédias do Paleoceno e do Eoceno |
|           | |
|           | subgénero Plenasium, com 5 espécies, do Paleoceno ao presente |
|           | |

|  | subgénero Aurealcaulis † provavelmente parafilético, com 6 espécies, do Cretáceo inicial ao ?Eoceno médio |
|  | |
|  | 2 espécies intermédias do Paleoceno e do Eoceno                                                           |
|  | |
|  | subgénero Plenasium, com 5 espécies, do Paleoceno ao presente                                             |
|  | |

| Plenasium | \| \| subgénero Aurealcaulis † provavelmente parafilético, com 6 espécies, do Cretáceo inicial ao ?Eoceno médio \| \| \| \| \| \| 2 espécies intermédias do Paleoceno e do Eoceno \| \| \| \| \| \| subgénero Plenasium, com 5 espécies, do Paleoceno ao presente \| \| \| \| |
|           | \| \| subgénero Aurealcaulis † provavelmente parafilético, com 6 espécies, do Cretáceo inicial ao ?Eoceno médio \| \| \| \| \| \| 2 espécies intermédias do Paleoceno e do Eoceno \| \| \| \| \| \| subgénero Plenasium, com 5 espécies, do Paleoceno ao presente \| \| \| \| |
|           | Osmunda, com 7 espécies, do Paleoceno ao presente |
|           | |
|           | subgénero Aurealcaulis † provavelmente parafilético, com 6 espécies, do Cretáceo inicial ao ?Eoceno médio |
|           | |
|           | 2 espécies intermédias do Paleoceno e do Eoceno |
|           | |
|           | subgénero Plenasium, com 5 espécies, do Paleoceno ao presente |
|           | |

|  | subgénero Aurealcaulis † provavelmente parafilético, com 6 espécies, do Cretáceo inicial ao ?Eoceno médio |
|  | |
|  | 2 espécies intermédias do Paleoceno e do Eoceno                                                           |
|  | |
|  | subgénero Plenasium, com 5 espécies, do Paleoceno ao presente                                             |
|  | |

|  | Todea 3 espécies, do Cretáceo Inferior até ao presente                        |
|  |                                                                               |
|  | Leptopteris possivelmente 5 espécies, do Cretáceo (Inferior?) até ao presente |
|  |                                                                               |

| Plenasium | \| \| subgénero Aurealcaulis † provavelmente parafilético, com 6 espécies, do Cretáceo inicial ao ?Eoceno médio \| \| \| \| \| \| 2 espécies intermédias do Paleoceno e do Eoceno \| \| \| \| \| \| subgénero Plenasium, com 5 espécies, do Paleoceno ao presente \| \| \| \| |
|           | \| \| subgénero Aurealcaulis † provavelmente parafilético, com 6 espécies, do Cretáceo inicial ao ?Eoceno médio \| \| \| \| \| \| 2 espécies intermédias do Paleoceno e do Eoceno \| \| \| \| \| \| subgénero Plenasium, com 5 espécies, do Paleoceno ao presente \| \| \| \| |
|           | Osmunda, com 7 espécies, do Paleoceno ao presente |
|           | |
|           | subgénero Aurealcaulis † provavelmente parafilético, com 6 espécies, do Cretáceo inicial ao ?Eoceno médio |
|           | |
|           | 2 espécies intermédias do Paleoceno e do Eoceno |
|           | |
|           | subgénero Plenasium, com 5 espécies, do Paleoceno ao presente |
|           | |

|  | subgénero Aurealcaulis † provavelmente parafilético, com 6 espécies, do Cretáceo inicial ao ?Eoceno médio |
|  | |
|  | 2 espécies intermédias do Paleoceno e do Eoceno                                                           |
|  | |
|  | subgénero Plenasium, com 5 espécies, do Paleoceno ao presente                                             |
|  | |

| Plenasium | \| \| subgénero Aurealcaulis † provavelmente parafilético, com 6 espécies, do Cretáceo inicial ao ?Eoceno médio \| \| \| \| \| \| 2 espécies intermédias do Paleoceno e do Eoceno \| \| \| \| \| \| subgénero Plenasium, com 5 espécies, do Paleoceno ao presente \| \| \| \| |
|           | \| \| subgénero Aurealcaulis † provavelmente parafilético, com 6 espécies, do Cretáceo inicial ao ?Eoceno médio \| \| \| \| \| \| 2 espécies intermédias do Paleoceno e do Eoceno \| \| \| \| \| \| subgénero Plenasium, com 5 espécies, do Paleoceno ao presente \| \| \| \| |
|           | Osmunda, com 7 espécies, do Paleoceno ao presente |
|           | |
|           | subgénero Aurealcaulis † provavelmente parafilético, com 6 espécies, do Cretáceo inicial ao ?Eoceno médio |
|           | |
|           | 2 espécies intermédias do Paleoceno e do Eoceno |
|           | |
|           | subgénero Plenasium, com 5 espécies, do Paleoceno ao presente |
|           | |

|  | subgénero Aurealcaulis † provavelmente parafilético, com 6 espécies, do Cretáceo inicial ao ?Eoceno médio |
|  | |
|  | 2 espécies intermédias do Paleoceno e do Eoceno                                                           |
|  | |
|  | subgénero Plenasium, com 5 espécies, do Paleoceno ao presente                                             |
|  | |

| Plenasium | \| \| subgénero Aurealcaulis † provavelmente parafilético, com 6 espécies, do Cretáceo inicial ao ?Eoceno médio \| \| \| \| \| \| 2 espécies intermédias do Paleoceno e do Eoceno \| \| \| \| \| \| subgénero Plenasium, com 5 espécies, do Paleoceno ao presente \| \| \| \| |
|           | \| \| subgénero Aurealcaulis † provavelmente parafilético, com 6 espécies, do Cretáceo inicial ao ?Eoceno médio \| \| \| \| \| \| 2 espécies intermédias do Paleoceno e do Eoceno \| \| \| \| \| \| subgénero Plenasium, com 5 espécies, do Paleoceno ao presente \| \| \| \| |
|           | Osmunda, com 7 espécies, do Paleoceno ao presente |
|           | |
|           | subgénero Aurealcaulis † provavelmente parafilético, com 6 espécies, do Cretáceo inicial ao ?Eoceno médio |
|           | |
|           | 2 espécies intermédias do Paleoceno e do Eoceno |
|           | |
|           | subgénero Plenasium, com 5 espécies, do Paleoceno ao presente |
|           | |

|  | subgénero Aurealcaulis † provavelmente parafilético, com 6 espécies, do Cretáceo inicial ao ?Eoceno médio |
|  | |
|  | 2 espécies intermédias do Paleoceno e do Eoceno                                                           |
|  | |
|  | subgénero Plenasium, com 5 espécies, do Paleoceno ao presente                                             |
|  | |

| Plenasium | \| \| subgénero Aurealcaulis † provavelmente parafilético, com 6 espécies, do Cretáceo inicial ao ?Eoceno médio \| \| \| \| \| \| 2 espécies intermédias do Paleoceno e do Eoceno \| \| \| \| \| \| subgénero Plenasium, com 5 espécies, do Paleoceno ao presente \| \| \| \| |
|           | \| \| subgénero Aurealcaulis † provavelmente parafilético, com 6 espécies, do Cretáceo inicial ao ?Eoceno médio \| \| \| \| \| \| 2 espécies intermédias do Paleoceno e do Eoceno \| \| \| \| \| \| subgénero Plenasium, com 5 espécies, do Paleoceno ao presente \| \| \| \| |
|           | Osmunda, com 7 espécies, do Paleoceno ao presente |
|           | |
|           | subgénero Aurealcaulis † provavelmente parafilético, com 6 espécies, do Cretáceo inicial ao ?Eoceno médio |
|           | |
|           | 2 espécies intermédias do Paleoceno e do Eoceno |
|           | |
|           | subgénero Plenasium, com 5 espécies, do Paleoceno ao presente |
|           | |

|  | subgénero Aurealcaulis † provavelmente parafilético, com 6 espécies, do Cretáceo inicial ao ?Eoceno médio |
|  | |
|  | 2 espécies intermédias do Paleoceno e do Eoceno                                                           |
|  | |
|  | subgénero Plenasium, com 5 espécies, do Paleoceno ao presente                                             |
|  | |

|  | Todea 3 espécies, do Cretáceo Inferior até ao presente                        |
|  |                                                                               |
|  | Leptopteris possivelmente 5 espécies, do Cretáceo (Inferior?) até ao presente |
|  |                                                                               |

| Plenasium | \| \| subgénero Aurealcaulis † provavelmente parafilético, com 6 espécies, do Cretáceo inicial ao ?Eoceno médio \| \| \| \| \| \| 2 espécies intermédias do Paleoceno e do Eoceno \| \| \| \| \| \| subgénero Plenasium, com 5 espécies, do Paleoceno ao presente \| \| \| \| |
|           | \| \| subgénero Aurealcaulis † provavelmente parafilético, com 6 espécies, do Cretáceo inicial ao ?Eoceno médio \| \| \| \| \| \| 2 espécies intermédias do Paleoceno e do Eoceno \| \| \| \| \| \| subgénero Plenasium, com 5 espécies, do Paleoceno ao presente \| \| \| \| |
|           | Osmunda, com 7 espécies, do Paleoceno ao presente |
|           | |
|           | subgénero Aurealcaulis † provavelmente parafilético, com 6 espécies, do Cretáceo inicial ao ?Eoceno médio |
|           | |
|           | 2 espécies intermédias do Paleoceno e do Eoceno |
|           | |
|           | subgénero Plenasium, com 5 espécies, do Paleoceno ao presente |
|           | |

|  | subgénero Aurealcaulis † provavelmente parafilético, com 6 espécies, do Cretáceo inicial ao ?Eoceno médio |
|  | |
|  | 2 espécies intermédias do Paleoceno e do Eoceno                                                           |
|  | |
|  | subgénero Plenasium, com 5 espécies, do Paleoceno ao presente                                             |
|  | |

| Plenasium | \| \| subgénero Aurealcaulis † provavelmente parafilético, com 6 espécies, do Cretáceo inicial ao ?Eoceno médio \| \| \| \| \| \| 2 espécies intermédias do Paleoceno e do Eoceno \| \| \| \| \| \| subgénero Plenasium, com 5 espécies, do Paleoceno ao presente \| \| \| \| |
|           | \| \| subgénero Aurealcaulis † provavelmente parafilético, com 6 espécies, do Cretáceo inicial ao ?Eoceno médio \| \| \| \| \| \| 2 espécies intermédias do Paleoceno e do Eoceno \| \| \| \| \| \| subgénero Plenasium, com 5 espécies, do Paleoceno ao presente \| \| \| \| |
|           | Osmunda, com 7 espécies, do Paleoceno ao presente |
|           | |
|           | subgénero Aurealcaulis † provavelmente parafilético, com 6 espécies, do Cretáceo inicial ao ?Eoceno médio |
|           | |
|           | 2 espécies intermédias do Paleoceno e do Eoceno |
|           | |
|           | subgénero Plenasium, com 5 espécies, do Paleoceno ao presente |
|           | |

|  | subgénero Aurealcaulis † provavelmente parafilético, com 6 espécies, do Cretáceo inicial ao ?Eoceno médio |
|  | |
|  | 2 espécies intermédias do Paleoceno e do Eoceno                                                           |
|  | |
|  | subgénero Plenasium, com 5 espécies, do Paleoceno ao presente                                             |
|  | |

| Plenasium | \| \| subgénero Aurealcaulis † provavelmente parafilético, com 6 espécies, do Cretáceo inicial ao ?Eoceno médio \| \| \| \| \| \| 2 espécies intermédias do Paleoceno e do Eoceno \| \| \| \| \| \| subgénero Plenasium, com 5 espécies, do Paleoceno ao presente \| \| \| \| |
|           | \| \| subgénero Aurealcaulis † provavelmente parafilético, com 6 espécies, do Cretáceo inicial ao ?Eoceno médio \| \| \| \| \| \| 2 espécies intermédias do Paleoceno e do Eoceno \| \| \| \| \| \| subgénero Plenasium, com 5 espécies, do Paleoceno ao presente \| \| \| \| |
|           | Osmunda, com 7 espécies, do Paleoceno ao presente |
|           | |
|           | subgénero Aurealcaulis † provavelmente parafilético, com 6 espécies, do Cretáceo inicial ao ?Eoceno médio |
|           | |
|           | 2 espécies intermédias do Paleoceno e do Eoceno |
|           | |
|           | subgénero Plenasium, com 5 espécies, do Paleoceno ao presente |
|           | |

|  | subgénero Aurealcaulis † provavelmente parafilético, com 6 espécies, do Cretáceo inicial ao ?Eoceno médio |
|  | |
|  | 2 espécies intermédias do Paleoceno e do Eoceno                                                           |
|  | |
|  | subgénero Plenasium, com 5 espécies, do Paleoceno ao presente                                             |
|  | |

| Plenasium | \| \| subgénero Aurealcaulis † provavelmente parafilético, com 6 espécies, do Cretáceo inicial ao ?Eoceno médio \| \| \| \| \| \| 2 espécies intermédias do Paleoceno e do Eoceno \| \| \| \| \| \| subgénero Plenasium, com 5 espécies, do Paleoceno ao presente \| \| \| \| |
|           | \| \| subgénero Aurealcaulis † provavelmente parafilético, com 6 espécies, do Cretáceo inicial ao ?Eoceno médio \| \| \| \| \| \| 2 espécies intermédias do Paleoceno e do Eoceno \| \| \| \| \| \| subgénero Plenasium, com 5 espécies, do Paleoceno ao presente \| \| \| \| |
|           | Osmunda, com 7 espécies, do Paleoceno ao presente |
|           | |
|           | subgénero Aurealcaulis † provavelmente parafilético, com 6 espécies, do Cretáceo inicial ao ?Eoceno médio |
|           | |
|           | 2 espécies intermédias do Paleoceno e do Eoceno |
|           | |
|           | subgénero Plenasium, com 5 espécies, do Paleoceno ao presente |
|           | |

|  | subgénero Aurealcaulis † provavelmente parafilético, com 6 espécies, do Cretáceo inicial ao ?Eoceno médio |
|  | |
|  | 2 espécies intermédias do Paleoceno e do Eoceno                                                           |
|  | |
|  | subgénero Plenasium, com 5 espécies, do Paleoceno ao presente                                             |
|  | |

|  | Todea 3 espécies, do Cretáceo Inferior até ao presente                        |
|  |                                                                               |
|  | Leptopteris possivelmente 5 espécies, do Cretáceo (Inferior?) até ao presente |
|  |                                                                               |

| Plenasium | \| \| subgénero Aurealcaulis † provavelmente parafilético, com 6 espécies, do Cretáceo inicial ao ?Eoceno médio \| \| \| \| \| \| 2 espécies intermédias do Paleoceno e do Eoceno \| \| \| \| \| \| subgénero Plenasium, com 5 espécies, do Paleoceno ao presente \| \| \| \| |
|           | \| \| subgénero Aurealcaulis † provavelmente parafilético, com 6 espécies, do Cretáceo inicial ao ?Eoceno médio \| \| \| \| \| \| 2 espécies intermédias do Paleoceno e do Eoceno \| \| \| \| \| \| subgénero Plenasium, com 5 espécies, do Paleoceno ao presente \| \| \| \| |
|           | Osmunda, com 7 espécies, do Paleoceno ao presente |
|           | |
|           | subgénero Aurealcaulis † provavelmente parafilético, com 6 espécies, do Cretáceo inicial ao ?Eoceno médio |
|           | |
|           | 2 espécies intermédias do Paleoceno e do Eoceno |
|           | |
|           | subgénero Plenasium, com 5 espécies, do Paleoceno ao presente |
|           | |

|  | subgénero Aurealcaulis † provavelmente parafilético, com 6 espécies, do Cretáceo inicial ao ?Eoceno médio |
|  | |
|  | 2 espécies intermédias do Paleoceno e do Eoceno                                                           |
|  | |
|  | subgénero Plenasium, com 5 espécies, do Paleoceno ao presente                                             |
|  | |

| Plenasium | \| \| subgénero Aurealcaulis † provavelmente parafilético, com 6 espécies, do Cretáceo inicial ao ?Eoceno médio \| \| \| \| \| \| 2 espécies intermédias do Paleoceno e do Eoceno \| \| \| \| \| \| subgénero Plenasium, com 5 espécies, do Paleoceno ao presente \| \| \| \| |
|           | \| \| subgénero Aurealcaulis † provavelmente parafilético, com 6 espécies, do Cretáceo inicial ao ?Eoceno médio \| \| \| \| \| \| 2 espécies intermédias do Paleoceno e do Eoceno \| \| \| \| \| \| subgénero Plenasium, com 5 espécies, do Paleoceno ao presente \| \| \| \| |
|           | Osmunda, com 7 espécies, do Paleoceno ao presente |
|           | |
|           | subgénero Aurealcaulis † provavelmente parafilético, com 6 espécies, do Cretáceo inicial ao ?Eoceno médio |
|           | |
|           | 2 espécies intermédias do Paleoceno e do Eoceno |
|           | |
|           | subgénero Plenasium, com 5 espécies, do Paleoceno ao presente |
|           | |

|  | subgénero Aurealcaulis † provavelmente parafilético, com 6 espécies, do Cretáceo inicial ao ?Eoceno médio |
|  | |
|  | 2 espécies intermédias do Paleoceno e do Eoceno                                                           |
|  | |
|  | subgénero Plenasium, com 5 espécies, do Paleoceno ao presente                                             |
|  | |

| Plenasium | \| \| subgénero Aurealcaulis † provavelmente parafilético, com 6 espécies, do Cretáceo inicial ao ?Eoceno médio \| \| \| \| \| \| 2 espécies intermédias do Paleoceno e do Eoceno \| \| \| \| \| \| subgénero Plenasium, com 5 espécies, do Paleoceno ao presente \| \| \| \| |
|           | \| \| subgénero Aurealcaulis † provavelmente parafilético, com 6 espécies, do Cretáceo inicial ao ?Eoceno médio \| \| \| \| \| \| 2 espécies intermédias do Paleoceno e do Eoceno \| \| \| \| \| \| subgénero Plenasium, com 5 espécies, do Paleoceno ao presente \| \| \| \| |
|           | Osmunda, com 7 espécies, do Paleoceno ao presente |
|           | |
|           | subgénero Aurealcaulis † provavelmente parafilético, com 6 espécies, do Cretáceo inicial ao ?Eoceno médio |
|           | |
|           | 2 espécies intermédias do Paleoceno e do Eoceno |
|           | |
|           | subgénero Plenasium, com 5 espécies, do Paleoceno ao presente |
|           | |

|  | subgénero Aurealcaulis † provavelmente parafilético, com 6 espécies, do Cretáceo inicial ao ?Eoceno médio |
|  | |
|  | 2 espécies intermédias do Paleoceno e do Eoceno                                                           |
|  | |
|  | subgénero Plenasium, com 5 espécies, do Paleoceno ao presente                                             |
|  | |

| Plenasium | \| \| subgénero Aurealcaulis † provavelmente parafilético, com 6 espécies, do Cretáceo inicial ao ?Eoceno médio \| \| \| \| \| \| 2 espécies intermédias do Paleoceno e do Eoceno \| \| \| \| \| \| subgénero Plenasium, com 5 espécies, do Paleoceno ao presente \| \| \| \| |
|           | \| \| subgénero Aurealcaulis † provavelmente parafilético, com 6 espécies, do Cretáceo inicial ao ?Eoceno médio \| \| \| \| \| \| 2 espécies intermédias do Paleoceno e do Eoceno \| \| \| \| \| \| subgénero Plenasium, com 5 espécies, do Paleoceno ao presente \| \| \| \| |
|           | Osmunda, com 7 espécies, do Paleoceno ao presente |
|           | |
|           | subgénero Aurealcaulis † provavelmente parafilético, com 6 espécies, do Cretáceo inicial ao ?Eoceno médio |
|           | |
|           | 2 espécies intermédias do Paleoceno e do Eoceno |
|           | |
|           | subgénero Plenasium, com 5 espécies, do Paleoceno ao presente |
|           | |

|  | subgénero Aurealcaulis † provavelmente parafilético, com 6 espécies, do Cretáceo inicial ao ?Eoceno médio |
|  | |
|  | 2 espécies intermédias do Paleoceno e do Eoceno                                                           |
|  | |
|  | subgénero Plenasium, com 5 espécies, do Paleoceno ao presente                                             |
|  | |

|  | Todea 3 espécies, do Cretáceo Inferior até ao presente                        |
|  |                                                                               |
|  | Leptopteris possivelmente 5 espécies, do Cretáceo (Inferior?) até ao presente |
|  |                                                                               |

| Plenasium | \| \| subgénero Aurealcaulis † provavelmente parafilético, com 6 espécies, do Cretáceo inicial ao ?Eoceno médio \| \| \| \| \| \| 2 espécies intermédias do Paleoceno e do Eoceno \| \| \| \| \| \| subgénero Plenasium, com 5 espécies, do Paleoceno ao presente \| \| \| \| |
|           | \| \| subgénero Aurealcaulis † provavelmente parafilético, com 6 espécies, do Cretáceo inicial ao ?Eoceno médio \| \| \| \| \| \| 2 espécies intermédias do Paleoceno e do Eoceno \| \| \| \| \| \| subgénero Plenasium, com 5 espécies, do Paleoceno ao presente \| \| \| \| |
|           | Osmunda, com 7 espécies, do Paleoceno ao presente |
|           | |
|           | subgénero Aurealcaulis † provavelmente parafilético, com 6 espécies, do Cretáceo inicial ao ?Eoceno médio |
|           | |
|           | 2 espécies intermédias do Paleoceno e do Eoceno |
|           | |
|           | subgénero Plenasium, com 5 espécies, do Paleoceno ao presente |
|           | |

|  | subgénero Aurealcaulis † provavelmente parafilético, com 6 espécies, do Cretáceo inicial ao ?Eoceno médio |
|  | |
|  | 2 espécies intermédias do Paleoceno e do Eoceno                                                           |
|  | |
|  | subgénero Plenasium, com 5 espécies, do Paleoceno ao presente                                             |
|  | |

| Plenasium | \| \| subgénero Aurealcaulis † provavelmente parafilético, com 6 espécies, do Cretáceo inicial ao ?Eoceno médio \| \| \| \| \| \| 2 espécies intermédias do Paleoceno e do Eoceno \| \| \| \| \| \| subgénero Plenasium, com 5 espécies, do Paleoceno ao presente \| \| \| \| |
|           | \| \| subgénero Aurealcaulis † provavelmente parafilético, com 6 espécies, do Cretáceo inicial ao ?Eoceno médio \| \| \| \| \| \| 2 espécies intermédias do Paleoceno e do Eoceno \| \| \| \| \| \| subgénero Plenasium, com 5 espécies, do Paleoceno ao presente \| \| \| \| |
|           | Osmunda, com 7 espécies, do Paleoceno ao presente |
|           | |
|           | subgénero Aurealcaulis † provavelmente parafilético, com 6 espécies, do Cretáceo inicial ao ?Eoceno médio |
|           | |
|           | 2 espécies intermédias do Paleoceno e do Eoceno |
|           | |
|           | subgénero Plenasium, com 5 espécies, do Paleoceno ao presente |
|           | |

|  | subgénero Aurealcaulis † provavelmente parafilético, com 6 espécies, do Cretáceo inicial ao ?Eoceno médio |
|  | |
|  | 2 espécies intermédias do Paleoceno e do Eoceno                                                           |
|  | |
|  | subgénero Plenasium, com 5 espécies, do Paleoceno ao presente                                             |
|  | |

| Plenasium | \| \| subgénero Aurealcaulis † provavelmente parafilético, com 6 espécies, do Cretáceo inicial ao ?Eoceno médio \| \| \| \| \| \| 2 espécies intermédias do Paleoceno e do Eoceno \| \| \| \| \| \| subgénero Plenasium, com 5 espécies, do Paleoceno ao presente \| \| \| \| |
|           | \| \| subgénero Aurealcaulis † provavelmente parafilético, com 6 espécies, do Cretáceo inicial ao ?Eoceno médio \| \| \| \| \| \| 2 espécies intermédias do Paleoceno e do Eoceno \| \| \| \| \| \| subgénero Plenasium, com 5 espécies, do Paleoceno ao presente \| \| \| \| |
|           | Osmunda, com 7 espécies, do Paleoceno ao presente |
|           | |
|           | subgénero Aurealcaulis † provavelmente parafilético, com 6 espécies, do Cretáceo inicial ao ?Eoceno médio |
|           | |
|           | 2 espécies intermédias do Paleoceno e do Eoceno |
|           | |
|           | subgénero Plenasium, com 5 espécies, do Paleoceno ao presente |
|           | |

|  | subgénero Aurealcaulis † provavelmente parafilético, com 6 espécies, do Cretáceo inicial ao ?Eoceno médio |
|  | |
|  | 2 espécies intermédias do Paleoceno e do Eoceno                                                           |
|  | |
|  | subgénero Plenasium, com 5 espécies, do Paleoceno ao presente                                             |
|  | |

| Plenasium | \| \| subgénero Aurealcaulis † provavelmente parafilético, com 6 espécies, do Cretáceo inicial ao ?Eoceno médio \| \| \| \| \| \| 2 espécies intermédias do Paleoceno e do Eoceno \| \| \| \| \| \| subgénero Plenasium, com 5 espécies, do Paleoceno ao presente \| \| \| \| |
|           | \| \| subgénero Aurealcaulis † provavelmente parafilético, com 6 espécies, do Cretáceo inicial ao ?Eoceno médio \| \| \| \| \| \| 2 espécies intermédias do Paleoceno e do Eoceno \| \| \| \| \| \| subgénero Plenasium, com 5 espécies, do Paleoceno ao presente \| \| \| \| |
|           | Osmunda, com 7 espécies, do Paleoceno ao presente |
|           | |
|           | subgénero Aurealcaulis † provavelmente parafilético, com 6 espécies, do Cretáceo inicial ao ?Eoceno médio |
|           | |
|           | 2 espécies intermédias do Paleoceno e do Eoceno |
|           | |
|           | subgénero Plenasium, com 5 espécies, do Paleoceno ao presente |
|           | |

|  | subgénero Aurealcaulis † provavelmente parafilético, com 6 espécies, do Cretáceo inicial ao ?Eoceno médio |
|  | |
|  | 2 espécies intermédias do Paleoceno e do Eoceno                                                           |
|  | |
|  | subgénero Plenasium, com 5 espécies, do Paleoceno ao presente                                             |
|  | |

|  | Todea 3 espécies, do Cretáceo Inferior até ao presente                        |
|  |                                                                               |
|  | Leptopteris possivelmente 5 espécies, do Cretáceo (Inferior?) até ao presente |
|  |                                                                               |

| Plenasium | \| \| subgénero Aurealcaulis † provavelmente parafilético, com 6 espécies, do Cretáceo inicial ao ?Eoceno médio \| \| \| \| \| \| 2 espécies intermédias do Paleoceno e do Eoceno \| \| \| \| \| \| subgénero Plenasium, com 5 espécies, do Paleoceno ao presente \| \| \| \| |
|           | \| \| subgénero Aurealcaulis † provavelmente parafilético, com 6 espécies, do Cretáceo inicial ao ?Eoceno médio \| \| \| \| \| \| 2 espécies intermédias do Paleoceno e do Eoceno \| \| \| \| \| \| subgénero Plenasium, com 5 espécies, do Paleoceno ao presente \| \| \| \| |
|           | Osmunda, com 7 espécies, do Paleoceno ao presente |
|           | |
|           | subgénero Aurealcaulis † provavelmente parafilético, com 6 espécies, do Cretáceo inicial ao ?Eoceno médio |
|           | |
|           | 2 espécies intermédias do Paleoceno e do Eoceno |
|           | |
|           | subgénero Plenasium, com 5 espécies, do Paleoceno ao presente |
|           | |

|  | subgénero Aurealcaulis † provavelmente parafilético, com 6 espécies, do Cretáceo inicial ao ?Eoceno médio |
|  | |
|  | 2 espécies intermédias do Paleoceno e do Eoceno                                                           |
|  | |
|  | subgénero Plenasium, com 5 espécies, do Paleoceno ao presente                                             |
|  | |

| Plenasium | \| \| subgénero Aurealcaulis † provavelmente parafilético, com 6 espécies, do Cretáceo inicial ao ?Eoceno médio \| \| \| \| \| \| 2 espécies intermédias do Paleoceno e do Eoceno \| \| \| \| \| \| subgénero Plenasium, com 5 espécies, do Paleoceno ao presente \| \| \| \| |
|           | \| \| subgénero Aurealcaulis † provavelmente parafilético, com 6 espécies, do Cretáceo inicial ao ?Eoceno médio \| \| \| \| \| \| 2 espécies intermédias do Paleoceno e do Eoceno \| \| \| \| \| \| subgénero Plenasium, com 5 espécies, do Paleoceno ao presente \| \| \| \| |
|           | Osmunda, com 7 espécies, do Paleoceno ao presente |
|           | |
|           | subgénero Aurealcaulis † provavelmente parafilético, com 6 espécies, do Cretáceo inicial ao ?Eoceno médio |
|           | |
|           | 2 espécies intermédias do Paleoceno e do Eoceno |
|           | |
|           | subgénero Plenasium, com 5 espécies, do Paleoceno ao presente |
|           | |

|  | subgénero Aurealcaulis † provavelmente parafilético, com 6 espécies, do Cretáceo inicial ao ?Eoceno médio |
|  | |
|  | 2 espécies intermédias do Paleoceno e do Eoceno                                                           |
|  | |
|  | subgénero Plenasium, com 5 espécies, do Paleoceno ao presente                                             |
|  | |

| Plenasium | \| \| subgénero Aurealcaulis † provavelmente parafilético, com 6 espécies, do Cretáceo inicial ao ?Eoceno médio \| \| \| \| \| \| 2 espécies intermédias do Paleoceno e do Eoceno \| \| \| \| \| \| subgénero Plenasium, com 5 espécies, do Paleoceno ao presente \| \| \| \| |
|           | \| \| subgénero Aurealcaulis † provavelmente parafilético, com 6 espécies, do Cretáceo inicial ao ?Eoceno médio \| \| \| \| \| \| 2 espécies intermédias do Paleoceno e do Eoceno \| \| \| \| \| \| subgénero Plenasium, com 5 espécies, do Paleoceno ao presente \| \| \| \| |
|           | Osmunda, com 7 espécies, do Paleoceno ao presente |
|           | |
|           | subgénero Aurealcaulis † provavelmente parafilético, com 6 espécies, do Cretáceo inicial ao ?Eoceno médio |
|           | |
|           | 2 espécies intermédias do Paleoceno e do Eoceno |
|           | |
|           | subgénero Plenasium, com 5 espécies, do Paleoceno ao presente |
|           | |

|  | subgénero Aurealcaulis † provavelmente parafilético, com 6 espécies, do Cretáceo inicial ao ?Eoceno médio |
|  | |
|  | 2 espécies intermédias do Paleoceno e do Eoceno                                                           |
|  | |
|  | subgénero Plenasium, com 5 espécies, do Paleoceno ao presente                                             |
|  | |

| Plenasium | \| \| subgénero Aurealcaulis † provavelmente parafilético, com 6 espécies, do Cretáceo inicial ao ?Eoceno médio \| \| \| \| \| \| 2 espécies intermédias do Paleoceno e do Eoceno \| \| \| \| \| \| subgénero Plenasium, com 5 espécies, do Paleoceno ao presente \| \| \| \| |
|           | \| \| subgénero Aurealcaulis † provavelmente parafilético, com 6 espécies, do Cretáceo inicial ao ?Eoceno médio \| \| \| \| \| \| 2 espécies intermédias do Paleoceno e do Eoceno \| \| \| \| \| \| subgénero Plenasium, com 5 espécies, do Paleoceno ao presente \| \| \| \| |
|           | Osmunda, com 7 espécies, do Paleoceno ao presente |
|           | |
|           | subgénero Aurealcaulis † provavelmente parafilético, com 6 espécies, do Cretáceo inicial ao ?Eoceno médio |
|           | |
|           | 2 espécies intermédias do Paleoceno e do Eoceno |
|           | |
|           | subgénero Plenasium, com 5 espécies, do Paleoceno ao presente |
|           | |

|  | subgénero Aurealcaulis † provavelmente parafilético, com 6 espécies, do Cretáceo inicial ao ?Eoceno médio |
|  | |
|  | 2 espécies intermédias do Paleoceno e do Eoceno                                                           |
|  | |
|  | subgénero Plenasium, com 5 espécies, do Paleoceno ao presente                                             |
|  | |

|  | Todea 3 espécies, do Cretáceo Inferior até ao presente                        |
|  |                                                                               |
|  | Leptopteris possivelmente 5 espécies, do Cretáceo (Inferior?) até ao presente |
|  |                                                                               |

| Plenasium | \| \| subgénero Aurealcaulis † provavelmente parafilético, com 6 espécies, do Cretáceo inicial ao ?Eoceno médio \| \| \| \| \| \| 2 espécies intermédias do Paleoceno e do Eoceno \| \| \| \| \| \| subgénero Plenasium, com 5 espécies, do Paleoceno ao presente \| \| \| \| |
|           | \| \| subgénero Aurealcaulis † provavelmente parafilético, com 6 espécies, do Cretáceo inicial ao ?Eoceno médio \| \| \| \| \| \| 2 espécies intermédias do Paleoceno e do Eoceno \| \| \| \| \| \| subgénero Plenasium, com 5 espécies, do Paleoceno ao presente \| \| \| \| |
|           | Osmunda, com 7 espécies, do Paleoceno ao presente |
|           | |
|           | subgénero Aurealcaulis † provavelmente parafilético, com 6 espécies, do Cretáceo inicial ao ?Eoceno médio |
|           | |
|           | 2 espécies intermédias do Paleoceno e do Eoceno |
|           | |
|           | subgénero Plenasium, com 5 espécies, do Paleoceno ao presente |
|           | |

|  | subgénero Aurealcaulis † provavelmente parafilético, com 6 espécies, do Cretáceo inicial ao ?Eoceno médio |
|  | |
|  | 2 espécies intermédias do Paleoceno e do Eoceno                                                           |
|  | |
|  | subgénero Plenasium, com 5 espécies, do Paleoceno ao presente                                             |
|  | |

| Plenasium | \| \| subgénero Aurealcaulis † provavelmente parafilético, com 6 espécies, do Cretáceo inicial ao ?Eoceno médio \| \| \| \| \| \| 2 espécies intermédias do Paleoceno e do Eoceno \| \| \| \| \| \| subgénero Plenasium, com 5 espécies, do Paleoceno ao presente \| \| \| \| |
|           | \| \| subgénero Aurealcaulis † provavelmente parafilético, com 6 espécies, do Cretáceo inicial ao ?Eoceno médio \| \| \| \| \| \| 2 espécies intermédias do Paleoceno e do Eoceno \| \| \| \| \| \| subgénero Plenasium, com 5 espécies, do Paleoceno ao presente \| \| \| \| |
|           | Osmunda, com 7 espécies, do Paleoceno ao presente |
|           | |
|           | subgénero Aurealcaulis † provavelmente parafilético, com 6 espécies, do Cretáceo inicial ao ?Eoceno médio |
|           | |
|           | 2 espécies intermédias do Paleoceno e do Eoceno |
|           | |
|           | subgénero Plenasium, com 5 espécies, do Paleoceno ao presente |
|           | |

|  | subgénero Aurealcaulis † provavelmente parafilético, com 6 espécies, do Cretáceo inicial ao ?Eoceno médio |
|  | |
|  | 2 espécies intermédias do Paleoceno e do Eoceno                                                           |
|  | |
|  | subgénero Plenasium, com 5 espécies, do Paleoceno ao presente                                             |
|  | |

| Plenasium | \| \| subgénero Aurealcaulis † provavelmente parafilético, com 6 espécies, do Cretáceo inicial ao ?Eoceno médio \| \| \| \| \| \| 2 espécies intermédias do Paleoceno e do Eoceno \| \| \| \| \| \| subgénero Plenasium, com 5 espécies, do Paleoceno ao presente \| \| \| \| |
|           | \| \| subgénero Aurealcaulis † provavelmente parafilético, com 6 espécies, do Cretáceo inicial ao ?Eoceno médio \| \| \| \| \| \| 2 espécies intermédias do Paleoceno e do Eoceno \| \| \| \| \| \| subgénero Plenasium, com 5 espécies, do Paleoceno ao presente \| \| \| \| |
|           | Osmunda, com 7 espécies, do Paleoceno ao presente |
|           | |
|           | subgénero Aurealcaulis † provavelmente parafilético, com 6 espécies, do Cretáceo inicial ao ?Eoceno médio |
|           | |
|           | 2 espécies intermédias do Paleoceno e do Eoceno |
|           | |
|           | subgénero Plenasium, com 5 espécies, do Paleoceno ao presente |
|           | |

|  | subgénero Aurealcaulis † provavelmente parafilético, com 6 espécies, do Cretáceo inicial ao ?Eoceno médio |
|  | |
|  | 2 espécies intermédias do Paleoceno e do Eoceno                                                           |
|  | |
|  | subgénero Plenasium, com 5 espécies, do Paleoceno ao presente                                             |
|  | |

| Plenasium | \| \| subgénero Aurealcaulis † provavelmente parafilético, com 6 espécies, do Cretáceo inicial ao ?Eoceno médio \| \| \| \| \| \| 2 espécies intermédias do Paleoceno e do Eoceno \| \| \| \| \| \| subgénero Plenasium, com 5 espécies, do Paleoceno ao presente \| \| \| \| |
|           | \| \| subgénero Aurealcaulis † provavelmente parafilético, com 6 espécies, do Cretáceo inicial ao ?Eoceno médio \| \| \| \| \| \| 2 espécies intermédias do Paleoceno e do Eoceno \| \| \| \| \| \| subgénero Plenasium, com 5 espécies, do Paleoceno ao presente \| \| \| \| |
|           | Osmunda, com 7 espécies, do Paleoceno ao presente |
|           | |
|           | subgénero Aurealcaulis † provavelmente parafilético, com 6 espécies, do Cretáceo inicial ao ?Eoceno médio |
|           | |
|           | 2 espécies intermédias do Paleoceno e do Eoceno |
|           | |
|           | subgénero Plenasium, com 5 espécies, do Paleoceno ao presente |
|           | |

|  | subgénero Aurealcaulis † provavelmente parafilético, com 6 espécies, do Cretáceo inicial ao ?Eoceno médio |
|  | |
|  | 2 espécies intermédias do Paleoceno e do Eoceno                                                           |
|  | |
|  | subgénero Plenasium, com 5 espécies, do Paleoceno ao presente                                             |
|  | |

|  | Guirea † mono- ou parafilético, com 2 espécies, Permiano Superior até ao Triássico Médio |
|  |                                                                                          |
|  | Zhongmingella † monotípico, Permiano tardio (Changhsingiano)                             |
|  |                                                                                          |
|  | Lunea † monotípico, Jurássico Inferior                                                   |
|  |                                                                                          |

|  | Donwelliacaulis † monotípico, Triássico Médio                                     |
|  |                                                                                   |
|  | Itopsidema (incl. Tiania) † 1–2 espécies, Permiano (Superior?) ao Triássico Médio |
|  |                                                                                   |

|  | Guirea † mono- ou parafilético, com 2 espécies, Permiano Superior até ao Triássico Médio |
|  |                                                                                          |
|  | Zhongmingella † monotípico, Permiano tardio (Changhsingiano)                             |
|  |                                                                                          |
|  | Lunea † monotípico, Jurássico Inferior                                                   |
|  |                                                                                          |

|  | Donwelliacaulis † monotípico, Triássico Médio                                     |
|  |                                                                                   |
|  | Itopsidema (incl. Tiania) † 1–2 espécies, Permiano (Superior?) ao Triássico Médio |
|  |                                                                                   |

|  | Thamnopteris † mono- or parafilético, com 9 espécies, Permiano Superior |
|  |                                                                         |
|  | Chasmatopteris † monotípico, Permiano Superior                          |
|  |                                                                         |

|  | Todea 3 espécies, do Cretáceo Inferior até ao presente                        |
|  |                                                                               |
|  | Leptopteris possivelmente 5 espécies, do Cretáceo (Inferior?) até ao presente |
|  |                                                                               |

| Plenasium | \| \| subgénero Aurealcaulis † provavelmente parafilético, com 6 espécies, do Cretáceo inicial ao ?Eoceno médio \| \| \| \| \| \| 2 espécies intermédias do Paleoceno e do Eoceno \| \| \| \| \| \| subgénero Plenasium, com 5 espécies, do Paleoceno ao presente \| \| \| \| |
|           | \| \| subgénero Aurealcaulis † provavelmente parafilético, com 6 espécies, do Cretáceo inicial ao ?Eoceno médio \| \| \| \| \| \| 2 espécies intermédias do Paleoceno e do Eoceno \| \| \| \| \| \| subgénero Plenasium, com 5 espécies, do Paleoceno ao presente \| \| \| \| |
|           | Osmunda, com 7 espécies, do Paleoceno ao presente |
|           | |
|           | subgénero Aurealcaulis † provavelmente parafilético, com 6 espécies, do Cretáceo inicial ao ?Eoceno médio |
|           | |
|           | 2 espécies intermédias do Paleoceno e do Eoceno |
|           | |
|           | subgénero Plenasium, com 5 espécies, do Paleoceno ao presente |
|           | |

|  | subgénero Aurealcaulis † provavelmente parafilético, com 6 espécies, do Cretáceo inicial ao ?Eoceno médio |
|  | |
|  | 2 espécies intermédias do Paleoceno e do Eoceno                                                           |
|  | |
|  | subgénero Plenasium, com 5 espécies, do Paleoceno ao presente                                             |
|  | |

| Plenasium | \| \| subgénero Aurealcaulis † provavelmente parafilético, com 6 espécies, do Cretáceo inicial ao ?Eoceno médio \| \| \| \| \| \| 2 espécies intermédias do Paleoceno e do Eoceno \| \| \| \| \| \| subgénero Plenasium, com 5 espécies, do Paleoceno ao presente \| \| \| \| |
|           | \| \| subgénero Aurealcaulis † provavelmente parafilético, com 6 espécies, do Cretáceo inicial ao ?Eoceno médio \| \| \| \| \| \| 2 espécies intermédias do Paleoceno e do Eoceno \| \| \| \| \| \| subgénero Plenasium, com 5 espécies, do Paleoceno ao presente \| \| \| \| |
|           | Osmunda, com 7 espécies, do Paleoceno ao presente |
|           | |
|           | subgénero Aurealcaulis † provavelmente parafilético, com 6 espécies, do Cretáceo inicial ao ?Eoceno médio |
|           | |
|           | 2 espécies intermédias do Paleoceno e do Eoceno |
|           | |
|           | subgénero Plenasium, com 5 espécies, do Paleoceno ao presente |
|           | |

|  | subgénero Aurealcaulis † provavelmente parafilético, com 6 espécies, do Cretáceo inicial ao ?Eoceno médio |
|  | |
|  | 2 espécies intermédias do Paleoceno e do Eoceno                                                           |
|  | |
|  | subgénero Plenasium, com 5 espécies, do Paleoceno ao presente                                             |
|  | |

| Plenasium | \| \| subgénero Aurealcaulis † provavelmente parafilético, com 6 espécies, do Cretáceo inicial ao ?Eoceno médio \| \| \| \| \| \| 2 espécies intermédias do Paleoceno e do Eoceno \| \| \| \| \| \| subgénero Plenasium, com 5 espécies, do Paleoceno ao presente \| \| \| \| |
|           | \| \| subgénero Aurealcaulis † provavelmente parafilético, com 6 espécies, do Cretáceo inicial ao ?Eoceno médio \| \| \| \| \| \| 2 espécies intermédias do Paleoceno e do Eoceno \| \| \| \| \| \| subgénero Plenasium, com 5 espécies, do Paleoceno ao presente \| \| \| \| |
|           | Osmunda, com 7 espécies, do Paleoceno ao presente |
|           | |
|           | subgénero Aurealcaulis † provavelmente parafilético, com 6 espécies, do Cretáceo inicial ao ?Eoceno médio |
|           | |
|           | 2 espécies intermédias do Paleoceno e do Eoceno |
|           | |
|           | subgénero Plenasium, com 5 espécies, do Paleoceno ao presente |
|           | |

|  | subgénero Aurealcaulis † provavelmente parafilético, com 6 espécies, do Cretáceo inicial ao ?Eoceno médio |
|  | |
|  | 2 espécies intermédias do Paleoceno e do Eoceno                                                           |
|  | |
|  | subgénero Plenasium, com 5 espécies, do Paleoceno ao presente                                             |
|  | |

| Plenasium | \| \| subgénero Aurealcaulis † provavelmente parafilético, com 6 espécies, do Cretáceo inicial ao ?Eoceno médio \| \| \| \| \| \| 2 espécies intermédias do Paleoceno e do Eoceno \| \| \| \| \| \| subgénero Plenasium, com 5 espécies, do Paleoceno ao presente \| \| \| \| |
|           | \| \| subgénero Aurealcaulis † provavelmente parafilético, com 6 espécies, do Cretáceo inicial ao ?Eoceno médio \| \| \| \| \| \| 2 espécies intermédias do Paleoceno e do Eoceno \| \| \| \| \| \| subgénero Plenasium, com 5 espécies, do Paleoceno ao presente \| \| \| \| |
|           | Osmunda, com 7 espécies, do Paleoceno ao presente |
|           | |
|           | subgénero Aurealcaulis † provavelmente parafilético, com 6 espécies, do Cretáceo inicial ao ?Eoceno médio |
|           | |
|           | 2 espécies intermédias do Paleoceno e do Eoceno |
|           | |
|           | subgénero Plenasium, com 5 espécies, do Paleoceno ao presente |
|           | |

|  | subgénero Aurealcaulis † provavelmente parafilético, com 6 espécies, do Cretáceo inicial ao ?Eoceno médio |
|  | |
|  | 2 espécies intermédias do Paleoceno e do Eoceno                                                           |
|  | |
|  | subgénero Plenasium, com 5 espécies, do Paleoceno ao presente                                             |
|  | |

|  | Todea 3 espécies, do Cretáceo Inferior até ao presente                        |
|  |                                                                               |
|  | Leptopteris possivelmente 5 espécies, do Cretáceo (Inferior?) até ao presente |
|  |                                                                               |

| Plenasium | \| \| subgénero Aurealcaulis † provavelmente parafilético, com 6 espécies, do Cretáceo inicial ao ?Eoceno médio \| \| \| \| \| \| 2 espécies intermédias do Paleoceno e do Eoceno \| \| \| \| \| \| subgénero Plenasium, com 5 espécies, do Paleoceno ao presente \| \| \| \| |
|           | \| \| subgénero Aurealcaulis † provavelmente parafilético, com 6 espécies, do Cretáceo inicial ao ?Eoceno médio \| \| \| \| \| \| 2 espécies intermédias do Paleoceno e do Eoceno \| \| \| \| \| \| subgénero Plenasium, com 5 espécies, do Paleoceno ao presente \| \| \| \| |
|           | Osmunda, com 7 espécies, do Paleoceno ao presente |
|           | |
|           | subgénero Aurealcaulis † provavelmente parafilético, com 6 espécies, do Cretáceo inicial ao ?Eoceno médio |
|           | |
|           | 2 espécies intermédias do Paleoceno e do Eoceno |
|           | |
|           | subgénero Plenasium, com 5 espécies, do Paleoceno ao presente |
|           | |

|  | subgénero Aurealcaulis † provavelmente parafilético, com 6 espécies, do Cretáceo inicial ao ?Eoceno médio |
|  | |
|  | 2 espécies intermédias do Paleoceno e do Eoceno                                                           |
|  | |
|  | subgénero Plenasium, com 5 espécies, do Paleoceno ao presente                                             |
|  | |

| Plenasium | \| \| subgénero Aurealcaulis † provavelmente parafilético, com 6 espécies, do Cretáceo inicial ao ?Eoceno médio \| \| \| \| \| \| 2 espécies intermédias do Paleoceno e do Eoceno \| \| \| \| \| \| subgénero Plenasium, com 5 espécies, do Paleoceno ao presente \| \| \| \| |
|           | \| \| subgénero Aurealcaulis † provavelmente parafilético, com 6 espécies, do Cretáceo inicial ao ?Eoceno médio \| \| \| \| \| \| 2 espécies intermédias do Paleoceno e do Eoceno \| \| \| \| \| \| subgénero Plenasium, com 5 espécies, do Paleoceno ao presente \| \| \| \| |
|           | Osmunda, com 7 espécies, do Paleoceno ao presente |
|           | |
|           | subgénero Aurealcaulis † provavelmente parafilético, com 6 espécies, do Cretáceo inicial ao ?Eoceno médio |
|           | |
|           | 2 espécies intermédias do Paleoceno e do Eoceno |
|           | |
|           | subgénero Plenasium, com 5 espécies, do Paleoceno ao presente |
|           | |

|  | subgénero Aurealcaulis † provavelmente parafilético, com 6 espécies, do Cretáceo inicial ao ?Eoceno médio |
|  | |
|  | 2 espécies intermédias do Paleoceno e do Eoceno                                                           |
|  | |
|  | subgénero Plenasium, com 5 espécies, do Paleoceno ao presente                                             |
|  | |

| Plenasium | \| \| subgénero Aurealcaulis † provavelmente parafilético, com 6 espécies, do Cretáceo inicial ao ?Eoceno médio \| \| \| \| \| \| 2 espécies intermédias do Paleoceno e do Eoceno \| \| \| \| \| \| subgénero Plenasium, com 5 espécies, do Paleoceno ao presente \| \| \| \| |
|           | \| \| subgénero Aurealcaulis † provavelmente parafilético, com 6 espécies, do Cretáceo inicial ao ?Eoceno médio \| \| \| \| \| \| 2 espécies intermédias do Paleoceno e do Eoceno \| \| \| \| \| \| subgénero Plenasium, com 5 espécies, do Paleoceno ao presente \| \| \| \| |
|           | Osmunda, com 7 espécies, do Paleoceno ao presente |
|           | |
|           | subgénero Aurealcaulis † provavelmente parafilético, com 6 espécies, do Cretáceo inicial ao ?Eoceno médio |
|           | |
|           | 2 espécies intermédias do Paleoceno e do Eoceno |
|           | |
|           | subgénero Plenasium, com 5 espécies, do Paleoceno ao presente |
|           | |

|  | subgénero Aurealcaulis † provavelmente parafilético, com 6 espécies, do Cretáceo inicial ao ?Eoceno médio |
|  | |
|  | 2 espécies intermédias do Paleoceno e do Eoceno                                                           |
|  | |
|  | subgénero Plenasium, com 5 espécies, do Paleoceno ao presente                                             |
|  | |

| Plenasium | \| \| subgénero Aurealcaulis † provavelmente parafilético, com 6 espécies, do Cretáceo inicial ao ?Eoceno médio \| \| \| \| \| \| 2 espécies intermédias do Paleoceno e do Eoceno \| \| \| \| \| \| subgénero Plenasium, com 5 espécies, do Paleoceno ao presente \| \| \| \| |
|           | \| \| subgénero Aurealcaulis † provavelmente parafilético, com 6 espécies, do Cretáceo inicial ao ?Eoceno médio \| \| \| \| \| \| 2 espécies intermédias do Paleoceno e do Eoceno \| \| \| \| \| \| subgénero Plenasium, com 5 espécies, do Paleoceno ao presente \| \| \| \| |
|           | Osmunda, com 7 espécies, do Paleoceno ao presente |
|           | |
|           | subgénero Aurealcaulis † provavelmente parafilético, com 6 espécies, do Cretáceo inicial ao ?Eoceno médio |
|           | |
|           | 2 espécies intermédias do Paleoceno e do Eoceno |
|           | |
|           | subgénero Plenasium, com 5 espécies, do Paleoceno ao presente |
|           | |

|  | subgénero Aurealcaulis † provavelmente parafilético, com 6 espécies, do Cretáceo inicial ao ?Eoceno médio |
|  | |
|  | 2 espécies intermédias do Paleoceno e do Eoceno                                                           |
|  | |
|  | subgénero Plenasium, com 5 espécies, do Paleoceno ao presente                                             |
|  | |

|  | Todea 3 espécies, do Cretáceo Inferior até ao presente                        |
|  |                                                                               |
|  | Leptopteris possivelmente 5 espécies, do Cretáceo (Inferior?) até ao presente |
|  |                                                                               |

| Plenasium | \| \| subgénero Aurealcaulis † provavelmente parafilético, com 6 espécies, do Cretáceo inicial ao ?Eoceno médio \| \| \| \| \| \| 2 espécies intermédias do Paleoceno e do Eoceno \| \| \| \| \| \| subgénero Plenasium, com 5 espécies, do Paleoceno ao presente \| \| \| \| |
|           | \| \| subgénero Aurealcaulis † provavelmente parafilético, com 6 espécies, do Cretáceo inicial ao ?Eoceno médio \| \| \| \| \| \| 2 espécies intermédias do Paleoceno e do Eoceno \| \| \| \| \| \| subgénero Plenasium, com 5 espécies, do Paleoceno ao presente \| \| \| \| |
|           | Osmunda, com 7 espécies, do Paleoceno ao presente |
|           | |
|           | subgénero Aurealcaulis † provavelmente parafilético, com 6 espécies, do Cretáceo inicial ao ?Eoceno médio |
|           | |
|           | 2 espécies intermédias do Paleoceno e do Eoceno |
|           | |
|           | subgénero Plenasium, com 5 espécies, do Paleoceno ao presente |
|           | |

|  | subgénero Aurealcaulis † provavelmente parafilético, com 6 espécies, do Cretáceo inicial ao ?Eoceno médio |
|  | |
|  | 2 espécies intermédias do Paleoceno e do Eoceno                                                           |
|  | |
|  | subgénero Plenasium, com 5 espécies, do Paleoceno ao presente                                             |
|  | |

| Plenasium | \| \| subgénero Aurealcaulis † provavelmente parafilético, com 6 espécies, do Cretáceo inicial ao ?Eoceno médio \| \| \| \| \| \| 2 espécies intermédias do Paleoceno e do Eoceno \| \| \| \| \| \| subgénero Plenasium, com 5 espécies, do Paleoceno ao presente \| \| \| \| |
|           | \| \| subgénero Aurealcaulis † provavelmente parafilético, com 6 espécies, do Cretáceo inicial ao ?Eoceno médio \| \| \| \| \| \| 2 espécies intermédias do Paleoceno e do Eoceno \| \| \| \| \| \| subgénero Plenasium, com 5 espécies, do Paleoceno ao presente \| \| \| \| |
|           | Osmunda, com 7 espécies, do Paleoceno ao presente |
|           | |
|           | subgénero Aurealcaulis † provavelmente parafilético, com 6 espécies, do Cretáceo inicial ao ?Eoceno médio |
|           | |
|           | 2 espécies intermédias do Paleoceno e do Eoceno |
|           | |
|           | subgénero Plenasium, com 5 espécies, do Paleoceno ao presente |
|           | |

|  | subgénero Aurealcaulis † provavelmente parafilético, com 6 espécies, do Cretáceo inicial ao ?Eoceno médio |
|  | |
|  | 2 espécies intermédias do Paleoceno e do Eoceno                                                           |
|  | |
|  | subgénero Plenasium, com 5 espécies, do Paleoceno ao presente                                             |
|  | |

| Plenasium | \| \| subgénero Aurealcaulis † provavelmente parafilético, com 6 espécies, do Cretáceo inicial ao ?Eoceno médio \| \| \| \| \| \| 2 espécies intermédias do Paleoceno e do Eoceno \| \| \| \| \| \| subgénero Plenasium, com 5 espécies, do Paleoceno ao presente \| \| \| \| |
|           | \| \| subgénero Aurealcaulis † provavelmente parafilético, com 6 espécies, do Cretáceo inicial ao ?Eoceno médio \| \| \| \| \| \| 2 espécies intermédias do Paleoceno e do Eoceno \| \| \| \| \| \| subgénero Plenasium, com 5 espécies, do Paleoceno ao presente \| \| \| \| |
|           | Osmunda, com 7 espécies, do Paleoceno ao presente |
|           | |
|           | subgénero Aurealcaulis † provavelmente parafilético, com 6 espécies, do Cretáceo inicial ao ?Eoceno médio |
|           | |
|           | 2 espécies intermédias do Paleoceno e do Eoceno |
|           | |
|           | subgénero Plenasium, com 5 espécies, do Paleoceno ao presente |
|           | |

|  | subgénero Aurealcaulis † provavelmente parafilético, com 6 espécies, do Cretáceo inicial ao ?Eoceno médio |
|  | |
|  | 2 espécies intermédias do Paleoceno e do Eoceno                                                           |
|  | |
|  | subgénero Plenasium, com 5 espécies, do Paleoceno ao presente                                             |
|  | |

| Plenasium | \| \| subgénero Aurealcaulis † provavelmente parafilético, com 6 espécies, do Cretáceo inicial ao ?Eoceno médio \| \| \| \| \| \| 2 espécies intermédias do Paleoceno e do Eoceno \| \| \| \| \| \| subgénero Plenasium, com 5 espécies, do Paleoceno ao presente \| \| \| \| |
|           | \| \| subgénero Aurealcaulis † provavelmente parafilético, com 6 espécies, do Cretáceo inicial ao ?Eoceno médio \| \| \| \| \| \| 2 espécies intermédias do Paleoceno e do Eoceno \| \| \| \| \| \| subgénero Plenasium, com 5 espécies, do Paleoceno ao presente \| \| \| \| |
|           | Osmunda, com 7 espécies, do Paleoceno ao presente |
|           | |
|           | subgénero Aurealcaulis † provavelmente parafilético, com 6 espécies, do Cretáceo inicial ao ?Eoceno médio |
|           | |
|           | 2 espécies intermédias do Paleoceno e do Eoceno |
|           | |
|           | subgénero Plenasium, com 5 espécies, do Paleoceno ao presente |
|           | |

|  | subgénero Aurealcaulis † provavelmente parafilético, com 6 espécies, do Cretáceo inicial ao ?Eoceno médio |
|  | |
|  | 2 espécies intermédias do Paleoceno e do Eoceno                                                           |
|  | |
|  | subgénero Plenasium, com 5 espécies, do Paleoceno ao presente                                             |
|  | |

|  | Todea 3 espécies, do Cretáceo Inferior até ao presente                        |
|  |                                                                               |
|  | Leptopteris possivelmente 5 espécies, do Cretáceo (Inferior?) até ao presente |
|  |                                                                               |

| Plenasium | \| \| subgénero Aurealcaulis † provavelmente parafilético, com 6 espécies, do Cretáceo inicial ao ?Eoceno médio \| \| \| \| \| \| 2 espécies intermédias do Paleoceno e do Eoceno \| \| \| \| \| \| subgénero Plenasium, com 5 espécies, do Paleoceno ao presente \| \| \| \| |
|           | \| \| subgénero Aurealcaulis † provavelmente parafilético, com 6 espécies, do Cretáceo inicial ao ?Eoceno médio \| \| \| \| \| \| 2 espécies intermédias do Paleoceno e do Eoceno \| \| \| \| \| \| subgénero Plenasium, com 5 espécies, do Paleoceno ao presente \| \| \| \| |
|           | Osmunda, com 7 espécies, do Paleoceno ao presente |
|           | |
|           | subgénero Aurealcaulis † provavelmente parafilético, com 6 espécies, do Cretáceo inicial ao ?Eoceno médio |
|           | |
|           | 2 espécies intermédias do Paleoceno e do Eoceno |
|           | |
|           | subgénero Plenasium, com 5 espécies, do Paleoceno ao presente |
|           | |

|  | subgénero Aurealcaulis † provavelmente parafilético, com 6 espécies, do Cretáceo inicial ao ?Eoceno médio |
|  | |
|  | 2 espécies intermédias do Paleoceno e do Eoceno                                                           |
|  | |
|  | subgénero Plenasium, com 5 espécies, do Paleoceno ao presente                                             |
|  | |

| Plenasium | \| \| subgénero Aurealcaulis † provavelmente parafilético, com 6 espécies, do Cretáceo inicial ao ?Eoceno médio \| \| \| \| \| \| 2 espécies intermédias do Paleoceno e do Eoceno \| \| \| \| \| \| subgénero Plenasium, com 5 espécies, do Paleoceno ao presente \| \| \| \| |
|           | \| \| subgénero Aurealcaulis † provavelmente parafilético, com 6 espécies, do Cretáceo inicial ao ?Eoceno médio \| \| \| \| \| \| 2 espécies intermédias do Paleoceno e do Eoceno \| \| \| \| \| \| subgénero Plenasium, com 5 espécies, do Paleoceno ao presente \| \| \| \| |
|           | Osmunda, com 7 espécies, do Paleoceno ao presente |
|           | |
|           | subgénero Aurealcaulis † provavelmente parafilético, com 6 espécies, do Cretáceo inicial ao ?Eoceno médio |
|           | |
|           | 2 espécies intermédias do Paleoceno e do Eoceno |
|           | |
|           | subgénero Plenasium, com 5 espécies, do Paleoceno ao presente |
|           | |

|  | subgénero Aurealcaulis † provavelmente parafilético, com 6 espécies, do Cretáceo inicial ao ?Eoceno médio |
|  | |
|  | 2 espécies intermédias do Paleoceno e do Eoceno                                                           |
|  | |
|  | subgénero Plenasium, com 5 espécies, do Paleoceno ao presente                                             |
|  | |

| Plenasium | \| \| subgénero Aurealcaulis † provavelmente parafilético, com 6 espécies, do Cretáceo inicial ao ?Eoceno médio \| \| \| \| \| \| 2 espécies intermédias do Paleoceno e do Eoceno \| \| \| \| \| \| subgénero Plenasium, com 5 espécies, do Paleoceno ao presente \| \| \| \| |
|           | \| \| subgénero Aurealcaulis † provavelmente parafilético, com 6 espécies, do Cretáceo inicial ao ?Eoceno médio \| \| \| \| \| \| 2 espécies intermédias do Paleoceno e do Eoceno \| \| \| \| \| \| subgénero Plenasium, com 5 espécies, do Paleoceno ao presente \| \| \| \| |
|           | Osmunda, com 7 espécies, do Paleoceno ao presente |
|           | |
|           | subgénero Aurealcaulis † provavelmente parafilético, com 6 espécies, do Cretáceo inicial ao ?Eoceno médio |
|           | |
|           | 2 espécies intermédias do Paleoceno e do Eoceno |
|           | |
|           | subgénero Plenasium, com 5 espécies, do Paleoceno ao presente |
|           | |

|  | subgénero Aurealcaulis † provavelmente parafilético, com 6 espécies, do Cretáceo inicial ao ?Eoceno médio |
|  | |
|  | 2 espécies intermédias do Paleoceno e do Eoceno                                                           |
|  | |
|  | subgénero Plenasium, com 5 espécies, do Paleoceno ao presente                                             |
|  | |

| Plenasium | \| \| subgénero Aurealcaulis † provavelmente parafilético, com 6 espécies, do Cretáceo inicial ao ?Eoceno médio \| \| \| \| \| \| 2 espécies intermédias do Paleoceno e do Eoceno \| \| \| \| \| \| subgénero Plenasium, com 5 espécies, do Paleoceno ao presente \| \| \| \| |
|           | \| \| subgénero Aurealcaulis † provavelmente parafilético, com 6 espécies, do Cretáceo inicial ao ?Eoceno médio \| \| \| \| \| \| 2 espécies intermédias do Paleoceno e do Eoceno \| \| \| \| \| \| subgénero Plenasium, com 5 espécies, do Paleoceno ao presente \| \| \| \| |
|           | Osmunda, com 7 espécies, do Paleoceno ao presente |
|           | |
|           | subgénero Aurealcaulis † provavelmente parafilético, com 6 espécies, do Cretáceo inicial ao ?Eoceno médio |
|           | |
|           | 2 espécies intermédias do Paleoceno e do Eoceno |
|           | |
|           | subgénero Plenasium, com 5 espécies, do Paleoceno ao presente |
|           | |

|  | subgénero Aurealcaulis † provavelmente parafilético, com 6 espécies, do Cretáceo inicial ao ?Eoceno médio |
|  | |
|  | 2 espécies intermédias do Paleoceno e do Eoceno                                                           |
|  | |
|  | subgénero Plenasium, com 5 espécies, do Paleoceno ao presente                                             |
|  | |

|  | Todea 3 espécies, do Cretáceo Inferior até ao presente                        |
|  |                                                                               |
|  | Leptopteris possivelmente 5 espécies, do Cretáceo (Inferior?) até ao presente |
|  |                                                                               |

| Plenasium | \| \| subgénero Aurealcaulis † provavelmente parafilético, com 6 espécies, do Cretáceo inicial ao ?Eoceno médio \| \| \| \| \| \| 2 espécies intermédias do Paleoceno e do Eoceno \| \| \| \| \| \| subgénero Plenasium, com 5 espécies, do Paleoceno ao presente \| \| \| \| |
|           | \| \| subgénero Aurealcaulis † provavelmente parafilético, com 6 espécies, do Cretáceo inicial ao ?Eoceno médio \| \| \| \| \| \| 2 espécies intermédias do Paleoceno e do Eoceno \| \| \| \| \| \| subgénero Plenasium, com 5 espécies, do Paleoceno ao presente \| \| \| \| |
|           | Osmunda, com 7 espécies, do Paleoceno ao presente |
|           | |
|           | subgénero Aurealcaulis † provavelmente parafilético, com 6 espécies, do Cretáceo inicial ao ?Eoceno médio |
|           | |
|           | 2 espécies intermédias do Paleoceno e do Eoceno |
|           | |
|           | subgénero Plenasium, com 5 espécies, do Paleoceno ao presente |
|           | |

|  | subgénero Aurealcaulis † provavelmente parafilético, com 6 espécies, do Cretáceo inicial ao ?Eoceno médio |
|  | |
|  | 2 espécies intermédias do Paleoceno e do Eoceno                                                           |
|  | |
|  | subgénero Plenasium, com 5 espécies, do Paleoceno ao presente                                             |
|  | |

| Plenasium | \| \| subgénero Aurealcaulis † provavelmente parafilético, com 6 espécies, do Cretáceo inicial ao ?Eoceno médio \| \| \| \| \| \| 2 espécies intermédias do Paleoceno e do Eoceno \| \| \| \| \| \| subgénero Plenasium, com 5 espécies, do Paleoceno ao presente \| \| \| \| |
|           | \| \| subgénero Aurealcaulis † provavelmente parafilético, com 6 espécies, do Cretáceo inicial ao ?Eoceno médio \| \| \| \| \| \| 2 espécies intermédias do Paleoceno e do Eoceno \| \| \| \| \| \| subgénero Plenasium, com 5 espécies, do Paleoceno ao presente \| \| \| \| |
|           | Osmunda, com 7 espécies, do Paleoceno ao presente |
|           | |
|           | subgénero Aurealcaulis † provavelmente parafilético, com 6 espécies, do Cretáceo inicial ao ?Eoceno médio |
|           | |
|           | 2 espécies intermédias do Paleoceno e do Eoceno |
|           | |
|           | subgénero Plenasium, com 5 espécies, do Paleoceno ao presente |
|           | |

|  | subgénero Aurealcaulis † provavelmente parafilético, com 6 espécies, do Cretáceo inicial ao ?Eoceno médio |
|  | |
|  | 2 espécies intermédias do Paleoceno e do Eoceno                                                           |
|  | |
|  | subgénero Plenasium, com 5 espécies, do Paleoceno ao presente                                             |
|  | |

| Plenasium | \| \| subgénero Aurealcaulis † provavelmente parafilético, com 6 espécies, do Cretáceo inicial ao ?Eoceno médio \| \| \| \| \| \| 2 espécies intermédias do Paleoceno e do Eoceno \| \| \| \| \| \| subgénero Plenasium, com 5 espécies, do Paleoceno ao presente \| \| \| \| |
|           | \| \| subgénero Aurealcaulis † provavelmente parafilético, com 6 espécies, do Cretáceo inicial ao ?Eoceno médio \| \| \| \| \| \| 2 espécies intermédias do Paleoceno e do Eoceno \| \| \| \| \| \| subgénero Plenasium, com 5 espécies, do Paleoceno ao presente \| \| \| \| |
|           | Osmunda, com 7 espécies, do Paleoceno ao presente |
|           | |
|           | subgénero Aurealcaulis † provavelmente parafilético, com 6 espécies, do Cretáceo inicial ao ?Eoceno médio |
|           | |
|           | 2 espécies intermédias do Paleoceno e do Eoceno |
|           | |
|           | subgénero Plenasium, com 5 espécies, do Paleoceno ao presente |
|           | |

|  | subgénero Aurealcaulis † provavelmente parafilético, com 6 espécies, do Cretáceo inicial ao ?Eoceno médio |
|  | |
|  | 2 espécies intermédias do Paleoceno e do Eoceno                                                           |
|  | |
|  | subgénero Plenasium, com 5 espécies, do Paleoceno ao presente                                             |
|  | |

| Plenasium | \| \| subgénero Aurealcaulis † provavelmente parafilético, com 6 espécies, do Cretáceo inicial ao ?Eoceno médio \| \| \| \| \| \| 2 espécies intermédias do Paleoceno e do Eoceno \| \| \| \| \| \| subgénero Plenasium, com 5 espécies, do Paleoceno ao presente \| \| \| \| |
|           | \| \| subgénero Aurealcaulis † provavelmente parafilético, com 6 espécies, do Cretáceo inicial ao ?Eoceno médio \| \| \| \| \| \| 2 espécies intermédias do Paleoceno e do Eoceno \| \| \| \| \| \| subgénero Plenasium, com 5 espécies, do Paleoceno ao presente \| \| \| \| |
|           | Osmunda, com 7 espécies, do Paleoceno ao presente |
|           | |
|           | subgénero Aurealcaulis † provavelmente parafilético, com 6 espécies, do Cretáceo inicial ao ?Eoceno médio |
|           | |
|           | 2 espécies intermédias do Paleoceno e do Eoceno |
|           | |
|           | subgénero Plenasium, com 5 espécies, do Paleoceno ao presente |
|           | |

|  | subgénero Aurealcaulis † provavelmente parafilético, com 6 espécies, do Cretáceo inicial ao ?Eoceno médio |
|  | |
|  | 2 espécies intermédias do Paleoceno e do Eoceno                                                           |
|  | |
|  | subgénero Plenasium, com 5 espécies, do Paleoceno ao presente                                             |
|  | |

|  | Todea 3 espécies, do Cretáceo Inferior até ao presente                        |
|  |                                                                               |
|  | Leptopteris possivelmente 5 espécies, do Cretáceo (Inferior?) até ao presente |
|  |                                                                               |

| Plenasium | \| \| subgénero Aurealcaulis † provavelmente parafilético, com 6 espécies, do Cretáceo inicial ao ?Eoceno médio \| \| \| \| \| \| 2 espécies intermédias do Paleoceno e do Eoceno \| \| \| \| \| \| subgénero Plenasium, com 5 espécies, do Paleoceno ao presente \| \| \| \| |
|           | \| \| subgénero Aurealcaulis † provavelmente parafilético, com 6 espécies, do Cretáceo inicial ao ?Eoceno médio \| \| \| \| \| \| 2 espécies intermédias do Paleoceno e do Eoceno \| \| \| \| \| \| subgénero Plenasium, com 5 espécies, do Paleoceno ao presente \| \| \| \| |
|           | Osmunda, com 7 espécies, do Paleoceno ao presente |
|           | |
|           | subgénero Aurealcaulis † provavelmente parafilético, com 6 espécies, do Cretáceo inicial ao ?Eoceno médio |
|           | |
|           | 2 espécies intermédias do Paleoceno e do Eoceno |
|           | |
|           | subgénero Plenasium, com 5 espécies, do Paleoceno ao presente |
|           | |

|  | subgénero Aurealcaulis † provavelmente parafilético, com 6 espécies, do Cretáceo inicial ao ?Eoceno médio |
|  | |
|  | 2 espécies intermédias do Paleoceno e do Eoceno                                                           |
|  | |
|  | subgénero Plenasium, com 5 espécies, do Paleoceno ao presente                                             |
|  | |

| Plenasium | \| \| subgénero Aurealcaulis † provavelmente parafilético, com 6 espécies, do Cretáceo inicial ao ?Eoceno médio \| \| \| \| \| \| 2 espécies intermédias do Paleoceno e do Eoceno \| \| \| \| \| \| subgénero Plenasium, com 5 espécies, do Paleoceno ao presente \| \| \| \| |
|           | \| \| subgénero Aurealcaulis † provavelmente parafilético, com 6 espécies, do Cretáceo inicial ao ?Eoceno médio \| \| \| \| \| \| 2 espécies intermédias do Paleoceno e do Eoceno \| \| \| \| \| \| subgénero Plenasium, com 5 espécies, do Paleoceno ao presente \| \| \| \| |
|           | Osmunda, com 7 espécies, do Paleoceno ao presente |
|           | |
|           | subgénero Aurealcaulis † provavelmente parafilético, com 6 espécies, do Cretáceo inicial ao ?Eoceno médio |
|           | |
|           | 2 espécies intermédias do Paleoceno e do Eoceno |
|           | |
|           | subgénero Plenasium, com 5 espécies, do Paleoceno ao presente |
|           | |

|  | subgénero Aurealcaulis † provavelmente parafilético, com 6 espécies, do Cretáceo inicial ao ?Eoceno médio |
|  | |
|  | 2 espécies intermédias do Paleoceno e do Eoceno                                                           |
|  | |
|  | subgénero Plenasium, com 5 espécies, do Paleoceno ao presente                                             |
|  | |

| Plenasium | \| \| subgénero Aurealcaulis † provavelmente parafilético, com 6 espécies, do Cretáceo inicial ao ?Eoceno médio \| \| \| \| \| \| 2 espécies intermédias do Paleoceno e do Eoceno \| \| \| \| \| \| subgénero Plenasium, com 5 espécies, do Paleoceno ao presente \| \| \| \| |
|           | \| \| subgénero Aurealcaulis † provavelmente parafilético, com 6 espécies, do Cretáceo inicial ao ?Eoceno médio \| \| \| \| \| \| 2 espécies intermédias do Paleoceno e do Eoceno \| \| \| \| \| \| subgénero Plenasium, com 5 espécies, do Paleoceno ao presente \| \| \| \| |
|           | Osmunda, com 7 espécies, do Paleoceno ao presente |
|           | |
|           | subgénero Aurealcaulis † provavelmente parafilético, com 6 espécies, do Cretáceo inicial ao ?Eoceno médio |
|           | |
|           | 2 espécies intermédias do Paleoceno e do Eoceno |
|           | |
|           | subgénero Plenasium, com 5 espécies, do Paleoceno ao presente |
|           | |

|  | subgénero Aurealcaulis † provavelmente parafilético, com 6 espécies, do Cretáceo inicial ao ?Eoceno médio |
|  | |
|  | 2 espécies intermédias do Paleoceno e do Eoceno                                                           |
|  | |
|  | subgénero Plenasium, com 5 espécies, do Paleoceno ao presente                                             |
|  | |

| Plenasium | \| \| subgénero Aurealcaulis † provavelmente parafilético, com 6 espécies, do Cretáceo inicial ao ?Eoceno médio \| \| \| \| \| \| 2 espécies intermédias do Paleoceno e do Eoceno \| \| \| \| \| \| subgénero Plenasium, com 5 espécies, do Paleoceno ao presente \| \| \| \| |
|           | \| \| subgénero Aurealcaulis † provavelmente parafilético, com 6 espécies, do Cretáceo inicial ao ?Eoceno médio \| \| \| \| \| \| 2 espécies intermédias do Paleoceno e do Eoceno \| \| \| \| \| \| subgénero Plenasium, com 5 espécies, do Paleoceno ao presente \| \| \| \| |
|           | Osmunda, com 7 espécies, do Paleoceno ao presente |
|           | |
|           | subgénero Aurealcaulis † provavelmente parafilético, com 6 espécies, do Cretáceo inicial ao ?Eoceno médio |
|           | |
|           | 2 espécies intermédias do Paleoceno e do Eoceno |
|           | |
|           | subgénero Plenasium, com 5 espécies, do Paleoceno ao presente |
|           | |

|  | subgénero Aurealcaulis † provavelmente parafilético, com 6 espécies, do Cretáceo inicial ao ?Eoceno médio |
|  | |
|  | 2 espécies intermédias do Paleoceno e do Eoceno                                                           |
|  | |
|  | subgénero Plenasium, com 5 espécies, do Paleoceno ao presente                                             |
|  | |

|  | Todea 3 espécies, do Cretáceo Inferior até ao presente                        |
|  |                                                                               |
|  | Leptopteris possivelmente 5 espécies, do Cretáceo (Inferior?) até ao presente |
|  |                                                                               |

| Plenasium | \| \| subgénero Aurealcaulis † provavelmente parafilético, com 6 espécies, do Cretáceo inicial ao ?Eoceno médio \| \| \| \| \| \| 2 espécies intermédias do Paleoceno e do Eoceno \| \| \| \| \| \| subgénero Plenasium, com 5 espécies, do Paleoceno ao presente \| \| \| \| |
|           | \| \| subgénero Aurealcaulis † provavelmente parafilético, com 6 espécies, do Cretáceo inicial ao ?Eoceno médio \| \| \| \| \| \| 2 espécies intermédias do Paleoceno e do Eoceno \| \| \| \| \| \| subgénero Plenasium, com 5 espécies, do Paleoceno ao presente \| \| \| \| |
|           | Osmunda, com 7 espécies, do Paleoceno ao presente |
|           | |
|           | subgénero Aurealcaulis † provavelmente parafilético, com 6 espécies, do Cretáceo inicial ao ?Eoceno médio |
|           | |
|           | 2 espécies intermédias do Paleoceno e do Eoceno |
|           | |
|           | subgénero Plenasium, com 5 espécies, do Paleoceno ao presente |
|           | |

|  | subgénero Aurealcaulis † provavelmente parafilético, com 6 espécies, do Cretáceo inicial ao ?Eoceno médio |
|  | |
|  | 2 espécies intermédias do Paleoceno e do Eoceno                                                           |
|  | |
|  | subgénero Plenasium, com 5 espécies, do Paleoceno ao presente                                             |
|  | |

| Plenasium | \| \| subgénero Aurealcaulis † provavelmente parafilético, com 6 espécies, do Cretáceo inicial ao ?Eoceno médio \| \| \| \| \| \| 2 espécies intermédias do Paleoceno e do Eoceno \| \| \| \| \| \| subgénero Plenasium, com 5 espécies, do Paleoceno ao presente \| \| \| \| |
|           | \| \| subgénero Aurealcaulis † provavelmente parafilético, com 6 espécies, do Cretáceo inicial ao ?Eoceno médio \| \| \| \| \| \| 2 espécies intermédias do Paleoceno e do Eoceno \| \| \| \| \| \| subgénero Plenasium, com 5 espécies, do Paleoceno ao presente \| \| \| \| |
|           | Osmunda, com 7 espécies, do Paleoceno ao presente |
|           | |
|           | subgénero Aurealcaulis † provavelmente parafilético, com 6 espécies, do Cretáceo inicial ao ?Eoceno médio |
|           | |
|           | 2 espécies intermédias do Paleoceno e do Eoceno |
|           | |
|           | subgénero Plenasium, com 5 espécies, do Paleoceno ao presente |
|           | |

|  | subgénero Aurealcaulis † provavelmente parafilético, com 6 espécies, do Cretáceo inicial ao ?Eoceno médio |
|  | |
|  | 2 espécies intermédias do Paleoceno e do Eoceno                                                           |
|  | |
|  | subgénero Plenasium, com 5 espécies, do Paleoceno ao presente                                             |
|  | |

| Plenasium | \| \| subgénero Aurealcaulis † provavelmente parafilético, com 6 espécies, do Cretáceo inicial ao ?Eoceno médio \| \| \| \| \| \| 2 espécies intermédias do Paleoceno e do Eoceno \| \| \| \| \| \| subgénero Plenasium, com 5 espécies, do Paleoceno ao presente \| \| \| \| |
|           | \| \| subgénero Aurealcaulis † provavelmente parafilético, com 6 espécies, do Cretáceo inicial ao ?Eoceno médio \| \| \| \| \| \| 2 espécies intermédias do Paleoceno e do Eoceno \| \| \| \| \| \| subgénero Plenasium, com 5 espécies, do Paleoceno ao presente \| \| \| \| |
|           | Osmunda, com 7 espécies, do Paleoceno ao presente |
|           | |
|           | subgénero Aurealcaulis † provavelmente parafilético, com 6 espécies, do Cretáceo inicial ao ?Eoceno médio |
|           | |
|           | 2 espécies intermédias do Paleoceno e do Eoceno |
|           | |
|           | subgénero Plenasium, com 5 espécies, do Paleoceno ao presente |
|           | |

|  | subgénero Aurealcaulis † provavelmente parafilético, com 6 espécies, do Cretáceo inicial ao ?Eoceno médio |
|  | |
|  | 2 espécies intermédias do Paleoceno e do Eoceno                                                           |
|  | |
|  | subgénero Plenasium, com 5 espécies, do Paleoceno ao presente                                             |
|  | |

| Plenasium | \| \| subgénero Aurealcaulis † provavelmente parafilético, com 6 espécies, do Cretáceo inicial ao ?Eoceno médio \| \| \| \| \| \| 2 espécies intermédias do Paleoceno e do Eoceno \| \| \| \| \| \| subgénero Plenasium, com 5 espécies, do Paleoceno ao presente \| \| \| \| |
|           | \| \| subgénero Aurealcaulis † provavelmente parafilético, com 6 espécies, do Cretáceo inicial ao ?Eoceno médio \| \| \| \| \| \| 2 espécies intermédias do Paleoceno e do Eoceno \| \| \| \| \| \| subgénero Plenasium, com 5 espécies, do Paleoceno ao presente \| \| \| \| |
|           | Osmunda, com 7 espécies, do Paleoceno ao presente |
|           | |
|           | subgénero Aurealcaulis † provavelmente parafilético, com 6 espécies, do Cretáceo inicial ao ?Eoceno médio |
|           | |
|           | 2 espécies intermédias do Paleoceno e do Eoceno |
|           | |
|           | subgénero Plenasium, com 5 espécies, do Paleoceno ao presente |
|           | |

|  | subgénero Aurealcaulis † provavelmente parafilético, com 6 espécies, do Cretáceo inicial ao ?Eoceno médio |
|  | |
|  | 2 espécies intermédias do Paleoceno e do Eoceno                                                           |
|  | |
|  | subgénero Plenasium, com 5 espécies, do Paleoceno ao presente                                             |
|  | |

|  | Todea 3 espécies, do Cretáceo Inferior até ao presente                        |
|  |                                                                               |
|  | Leptopteris possivelmente 5 espécies, do Cretáceo (Inferior?) até ao presente |
|  |                                                                               |

| Plenasium | \| \| subgénero Aurealcaulis † provavelmente parafilético, com 6 espécies, do Cretáceo inicial ao ?Eoceno médio \| \| \| \| \| \| 2 espécies intermédias do Paleoceno e do Eoceno \| \| \| \| \| \| subgénero Plenasium, com 5 espécies, do Paleoceno ao presente \| \| \| \| |
|           | \| \| subgénero Aurealcaulis † provavelmente parafilético, com 6 espécies, do Cretáceo inicial ao ?Eoceno médio \| \| \| \| \| \| 2 espécies intermédias do Paleoceno e do Eoceno \| \| \| \| \| \| subgénero Plenasium, com 5 espécies, do Paleoceno ao presente \| \| \| \| |
|           | Osmunda, com 7 espécies, do Paleoceno ao presente |
|           | |
|           | subgénero Aurealcaulis † provavelmente parafilético, com 6 espécies, do Cretáceo inicial ao ?Eoceno médio |
|           | |
|           | 2 espécies intermédias do Paleoceno e do Eoceno |
|           | |
|           | subgénero Plenasium, com 5 espécies, do Paleoceno ao presente |
|           | |

|  | subgénero Aurealcaulis † provavelmente parafilético, com 6 espécies, do Cretáceo inicial ao ?Eoceno médio |
|  | |
|  | 2 espécies intermédias do Paleoceno e do Eoceno                                                           |
|  | |
|  | subgénero Plenasium, com 5 espécies, do Paleoceno ao presente                                             |
|  | |

| Plenasium | \| \| subgénero Aurealcaulis † provavelmente parafilético, com 6 espécies, do Cretáceo inicial ao ?Eoceno médio \| \| \| \| \| \| 2 espécies intermédias do Paleoceno e do Eoceno \| \| \| \| \| \| subgénero Plenasium, com 5 espécies, do Paleoceno ao presente \| \| \| \| |
|           | \| \| subgénero Aurealcaulis † provavelmente parafilético, com 6 espécies, do Cretáceo inicial ao ?Eoceno médio \| \| \| \| \| \| 2 espécies intermédias do Paleoceno e do Eoceno \| \| \| \| \| \| subgénero Plenasium, com 5 espécies, do Paleoceno ao presente \| \| \| \| |
|           | Osmunda, com 7 espécies, do Paleoceno ao presente |
|           | |
|           | subgénero Aurealcaulis † provavelmente parafilético, com 6 espécies, do Cretáceo inicial ao ?Eoceno médio |
|           | |
|           | 2 espécies intermédias do Paleoceno e do Eoceno |
|           | |
|           | subgénero Plenasium, com 5 espécies, do Paleoceno ao presente |
|           | |

|  | subgénero Aurealcaulis † provavelmente parafilético, com 6 espécies, do Cretáceo inicial ao ?Eoceno médio |
|  | |
|  | 2 espécies intermédias do Paleoceno e do Eoceno                                                           |
|  | |
|  | subgénero Plenasium, com 5 espécies, do Paleoceno ao presente                                             |
|  | |

| Plenasium | \| \| subgénero Aurealcaulis † provavelmente parafilético, com 6 espécies, do Cretáceo inicial ao ?Eoceno médio \| \| \| \| \| \| 2 espécies intermédias do Paleoceno e do Eoceno \| \| \| \| \| \| subgénero Plenasium, com 5 espécies, do Paleoceno ao presente \| \| \| \| |
|           | \| \| subgénero Aurealcaulis † provavelmente parafilético, com 6 espécies, do Cretáceo inicial ao ?Eoceno médio \| \| \| \| \| \| 2 espécies intermédias do Paleoceno e do Eoceno \| \| \| \| \| \| subgénero Plenasium, com 5 espécies, do Paleoceno ao presente \| \| \| \| |
|           | Osmunda, com 7 espécies, do Paleoceno ao presente |
|           | |
|           | subgénero Aurealcaulis † provavelmente parafilético, com 6 espécies, do Cretáceo inicial ao ?Eoceno médio |
|           | |
|           | 2 espécies intermédias do Paleoceno e do Eoceno |
|           | |
|           | subgénero Plenasium, com 5 espécies, do Paleoceno ao presente |
|           | |

|  | subgénero Aurealcaulis † provavelmente parafilético, com 6 espécies, do Cretáceo inicial ao ?Eoceno médio |
|  | |
|  | 2 espécies intermédias do Paleoceno e do Eoceno                                                           |
|  | |
|  | subgénero Plenasium, com 5 espécies, do Paleoceno ao presente                                             |
|  | |

| Plenasium | \| \| subgénero Aurealcaulis † provavelmente parafilético, com 6 espécies, do Cretáceo inicial ao ?Eoceno médio \| \| \| \| \| \| 2 espécies intermédias do Paleoceno e do Eoceno \| \| \| \| \| \| subgénero Plenasium, com 5 espécies, do Paleoceno ao presente \| \| \| \| |
|           | \| \| subgénero Aurealcaulis † provavelmente parafilético, com 6 espécies, do Cretáceo inicial ao ?Eoceno médio \| \| \| \| \| \| 2 espécies intermédias do Paleoceno e do Eoceno \| \| \| \| \| \| subgénero Plenasium, com 5 espécies, do Paleoceno ao presente \| \| \| \| |
|           | Osmunda, com 7 espécies, do Paleoceno ao presente |
|           | |
|           | subgénero Aurealcaulis † provavelmente parafilético, com 6 espécies, do Cretáceo inicial ao ?Eoceno médio |
|           | |
|           | 2 espécies intermédias do Paleoceno e do Eoceno |
|           | |
|           | subgénero Plenasium, com 5 espécies, do Paleoceno ao presente |
|           | |

|  | subgénero Aurealcaulis † provavelmente parafilético, com 6 espécies, do Cretáceo inicial ao ?Eoceno médio |
|  | |
|  | 2 espécies intermédias do Paleoceno e do Eoceno                                                           |
|  | |
|  | subgénero Plenasium, com 5 espécies, do Paleoceno ao presente                                             |
|  | |

|  | Thamnopteris † mono- or parafilético, com 9 espécies, Permiano Superior |
|  |                                                                         |
|  | Chasmatopteris † monotípico, Permiano Superior                          |
|  |                                                                         |

|  | Todea 3 espécies, do Cretáceo Inferior até ao presente                        |
|  |                                                                               |
|  | Leptopteris possivelmente 5 espécies, do Cretáceo (Inferior?) até ao presente |
|  |                                                                               |

| Plenasium | \| \| subgénero Aurealcaulis † provavelmente parafilético, com 6 espécies, do Cretáceo inicial ao ?Eoceno médio \| \| \| \| \| \| 2 espécies intermédias do Paleoceno e do Eoceno \| \| \| \| \| \| subgénero Plenasium, com 5 espécies, do Paleoceno ao presente \| \| \| \| |
|           | \| \| subgénero Aurealcaulis † provavelmente parafilético, com 6 espécies, do Cretáceo inicial ao ?Eoceno médio \| \| \| \| \| \| 2 espécies intermédias do Paleoceno e do Eoceno \| \| \| \| \| \| subgénero Plenasium, com 5 espécies, do Paleoceno ao presente \| \| \| \| |
|           | Osmunda, com 7 espécies, do Paleoceno ao presente |
|           | |
|           | subgénero Aurealcaulis † provavelmente parafilético, com 6 espécies, do Cretáceo inicial ao ?Eoceno médio |
|           | |
|           | 2 espécies intermédias do Paleoceno e do Eoceno |
|           | |
|           | subgénero Plenasium, com 5 espécies, do Paleoceno ao presente |
|           | |

|  | subgénero Aurealcaulis † provavelmente parafilético, com 6 espécies, do Cretáceo inicial ao ?Eoceno médio |
|  | |
|  | 2 espécies intermédias do Paleoceno e do Eoceno                                                           |
|  | |
|  | subgénero Plenasium, com 5 espécies, do Paleoceno ao presente                                             |
|  | |

| Plenasium | \| \| subgénero Aurealcaulis † provavelmente parafilético, com 6 espécies, do Cretáceo inicial ao ?Eoceno médio \| \| \| \| \| \| 2 espécies intermédias do Paleoceno e do Eoceno \| \| \| \| \| \| subgénero Plenasium, com 5 espécies, do Paleoceno ao presente \| \| \| \| |
|           | \| \| subgénero Aurealcaulis † provavelmente parafilético, com 6 espécies, do Cretáceo inicial ao ?Eoceno médio \| \| \| \| \| \| 2 espécies intermédias do Paleoceno e do Eoceno \| \| \| \| \| \| subgénero Plenasium, com 5 espécies, do Paleoceno ao presente \| \| \| \| |
|           | Osmunda, com 7 espécies, do Paleoceno ao presente |
|           | |
|           | subgénero Aurealcaulis † provavelmente parafilético, com 6 espécies, do Cretáceo inicial ao ?Eoceno médio |
|           | |
|           | 2 espécies intermédias do Paleoceno e do Eoceno |
|           | |
|           | subgénero Plenasium, com 5 espécies, do Paleoceno ao presente |
|           | |

|  | subgénero Aurealcaulis † provavelmente parafilético, com 6 espécies, do Cretáceo inicial ao ?Eoceno médio |
|  | |
|  | 2 espécies intermédias do Paleoceno e do Eoceno                                                           |
|  | |
|  | subgénero Plenasium, com 5 espécies, do Paleoceno ao presente                                             |
|  | |

| Plenasium | \| \| subgénero Aurealcaulis † provavelmente parafilético, com 6 espécies, do Cretáceo inicial ao ?Eoceno médio \| \| \| \| \| \| 2 espécies intermédias do Paleoceno e do Eoceno \| \| \| \| \| \| subgénero Plenasium, com 5 espécies, do Paleoceno ao presente \| \| \| \| |
|           | \| \| subgénero Aurealcaulis † provavelmente parafilético, com 6 espécies, do Cretáceo inicial ao ?Eoceno médio \| \| \| \| \| \| 2 espécies intermédias do Paleoceno e do Eoceno \| \| \| \| \| \| subgénero Plenasium, com 5 espécies, do Paleoceno ao presente \| \| \| \| |
|           | Osmunda, com 7 espécies, do Paleoceno ao presente |
|           | |
|           | subgénero Aurealcaulis † provavelmente parafilético, com 6 espécies, do Cretáceo inicial ao ?Eoceno médio |
|           | |
|           | 2 espécies intermédias do Paleoceno e do Eoceno |
|           | |
|           | subgénero Plenasium, com 5 espécies, do Paleoceno ao presente |
|           | |

|  | subgénero Aurealcaulis † provavelmente parafilético, com 6 espécies, do Cretáceo inicial ao ?Eoceno médio |
|  | |
|  | 2 espécies intermédias do Paleoceno e do Eoceno                                                           |
|  | |
|  | subgénero Plenasium, com 5 espécies, do Paleoceno ao presente                                             |
|  | |

| Plenasium | \| \| subgénero Aurealcaulis † provavelmente parafilético, com 6 espécies, do Cretáceo inicial ao ?Eoceno médio \| \| \| \| \| \| 2 espécies intermédias do Paleoceno e do Eoceno \| \| \| \| \| \| subgénero Plenasium, com 5 espécies, do Paleoceno ao presente \| \| \| \| |
|           | \| \| subgénero Aurealcaulis † provavelmente parafilético, com 6 espécies, do Cretáceo inicial ao ?Eoceno médio \| \| \| \| \| \| 2 espécies intermédias do Paleoceno e do Eoceno \| \| \| \| \| \| subgénero Plenasium, com 5 espécies, do Paleoceno ao presente \| \| \| \| |
|           | Osmunda, com 7 espécies, do Paleoceno ao presente |
|           | |
|           | subgénero Aurealcaulis † provavelmente parafilético, com 6 espécies, do Cretáceo inicial ao ?Eoceno médio |
|           | |
|           | 2 espécies intermédias do Paleoceno e do Eoceno |
|           | |
|           | subgénero Plenasium, com 5 espécies, do Paleoceno ao presente |
|           | |

|  | subgénero Aurealcaulis † provavelmente parafilético, com 6 espécies, do Cretáceo inicial ao ?Eoceno médio |
|  | |
|  | 2 espécies intermédias do Paleoceno e do Eoceno                                                           |
|  | |
|  | subgénero Plenasium, com 5 espécies, do Paleoceno ao presente                                             |
|  | |

|  | Todea 3 espécies, do Cretáceo Inferior até ao presente                        |
|  |                                                                               |
|  | Leptopteris possivelmente 5 espécies, do Cretáceo (Inferior?) até ao presente |
|  |                                                                               |

| Plenasium | \| \| subgénero Aurealcaulis † provavelmente parafilético, com 6 espécies, do Cretáceo inicial ao ?Eoceno médio \| \| \| \| \| \| 2 espécies intermédias do Paleoceno e do Eoceno \| \| \| \| \| \| subgénero Plenasium, com 5 espécies, do Paleoceno ao presente \| \| \| \| |
|           | \| \| subgénero Aurealcaulis † provavelmente parafilético, com 6 espécies, do Cretáceo inicial ao ?Eoceno médio \| \| \| \| \| \| 2 espécies intermédias do Paleoceno e do Eoceno \| \| \| \| \| \| subgénero Plenasium, com 5 espécies, do Paleoceno ao presente \| \| \| \| |
|           | Osmunda, com 7 espécies, do Paleoceno ao presente |
|           | |
|           | subgénero Aurealcaulis † provavelmente parafilético, com 6 espécies, do Cretáceo inicial ao ?Eoceno médio |
|           | |
|           | 2 espécies intermédias do Paleoceno e do Eoceno |
|           | |
|           | subgénero Plenasium, com 5 espécies, do Paleoceno ao presente |
|           | |

|  | subgénero Aurealcaulis † provavelmente parafilético, com 6 espécies, do Cretáceo inicial ao ?Eoceno médio |
|  | |
|  | 2 espécies intermédias do Paleoceno e do Eoceno                                                           |
|  | |
|  | subgénero Plenasium, com 5 espécies, do Paleoceno ao presente                                             |
|  | |

| Plenasium | \| \| subgénero Aurealcaulis † provavelmente parafilético, com 6 espécies, do Cretáceo inicial ao ?Eoceno médio \| \| \| \| \| \| 2 espécies intermédias do Paleoceno e do Eoceno \| \| \| \| \| \| subgénero Plenasium, com 5 espécies, do Paleoceno ao presente \| \| \| \| |
|           | \| \| subgénero Aurealcaulis † provavelmente parafilético, com 6 espécies, do Cretáceo inicial ao ?Eoceno médio \| \| \| \| \| \| 2 espécies intermédias do Paleoceno e do Eoceno \| \| \| \| \| \| subgénero Plenasium, com 5 espécies, do Paleoceno ao presente \| \| \| \| |
|           | Osmunda, com 7 espécies, do Paleoceno ao presente |
|           | |
|           | subgénero Aurealcaulis † provavelmente parafilético, com 6 espécies, do Cretáceo inicial ao ?Eoceno médio |
|           | |
|           | 2 espécies intermédias do Paleoceno e do Eoceno |
|           | |
|           | subgénero Plenasium, com 5 espécies, do Paleoceno ao presente |
|           | |

|  | subgénero Aurealcaulis † provavelmente parafilético, com 6 espécies, do Cretáceo inicial ao ?Eoceno médio |
|  | |
|  | 2 espécies intermédias do Paleoceno e do Eoceno                                                           |
|  | |
|  | subgénero Plenasium, com 5 espécies, do Paleoceno ao presente                                             |
|  | |

| Plenasium | \| \| subgénero Aurealcaulis † provavelmente parafilético, com 6 espécies, do Cretáceo inicial ao ?Eoceno médio \| \| \| \| \| \| 2 espécies intermédias do Paleoceno e do Eoceno \| \| \| \| \| \| subgénero Plenasium, com 5 espécies, do Paleoceno ao presente \| \| \| \| |
|           | \| \| subgénero Aurealcaulis † provavelmente parafilético, com 6 espécies, do Cretáceo inicial ao ?Eoceno médio \| \| \| \| \| \| 2 espécies intermédias do Paleoceno e do Eoceno \| \| \| \| \| \| subgénero Plenasium, com 5 espécies, do Paleoceno ao presente \| \| \| \| |
|           | Osmunda, com 7 espécies, do Paleoceno ao presente |
|           | |
|           | subgénero Aurealcaulis † provavelmente parafilético, com 6 espécies, do Cretáceo inicial ao ?Eoceno médio |
|           | |
|           | 2 espécies intermédias do Paleoceno e do Eoceno |
|           | |
|           | subgénero Plenasium, com 5 espécies, do Paleoceno ao presente |
|           | |

|  | subgénero Aurealcaulis † provavelmente parafilético, com 6 espécies, do Cretáceo inicial ao ?Eoceno médio |
|  | |
|  | 2 espécies intermédias do Paleoceno e do Eoceno                                                           |
|  | |
|  | subgénero Plenasium, com 5 espécies, do Paleoceno ao presente                                             |
|  | |

| Plenasium | \| \| subgénero Aurealcaulis † provavelmente parafilético, com 6 espécies, do Cretáceo inicial ao ?Eoceno médio \| \| \| \| \| \| 2 espécies intermédias do Paleoceno e do Eoceno \| \| \| \| \| \| subgénero Plenasium, com 5 espécies, do Paleoceno ao presente \| \| \| \| |
|           | \| \| subgénero Aurealcaulis † provavelmente parafilético, com 6 espécies, do Cretáceo inicial ao ?Eoceno médio \| \| \| \| \| \| 2 espécies intermédias do Paleoceno e do Eoceno \| \| \| \| \| \| subgénero Plenasium, com 5 espécies, do Paleoceno ao presente \| \| \| \| |
|           | Osmunda, com 7 espécies, do Paleoceno ao presente |
|           | |
|           | subgénero Aurealcaulis † provavelmente parafilético, com 6 espécies, do Cretáceo inicial ao ?Eoceno médio |
|           | |
|           | 2 espécies intermédias do Paleoceno e do Eoceno |
|           | |
|           | subgénero Plenasium, com 5 espécies, do Paleoceno ao presente |
|           | |

|  | subgénero Aurealcaulis † provavelmente parafilético, com 6 espécies, do Cretáceo inicial ao ?Eoceno médio |
|  | |
|  | 2 espécies intermédias do Paleoceno e do Eoceno                                                           |
|  | |
|  | subgénero Plenasium, com 5 espécies, do Paleoceno ao presente                                             |
|  | |

|  | Todea 3 espécies, do Cretáceo Inferior até ao presente                        |
|  |                                                                               |
|  | Leptopteris possivelmente 5 espécies, do Cretáceo (Inferior?) até ao presente |
|  |                                                                               |

| Plenasium | \| \| subgénero Aurealcaulis † provavelmente parafilético, com 6 espécies, do Cretáceo inicial ao ?Eoceno médio \| \| \| \| \| \| 2 espécies intermédias do Paleoceno e do Eoceno \| \| \| \| \| \| subgénero Plenasium, com 5 espécies, do Paleoceno ao presente \| \| \| \| |
|           | \| \| subgénero Aurealcaulis † provavelmente parafilético, com 6 espécies, do Cretáceo inicial ao ?Eoceno médio \| \| \| \| \| \| 2 espécies intermédias do Paleoceno e do Eoceno \| \| \| \| \| \| subgénero Plenasium, com 5 espécies, do Paleoceno ao presente \| \| \| \| |
|           | Osmunda, com 7 espécies, do Paleoceno ao presente |
|           | |
|           | subgénero Aurealcaulis † provavelmente parafilético, com 6 espécies, do Cretáceo inicial ao ?Eoceno médio |
|           | |
|           | 2 espécies intermédias do Paleoceno e do Eoceno |
|           | |
|           | subgénero Plenasium, com 5 espécies, do Paleoceno ao presente |
|           | |

|  | subgénero Aurealcaulis † provavelmente parafilético, com 6 espécies, do Cretáceo inicial ao ?Eoceno médio |
|  | |
|  | 2 espécies intermédias do Paleoceno e do Eoceno                                                           |
|  | |
|  | subgénero Plenasium, com 5 espécies, do Paleoceno ao presente                                             |
|  | |

| Plenasium | \| \| subgénero Aurealcaulis † provavelmente parafilético, com 6 espécies, do Cretáceo inicial ao ?Eoceno médio \| \| \| \| \| \| 2 espécies intermédias do Paleoceno e do Eoceno \| \| \| \| \| \| subgénero Plenasium, com 5 espécies, do Paleoceno ao presente \| \| \| \| |
|           | \| \| subgénero Aurealcaulis † provavelmente parafilético, com 6 espécies, do Cretáceo inicial ao ?Eoceno médio \| \| \| \| \| \| 2 espécies intermédias do Paleoceno e do Eoceno \| \| \| \| \| \| subgénero Plenasium, com 5 espécies, do Paleoceno ao presente \| \| \| \| |
|           | Osmunda, com 7 espécies, do Paleoceno ao presente |
|           | |
|           | subgénero Aurealcaulis † provavelmente parafilético, com 6 espécies, do Cretáceo inicial ao ?Eoceno médio |
|           | |
|           | 2 espécies intermédias do Paleoceno e do Eoceno |
|           | |
|           | subgénero Plenasium, com 5 espécies, do Paleoceno ao presente |
|           | |

|  | subgénero Aurealcaulis † provavelmente parafilético, com 6 espécies, do Cretáceo inicial ao ?Eoceno médio |
|  | |
|  | 2 espécies intermédias do Paleoceno e do Eoceno                                                           |
|  | |
|  | subgénero Plenasium, com 5 espécies, do Paleoceno ao presente                                             |
|  | |

| Plenasium | \| \| subgénero Aurealcaulis † provavelmente parafilético, com 6 espécies, do Cretáceo inicial ao ?Eoceno médio \| \| \| \| \| \| 2 espécies intermédias do Paleoceno e do Eoceno \| \| \| \| \| \| subgénero Plenasium, com 5 espécies, do Paleoceno ao presente \| \| \| \| |
|           | \| \| subgénero Aurealcaulis † provavelmente parafilético, com 6 espécies, do Cretáceo inicial ao ?Eoceno médio \| \| \| \| \| \| 2 espécies intermédias do Paleoceno e do Eoceno \| \| \| \| \| \| subgénero Plenasium, com 5 espécies, do Paleoceno ao presente \| \| \| \| |
|           | Osmunda, com 7 espécies, do Paleoceno ao presente |
|           | |
|           | subgénero Aurealcaulis † provavelmente parafilético, com 6 espécies, do Cretáceo inicial ao ?Eoceno médio |
|           | |
|           | 2 espécies intermédias do Paleoceno e do Eoceno |
|           | |
|           | subgénero Plenasium, com 5 espécies, do Paleoceno ao presente |
|           | |

|  | subgénero Aurealcaulis † provavelmente parafilético, com 6 espécies, do Cretáceo inicial ao ?Eoceno médio |
|  | |
|  | 2 espécies intermédias do Paleoceno e do Eoceno                                                           |
|  | |
|  | subgénero Plenasium, com 5 espécies, do Paleoceno ao presente                                             |
|  | |

| Plenasium | \| \| subgénero Aurealcaulis † provavelmente parafilético, com 6 espécies, do Cretáceo inicial ao ?Eoceno médio \| \| \| \| \| \| 2 espécies intermédias do Paleoceno e do Eoceno \| \| \| \| \| \| subgénero Plenasium, com 5 espécies, do Paleoceno ao presente \| \| \| \| |
|           | \| \| subgénero Aurealcaulis † provavelmente parafilético, com 6 espécies, do Cretáceo inicial ao ?Eoceno médio \| \| \| \| \| \| 2 espécies intermédias do Paleoceno e do Eoceno \| \| \| \| \| \| subgénero Plenasium, com 5 espécies, do Paleoceno ao presente \| \| \| \| |
|           | Osmunda, com 7 espécies, do Paleoceno ao presente |
|           | |
|           | subgénero Aurealcaulis † provavelmente parafilético, com 6 espécies, do Cretáceo inicial ao ?Eoceno médio |
|           | |
|           | 2 espécies intermédias do Paleoceno e do Eoceno |
|           | |
|           | subgénero Plenasium, com 5 espécies, do Paleoceno ao presente |
|           | |

|  | subgénero Aurealcaulis † provavelmente parafilético, com 6 espécies, do Cretáceo inicial ao ?Eoceno médio |
|  | |
|  | 2 espécies intermédias do Paleoceno e do Eoceno                                                           |
|  | |
|  | subgénero Plenasium, com 5 espécies, do Paleoceno ao presente                                             |
|  | |

|  | Todea 3 espécies, do Cretáceo Inferior até ao presente                        |
|  |                                                                               |
|  | Leptopteris possivelmente 5 espécies, do Cretáceo (Inferior?) até ao presente |
|  |                                                                               |

| Plenasium | \| \| subgénero Aurealcaulis † provavelmente parafilético, com 6 espécies, do Cretáceo inicial ao ?Eoceno médio \| \| \| \| \| \| 2 espécies intermédias do Paleoceno e do Eoceno \| \| \| \| \| \| subgénero Plenasium, com 5 espécies, do Paleoceno ao presente \| \| \| \| |
|           | \| \| subgénero Aurealcaulis † provavelmente parafilético, com 6 espécies, do Cretáceo inicial ao ?Eoceno médio \| \| \| \| \| \| 2 espécies intermédias do Paleoceno e do Eoceno \| \| \| \| \| \| subgénero Plenasium, com 5 espécies, do Paleoceno ao presente \| \| \| \| |
|           | Osmunda, com 7 espécies, do Paleoceno ao presente |
|           | |
|           | subgénero Aurealcaulis † provavelmente parafilético, com 6 espécies, do Cretáceo inicial ao ?Eoceno médio |
|           | |
|           | 2 espécies intermédias do Paleoceno e do Eoceno |
|           | |
|           | subgénero Plenasium, com 5 espécies, do Paleoceno ao presente |
|           | |

|  | subgénero Aurealcaulis † provavelmente parafilético, com 6 espécies, do Cretáceo inicial ao ?Eoceno médio |
|  | |
|  | 2 espécies intermédias do Paleoceno e do Eoceno                                                           |
|  | |
|  | subgénero Plenasium, com 5 espécies, do Paleoceno ao presente                                             |
|  | |

| Plenasium | \| \| subgénero Aurealcaulis † provavelmente parafilético, com 6 espécies, do Cretáceo inicial ao ?Eoceno médio \| \| \| \| \| \| 2 espécies intermédias do Paleoceno e do Eoceno \| \| \| \| \| \| subgénero Plenasium, com 5 espécies, do Paleoceno ao presente \| \| \| \| |
|           | \| \| subgénero Aurealcaulis † provavelmente parafilético, com 6 espécies, do Cretáceo inicial ao ?Eoceno médio \| \| \| \| \| \| 2 espécies intermédias do Paleoceno e do Eoceno \| \| \| \| \| \| subgénero Plenasium, com 5 espécies, do Paleoceno ao presente \| \| \| \| |
|           | Osmunda, com 7 espécies, do Paleoceno ao presente |
|           | |
|           | subgénero Aurealcaulis † provavelmente parafilético, com 6 espécies, do Cretáceo inicial ao ?Eoceno médio |
|           | |
|           | 2 espécies intermédias do Paleoceno e do Eoceno |
|           | |
|           | subgénero Plenasium, com 5 espécies, do Paleoceno ao presente |
|           | |

|  | subgénero Aurealcaulis † provavelmente parafilético, com 6 espécies, do Cretáceo inicial ao ?Eoceno médio |
|  | |
|  | 2 espécies intermédias do Paleoceno e do Eoceno                                                           |
|  | |
|  | subgénero Plenasium, com 5 espécies, do Paleoceno ao presente                                             |
|  | |

| Plenasium | \| \| subgénero Aurealcaulis † provavelmente parafilético, com 6 espécies, do Cretáceo inicial ao ?Eoceno médio \| \| \| \| \| \| 2 espécies intermédias do Paleoceno e do Eoceno \| \| \| \| \| \| subgénero Plenasium, com 5 espécies, do Paleoceno ao presente \| \| \| \| |
|           | \| \| subgénero Aurealcaulis † provavelmente parafilético, com 6 espécies, do Cretáceo inicial ao ?Eoceno médio \| \| \| \| \| \| 2 espécies intermédias do Paleoceno e do Eoceno \| \| \| \| \| \| subgénero Plenasium, com 5 espécies, do Paleoceno ao presente \| \| \| \| |
|           | Osmunda, com 7 espécies, do Paleoceno ao presente |
|           | |
|           | subgénero Aurealcaulis † provavelmente parafilético, com 6 espécies, do Cretáceo inicial ao ?Eoceno médio |
|           | |
|           | 2 espécies intermédias do Paleoceno e do Eoceno |
|           | |
|           | subgénero Plenasium, com 5 espécies, do Paleoceno ao presente |
|           | |

|  | subgénero Aurealcaulis † provavelmente parafilético, com 6 espécies, do Cretáceo inicial ao ?Eoceno médio |
|  | |
|  | 2 espécies intermédias do Paleoceno e do Eoceno                                                           |
|  | |
|  | subgénero Plenasium, com 5 espécies, do Paleoceno ao presente                                             |
|  | |

| Plenasium | \| \| subgénero Aurealcaulis † provavelmente parafilético, com 6 espécies, do Cretáceo inicial ao ?Eoceno médio \| \| \| \| \| \| 2 espécies intermédias do Paleoceno e do Eoceno \| \| \| \| \| \| subgénero Plenasium, com 5 espécies, do Paleoceno ao presente \| \| \| \| |
|           | \| \| subgénero Aurealcaulis † provavelmente parafilético, com 6 espécies, do Cretáceo inicial ao ?Eoceno médio \| \| \| \| \| \| 2 espécies intermédias do Paleoceno e do Eoceno \| \| \| \| \| \| subgénero Plenasium, com 5 espécies, do Paleoceno ao presente \| \| \| \| |
|           | Osmunda, com 7 espécies, do Paleoceno ao presente |
|           | |
|           | subgénero Aurealcaulis † provavelmente parafilético, com 6 espécies, do Cretáceo inicial ao ?Eoceno médio |
|           | |
|           | 2 espécies intermédias do Paleoceno e do Eoceno |
|           | |
|           | subgénero Plenasium, com 5 espécies, do Paleoceno ao presente |
|           | |

|  | subgénero Aurealcaulis † provavelmente parafilético, com 6 espécies, do Cretáceo inicial ao ?Eoceno médio |
|  | |
|  | 2 espécies intermédias do Paleoceno e do Eoceno                                                           |
|  | |
|  | subgénero Plenasium, com 5 espécies, do Paleoceno ao presente                                             |
|  | |

|  | Todea 3 espécies, do Cretáceo Inferior até ao presente                        |
|  |                                                                               |
|  | Leptopteris possivelmente 5 espécies, do Cretáceo (Inferior?) até ao presente |
|  |                                                                               |

| Plenasium | \| \| subgénero Aurealcaulis † provavelmente parafilético, com 6 espécies, do Cretáceo inicial ao ?Eoceno médio \| \| \| \| \| \| 2 espécies intermédias do Paleoceno e do Eoceno \| \| \| \| \| \| subgénero Plenasium, com 5 espécies, do Paleoceno ao presente \| \| \| \| |
|           | \| \| subgénero Aurealcaulis † provavelmente parafilético, com 6 espécies, do Cretáceo inicial ao ?Eoceno médio \| \| \| \| \| \| 2 espécies intermédias do Paleoceno e do Eoceno \| \| \| \| \| \| subgénero Plenasium, com 5 espécies, do Paleoceno ao presente \| \| \| \| |
|           | Osmunda, com 7 espécies, do Paleoceno ao presente |
|           | |
|           | subgénero Aurealcaulis † provavelmente parafilético, com 6 espécies, do Cretáceo inicial ao ?Eoceno médio |
|           | |
|           | 2 espécies intermédias do Paleoceno e do Eoceno |
|           | |
|           | subgénero Plenasium, com 5 espécies, do Paleoceno ao presente |
|           | |

|  | subgénero Aurealcaulis † provavelmente parafilético, com 6 espécies, do Cretáceo inicial ao ?Eoceno médio |
|  | |
|  | 2 espécies intermédias do Paleoceno e do Eoceno                                                           |
|  | |
|  | subgénero Plenasium, com 5 espécies, do Paleoceno ao presente                                             |
|  | |

| Plenasium | \| \| subgénero Aurealcaulis † provavelmente parafilético, com 6 espécies, do Cretáceo inicial ao ?Eoceno médio \| \| \| \| \| \| 2 espécies intermédias do Paleoceno e do Eoceno \| \| \| \| \| \| subgénero Plenasium, com 5 espécies, do Paleoceno ao presente \| \| \| \| |
|           | \| \| subgénero Aurealcaulis † provavelmente parafilético, com 6 espécies, do Cretáceo inicial ao ?Eoceno médio \| \| \| \| \| \| 2 espécies intermédias do Paleoceno e do Eoceno \| \| \| \| \| \| subgénero Plenasium, com 5 espécies, do Paleoceno ao presente \| \| \| \| |
|           | Osmunda, com 7 espécies, do Paleoceno ao presente |
|           | |
|           | subgénero Aurealcaulis † provavelmente parafilético, com 6 espécies, do Cretáceo inicial ao ?Eoceno médio |
|           | |
|           | 2 espécies intermédias do Paleoceno e do Eoceno |
|           | |
|           | subgénero Plenasium, com 5 espécies, do Paleoceno ao presente |
|           | |

|  | subgénero Aurealcaulis † provavelmente parafilético, com 6 espécies, do Cretáceo inicial ao ?Eoceno médio |
|  | |
|  | 2 espécies intermédias do Paleoceno e do Eoceno                                                           |
|  | |
|  | subgénero Plenasium, com 5 espécies, do Paleoceno ao presente                                             |
|  | |

| Plenasium | \| \| subgénero Aurealcaulis † provavelmente parafilético, com 6 espécies, do Cretáceo inicial ao ?Eoceno médio \| \| \| \| \| \| 2 espécies intermédias do Paleoceno e do Eoceno \| \| \| \| \| \| subgénero Plenasium, com 5 espécies, do Paleoceno ao presente \| \| \| \| |
|           | \| \| subgénero Aurealcaulis † provavelmente parafilético, com 6 espécies, do Cretáceo inicial ao ?Eoceno médio \| \| \| \| \| \| 2 espécies intermédias do Paleoceno e do Eoceno \| \| \| \| \| \| subgénero Plenasium, com 5 espécies, do Paleoceno ao presente \| \| \| \| |
|           | Osmunda, com 7 espécies, do Paleoceno ao presente |
|           | |
|           | subgénero Aurealcaulis † provavelmente parafilético, com 6 espécies, do Cretáceo inicial ao ?Eoceno médio |
|           | |
|           | 2 espécies intermédias do Paleoceno e do Eoceno |
|           | |
|           | subgénero Plenasium, com 5 espécies, do Paleoceno ao presente |
|           | |

|  | subgénero Aurealcaulis † provavelmente parafilético, com 6 espécies, do Cretáceo inicial ao ?Eoceno médio |
|  | |
|  | 2 espécies intermédias do Paleoceno e do Eoceno                                                           |
|  | |
|  | subgénero Plenasium, com 5 espécies, do Paleoceno ao presente                                             |
|  | |

| Plenasium | \| \| subgénero Aurealcaulis † provavelmente parafilético, com 6 espécies, do Cretáceo inicial ao ?Eoceno médio \| \| \| \| \| \| 2 espécies intermédias do Paleoceno e do Eoceno \| \| \| \| \| \| subgénero Plenasium, com 5 espécies, do Paleoceno ao presente \| \| \| \| |
|           | \| \| subgénero Aurealcaulis † provavelmente parafilético, com 6 espécies, do Cretáceo inicial ao ?Eoceno médio \| \| \| \| \| \| 2 espécies intermédias do Paleoceno e do Eoceno \| \| \| \| \| \| subgénero Plenasium, com 5 espécies, do Paleoceno ao presente \| \| \| \| |
|           | Osmunda, com 7 espécies, do Paleoceno ao presente |
|           | |
|           | subgénero Aurealcaulis † provavelmente parafilético, com 6 espécies, do Cretáceo inicial ao ?Eoceno médio |
|           | |
|           | 2 espécies intermédias do Paleoceno e do Eoceno |
|           | |
|           | subgénero Plenasium, com 5 espécies, do Paleoceno ao presente |
|           | |

|  | subgénero Aurealcaulis † provavelmente parafilético, com 6 espécies, do Cretáceo inicial ao ?Eoceno médio |
|  | |
|  | 2 espécies intermédias do Paleoceno e do Eoceno                                                           |
|  | |
|  | subgénero Plenasium, com 5 espécies, do Paleoceno ao presente                                             |
|  | |

|  | Todea 3 espécies, do Cretáceo Inferior até ao presente                        |
|  |                                                                               |
|  | Leptopteris possivelmente 5 espécies, do Cretáceo (Inferior?) até ao presente |
|  |                                                                               |

| Plenasium | \| \| subgénero Aurealcaulis † provavelmente parafilético, com 6 espécies, do Cretáceo inicial ao ?Eoceno médio \| \| \| \| \| \| 2 espécies intermédias do Paleoceno e do Eoceno \| \| \| \| \| \| subgénero Plenasium, com 5 espécies, do Paleoceno ao presente \| \| \| \| |
|           | \| \| subgénero Aurealcaulis † provavelmente parafilético, com 6 espécies, do Cretáceo inicial ao ?Eoceno médio \| \| \| \| \| \| 2 espécies intermédias do Paleoceno e do Eoceno \| \| \| \| \| \| subgénero Plenasium, com 5 espécies, do Paleoceno ao presente \| \| \| \| |
|           | Osmunda, com 7 espécies, do Paleoceno ao presente |
|           | |
|           | subgénero Aurealcaulis † provavelmente parafilético, com 6 espécies, do Cretáceo inicial ao ?Eoceno médio |
|           | |
|           | 2 espécies intermédias do Paleoceno e do Eoceno |
|           | |
|           | subgénero Plenasium, com 5 espécies, do Paleoceno ao presente |
|           | |

|  | subgénero Aurealcaulis † provavelmente parafilético, com 6 espécies, do Cretáceo inicial ao ?Eoceno médio |
|  | |
|  | 2 espécies intermédias do Paleoceno e do Eoceno                                                           |
|  | |
|  | subgénero Plenasium, com 5 espécies, do Paleoceno ao presente                                             |
|  | |

| Plenasium | \| \| subgénero Aurealcaulis † provavelmente parafilético, com 6 espécies, do Cretáceo inicial ao ?Eoceno médio \| \| \| \| \| \| 2 espécies intermédias do Paleoceno e do Eoceno \| \| \| \| \| \| subgénero Plenasium, com 5 espécies, do Paleoceno ao presente \| \| \| \| |
|           | \| \| subgénero Aurealcaulis † provavelmente parafilético, com 6 espécies, do Cretáceo inicial ao ?Eoceno médio \| \| \| \| \| \| 2 espécies intermédias do Paleoceno e do Eoceno \| \| \| \| \| \| subgénero Plenasium, com 5 espécies, do Paleoceno ao presente \| \| \| \| |
|           | Osmunda, com 7 espécies, do Paleoceno ao presente |
|           | |
|           | subgénero Aurealcaulis † provavelmente parafilético, com 6 espécies, do Cretáceo inicial ao ?Eoceno médio |
|           | |
|           | 2 espécies intermédias do Paleoceno e do Eoceno |
|           | |
|           | subgénero Plenasium, com 5 espécies, do Paleoceno ao presente |
|           | |

|  | subgénero Aurealcaulis † provavelmente parafilético, com 6 espécies, do Cretáceo inicial ao ?Eoceno médio |
|  | |
|  | 2 espécies intermédias do Paleoceno e do Eoceno                                                           |
|  | |
|  | subgénero Plenasium, com 5 espécies, do Paleoceno ao presente                                             |
|  | |

| Plenasium | \| \| subgénero Aurealcaulis † provavelmente parafilético, com 6 espécies, do Cretáceo inicial ao ?Eoceno médio \| \| \| \| \| \| 2 espécies intermédias do Paleoceno e do Eoceno \| \| \| \| \| \| subgénero Plenasium, com 5 espécies, do Paleoceno ao presente \| \| \| \| |
|           | \| \| subgénero Aurealcaulis † provavelmente parafilético, com 6 espécies, do Cretáceo inicial ao ?Eoceno médio \| \| \| \| \| \| 2 espécies intermédias do Paleoceno e do Eoceno \| \| \| \| \| \| subgénero Plenasium, com 5 espécies, do Paleoceno ao presente \| \| \| \| |
|           | Osmunda, com 7 espécies, do Paleoceno ao presente |
|           | |
|           | subgénero Aurealcaulis † provavelmente parafilético, com 6 espécies, do Cretáceo inicial ao ?Eoceno médio |
|           | |
|           | 2 espécies intermédias do Paleoceno e do Eoceno |
|           | |
|           | subgénero Plenasium, com 5 espécies, do Paleoceno ao presente |
|           | |

|  | subgénero Aurealcaulis † provavelmente parafilético, com 6 espécies, do Cretáceo inicial ao ?Eoceno médio |
|  | |
|  | 2 espécies intermédias do Paleoceno e do Eoceno                                                           |
|  | |
|  | subgénero Plenasium, com 5 espécies, do Paleoceno ao presente                                             |
|  | |

| Plenasium | \| \| subgénero Aurealcaulis † provavelmente parafilético, com 6 espécies, do Cretáceo inicial ao ?Eoceno médio \| \| \| \| \| \| 2 espécies intermédias do Paleoceno e do Eoceno \| \| \| \| \| \| subgénero Plenasium, com 5 espécies, do Paleoceno ao presente \| \| \| \| |
|           | \| \| subgénero Aurealcaulis † provavelmente parafilético, com 6 espécies, do Cretáceo inicial ao ?Eoceno médio \| \| \| \| \| \| 2 espécies intermédias do Paleoceno e do Eoceno \| \| \| \| \| \| subgénero Plenasium, com 5 espécies, do Paleoceno ao presente \| \| \| \| |
|           | Osmunda, com 7 espécies, do Paleoceno ao presente |
|           | |
|           | subgénero Aurealcaulis † provavelmente parafilético, com 6 espécies, do Cretáceo inicial ao ?Eoceno médio |
|           | |
|           | 2 espécies intermédias do Paleoceno e do Eoceno |
|           | |
|           | subgénero Plenasium, com 5 espécies, do Paleoceno ao presente |
|           | |

|  | subgénero Aurealcaulis † provavelmente parafilético, com 6 espécies, do Cretáceo inicial ao ?Eoceno médio |
|  | |
|  | 2 espécies intermédias do Paleoceno e do Eoceno                                                           |
|  | |
|  | subgénero Plenasium, com 5 espécies, do Paleoceno ao presente                                             |
|  | |

|  | Todea 3 espécies, do Cretáceo Inferior até ao presente                        |
|  |                                                                               |
|  | Leptopteris possivelmente 5 espécies, do Cretáceo (Inferior?) até ao presente |
|  |                                                                               |

| Plenasium | \| \| subgénero Aurealcaulis † provavelmente parafilético, com 6 espécies, do Cretáceo inicial ao ?Eoceno médio \| \| \| \| \| \| 2 espécies intermédias do Paleoceno e do Eoceno \| \| \| \| \| \| subgénero Plenasium, com 5 espécies, do Paleoceno ao presente \| \| \| \| |
|           | \| \| subgénero Aurealcaulis † provavelmente parafilético, com 6 espécies, do Cretáceo inicial ao ?Eoceno médio \| \| \| \| \| \| 2 espécies intermédias do Paleoceno e do Eoceno \| \| \| \| \| \| subgénero Plenasium, com 5 espécies, do Paleoceno ao presente \| \| \| \| |
|           | Osmunda, com 7 espécies, do Paleoceno ao presente |
|           | |
|           | subgénero Aurealcaulis † provavelmente parafilético, com 6 espécies, do Cretáceo inicial ao ?Eoceno médio |
|           | |
|           | 2 espécies intermédias do Paleoceno e do Eoceno |
|           | |
|           | subgénero Plenasium, com 5 espécies, do Paleoceno ao presente |
|           | |

|  | subgénero Aurealcaulis † provavelmente parafilético, com 6 espécies, do Cretáceo inicial ao ?Eoceno médio |
|  | |
|  | 2 espécies intermédias do Paleoceno e do Eoceno                                                           |
|  | |
|  | subgénero Plenasium, com 5 espécies, do Paleoceno ao presente                                             |
|  | |

| Plenasium | \| \| subgénero Aurealcaulis † provavelmente parafilético, com 6 espécies, do Cretáceo inicial ao ?Eoceno médio \| \| \| \| \| \| 2 espécies intermédias do Paleoceno e do Eoceno \| \| \| \| \| \| subgénero Plenasium, com 5 espécies, do Paleoceno ao presente \| \| \| \| |
|           | \| \| subgénero Aurealcaulis † provavelmente parafilético, com 6 espécies, do Cretáceo inicial ao ?Eoceno médio \| \| \| \| \| \| 2 espécies intermédias do Paleoceno e do Eoceno \| \| \| \| \| \| subgénero Plenasium, com 5 espécies, do Paleoceno ao presente \| \| \| \| |
|           | Osmunda, com 7 espécies, do Paleoceno ao presente |
|           | |
|           | subgénero Aurealcaulis † provavelmente parafilético, com 6 espécies, do Cretáceo inicial ao ?Eoceno médio |
|           | |
|           | 2 espécies intermédias do Paleoceno e do Eoceno |
|           | |
|           | subgénero Plenasium, com 5 espécies, do Paleoceno ao presente |
|           | |

|  | subgénero Aurealcaulis † provavelmente parafilético, com 6 espécies, do Cretáceo inicial ao ?Eoceno médio |
|  | |
|  | 2 espécies intermédias do Paleoceno e do Eoceno                                                           |
|  | |
|  | subgénero Plenasium, com 5 espécies, do Paleoceno ao presente                                             |
|  | |

| Plenasium | \| \| subgénero Aurealcaulis † provavelmente parafilético, com 6 espécies, do Cretáceo inicial ao ?Eoceno médio \| \| \| \| \| \| 2 espécies intermédias do Paleoceno e do Eoceno \| \| \| \| \| \| subgénero Plenasium, com 5 espécies, do Paleoceno ao presente \| \| \| \| |
|           | \| \| subgénero Aurealcaulis † provavelmente parafilético, com 6 espécies, do Cretáceo inicial ao ?Eoceno médio \| \| \| \| \| \| 2 espécies intermédias do Paleoceno e do Eoceno \| \| \| \| \| \| subgénero Plenasium, com 5 espécies, do Paleoceno ao presente \| \| \| \| |
|           | Osmunda, com 7 espécies, do Paleoceno ao presente |
|           | |
|           | subgénero Aurealcaulis † provavelmente parafilético, com 6 espécies, do Cretáceo inicial ao ?Eoceno médio |
|           | |
|           | 2 espécies intermédias do Paleoceno e do Eoceno |
|           | |
|           | subgénero Plenasium, com 5 espécies, do Paleoceno ao presente |
|           | |

|  | subgénero Aurealcaulis † provavelmente parafilético, com 6 espécies, do Cretáceo inicial ao ?Eoceno médio |
|  | |
|  | 2 espécies intermédias do Paleoceno e do Eoceno                                                           |
|  | |
|  | subgénero Plenasium, com 5 espécies, do Paleoceno ao presente                                             |
|  | |

| Plenasium | \| \| subgénero Aurealcaulis † provavelmente parafilético, com 6 espécies, do Cretáceo inicial ao ?Eoceno médio \| \| \| \| \| \| 2 espécies intermédias do Paleoceno e do Eoceno \| \| \| \| \| \| subgénero Plenasium, com 5 espécies, do Paleoceno ao presente \| \| \| \| |
|           | \| \| subgénero Aurealcaulis † provavelmente parafilético, com 6 espécies, do Cretáceo inicial ao ?Eoceno médio \| \| \| \| \| \| 2 espécies intermédias do Paleoceno e do Eoceno \| \| \| \| \| \| subgénero Plenasium, com 5 espécies, do Paleoceno ao presente \| \| \| \| |
|           | Osmunda, com 7 espécies, do Paleoceno ao presente |
|           | |
|           | subgénero Aurealcaulis † provavelmente parafilético, com 6 espécies, do Cretáceo inicial ao ?Eoceno médio |
|           | |
|           | 2 espécies intermédias do Paleoceno e do Eoceno |
|           | |
|           | subgénero Plenasium, com 5 espécies, do Paleoceno ao presente |
|           | |

|  | subgénero Aurealcaulis † provavelmente parafilético, com 6 espécies, do Cretáceo inicial ao ?Eoceno médio |
|  | |
|  | 2 espécies intermédias do Paleoceno e do Eoceno                                                           |
|  | |
|  | subgénero Plenasium, com 5 espécies, do Paleoceno ao presente                                             |
|  | |

|  | Todea 3 espécies, do Cretáceo Inferior até ao presente                        |
|  |                                                                               |
|  | Leptopteris possivelmente 5 espécies, do Cretáceo (Inferior?) até ao presente |
|  |                                                                               |

| Plenasium | \| \| subgénero Aurealcaulis † provavelmente parafilético, com 6 espécies, do Cretáceo inicial ao ?Eoceno médio \| \| \| \| \| \| 2 espécies intermédias do Paleoceno e do Eoceno \| \| \| \| \| \| subgénero Plenasium, com 5 espécies, do Paleoceno ao presente \| \| \| \| |
|           | \| \| subgénero Aurealcaulis † provavelmente parafilético, com 6 espécies, do Cretáceo inicial ao ?Eoceno médio \| \| \| \| \| \| 2 espécies intermédias do Paleoceno e do Eoceno \| \| \| \| \| \| subgénero Plenasium, com 5 espécies, do Paleoceno ao presente \| \| \| \| |
|           | Osmunda, com 7 espécies, do Paleoceno ao presente |
|           | |
|           | subgénero Aurealcaulis † provavelmente parafilético, com 6 espécies, do Cretáceo inicial ao ?Eoceno médio |
|           | |
|           | 2 espécies intermédias do Paleoceno e do Eoceno |
|           | |
|           | subgénero Plenasium, com 5 espécies, do Paleoceno ao presente |
|           | |

|  | subgénero Aurealcaulis † provavelmente parafilético, com 6 espécies, do Cretáceo inicial ao ?Eoceno médio |
|  | |
|  | 2 espécies intermédias do Paleoceno e do Eoceno                                                           |
|  | |
|  | subgénero Plenasium, com 5 espécies, do Paleoceno ao presente                                             |
|  | |

| Plenasium | \| \| subgénero Aurealcaulis † provavelmente parafilético, com 6 espécies, do Cretáceo inicial ao ?Eoceno médio \| \| \| \| \| \| 2 espécies intermédias do Paleoceno e do Eoceno \| \| \| \| \| \| subgénero Plenasium, com 5 espécies, do Paleoceno ao presente \| \| \| \| |
|           | \| \| subgénero Aurealcaulis † provavelmente parafilético, com 6 espécies, do Cretáceo inicial ao ?Eoceno médio \| \| \| \| \| \| 2 espécies intermédias do Paleoceno e do Eoceno \| \| \| \| \| \| subgénero Plenasium, com 5 espécies, do Paleoceno ao presente \| \| \| \| |
|           | Osmunda, com 7 espécies, do Paleoceno ao presente |
|           | |
|           | subgénero Aurealcaulis † provavelmente parafilético, com 6 espécies, do Cretáceo inicial ao ?Eoceno médio |
|           | |
|           | 2 espécies intermédias do Paleoceno e do Eoceno |
|           | |
|           | subgénero Plenasium, com 5 espécies, do Paleoceno ao presente |
|           | |

|  | subgénero Aurealcaulis † provavelmente parafilético, com 6 espécies, do Cretáceo inicial ao ?Eoceno médio |
|  | |
|  | 2 espécies intermédias do Paleoceno e do Eoceno                                                           |
|  | |
|  | subgénero Plenasium, com 5 espécies, do Paleoceno ao presente                                             |
|  | |

| Plenasium | \| \| subgénero Aurealcaulis † provavelmente parafilético, com 6 espécies, do Cretáceo inicial ao ?Eoceno médio \| \| \| \| \| \| 2 espécies intermédias do Paleoceno e do Eoceno \| \| \| \| \| \| subgénero Plenasium, com 5 espécies, do Paleoceno ao presente \| \| \| \| |
|           | \| \| subgénero Aurealcaulis † provavelmente parafilético, com 6 espécies, do Cretáceo inicial ao ?Eoceno médio \| \| \| \| \| \| 2 espécies intermédias do Paleoceno e do Eoceno \| \| \| \| \| \| subgénero Plenasium, com 5 espécies, do Paleoceno ao presente \| \| \| \| |
|           | Osmunda, com 7 espécies, do Paleoceno ao presente |
|           | |
|           | subgénero Aurealcaulis † provavelmente parafilético, com 6 espécies, do Cretáceo inicial ao ?Eoceno médio |
|           | |
|           | 2 espécies intermédias do Paleoceno e do Eoceno |
|           | |
|           | subgénero Plenasium, com 5 espécies, do Paleoceno ao presente |
|           | |

|  | subgénero Aurealcaulis † provavelmente parafilético, com 6 espécies, do Cretáceo inicial ao ?Eoceno médio |
|  | |
|  | 2 espécies intermédias do Paleoceno e do Eoceno                                                           |
|  | |
|  | subgénero Plenasium, com 5 espécies, do Paleoceno ao presente                                             |
|  | |

| Plenasium | \| \| subgénero Aurealcaulis † provavelmente parafilético, com 6 espécies, do Cretáceo inicial ao ?Eoceno médio \| \| \| \| \| \| 2 espécies intermédias do Paleoceno e do Eoceno \| \| \| \| \| \| subgénero Plenasium, com 5 espécies, do Paleoceno ao presente \| \| \| \| |
|           | \| \| subgénero Aurealcaulis † provavelmente parafilético, com 6 espécies, do Cretáceo inicial ao ?Eoceno médio \| \| \| \| \| \| 2 espécies intermédias do Paleoceno e do Eoceno \| \| \| \| \| \| subgénero Plenasium, com 5 espécies, do Paleoceno ao presente \| \| \| \| |
|           | Osmunda, com 7 espécies, do Paleoceno ao presente |
|           | |
|           | subgénero Aurealcaulis † provavelmente parafilético, com 6 espécies, do Cretáceo inicial ao ?Eoceno médio |
|           | |
|           | 2 espécies intermédias do Paleoceno e do Eoceno |
|           | |
|           | subgénero Plenasium, com 5 espécies, do Paleoceno ao presente |
|           | |

|  | subgénero Aurealcaulis † provavelmente parafilético, com 6 espécies, do Cretáceo inicial ao ?Eoceno médio |
|  | |
|  | 2 espécies intermédias do Paleoceno e do Eoceno                                                           |
|  | |
|  | subgénero Plenasium, com 5 espécies, do Paleoceno ao presente                                             |
|  | |

Notas:

aMillerocaulis é um género provavelmente parafilético que inclui formas ancestrais das Osmundaceae modernas (classificadas como Osmundeae), bem como as suas potenciais linhagens irmãs.

b A morfologia de Claytosmunda é primitiva dentro dos Osmundinae, e a totalidade das evidências indica que Osmunda e Plenasium provavelmente evoluíram de um ancestral do tipo Claytosmunda, tornando este último género parafilético quando as Osmundaceae fósseis devam ser consideradas. O género inclui 12 espécies fósseis de rizomas, para além da única espécie sobrevivente.

## Importância económica
Os membros da família Osmundaceae apresentam pouca importância económica, já que poucas apresentam usos consolodados. Apesar disso, algumas espécies de Osmunda são cultivadas como plantas ornamentais e a massa densa de raízes que formam os fetos do género Osmunda é usada para produzir «fibra de Osmunda», ou «osmundina», um substrato orgânico utilizado como suporte de crescimento para orquídeas cultivadas e outras plantas ornamentais epífitas.

## Galeria

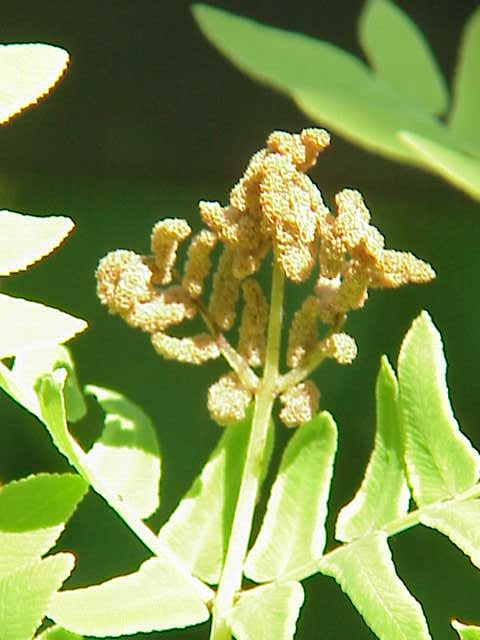
Osmunda regalis  Pinas férteis contraídas.
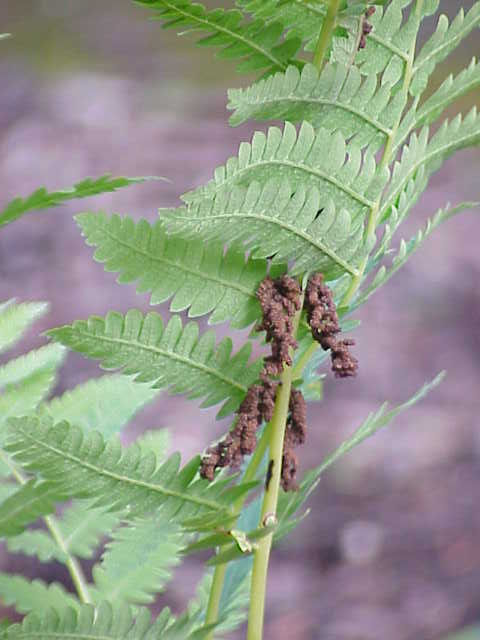
Osmunda claytoniana  Pinas férteis contraídas.
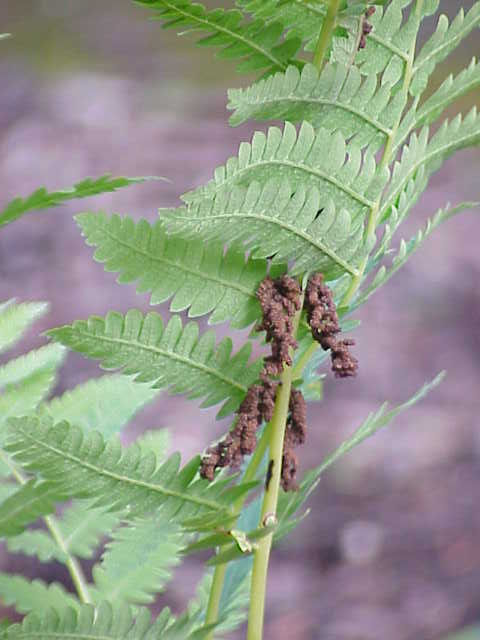
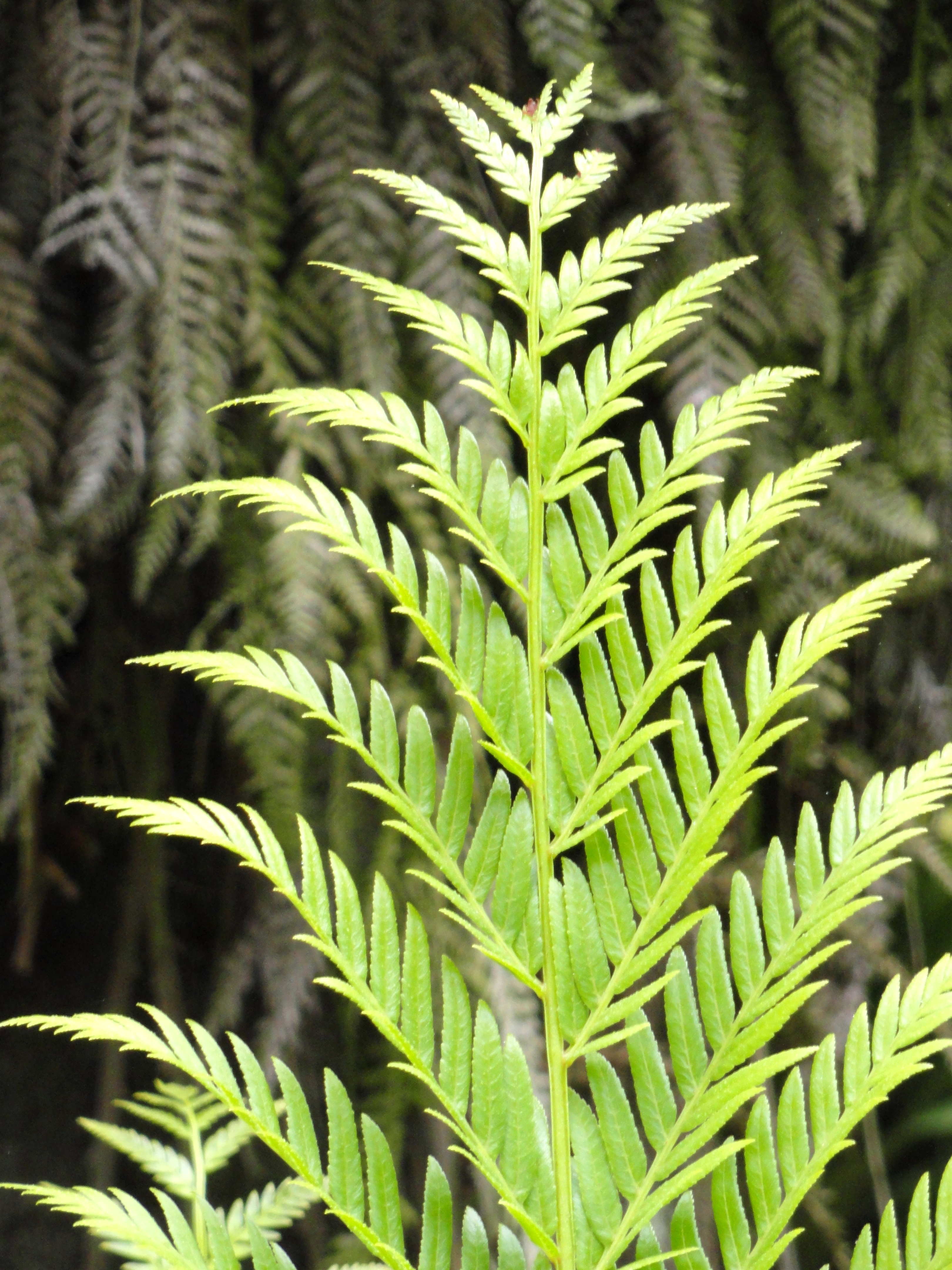
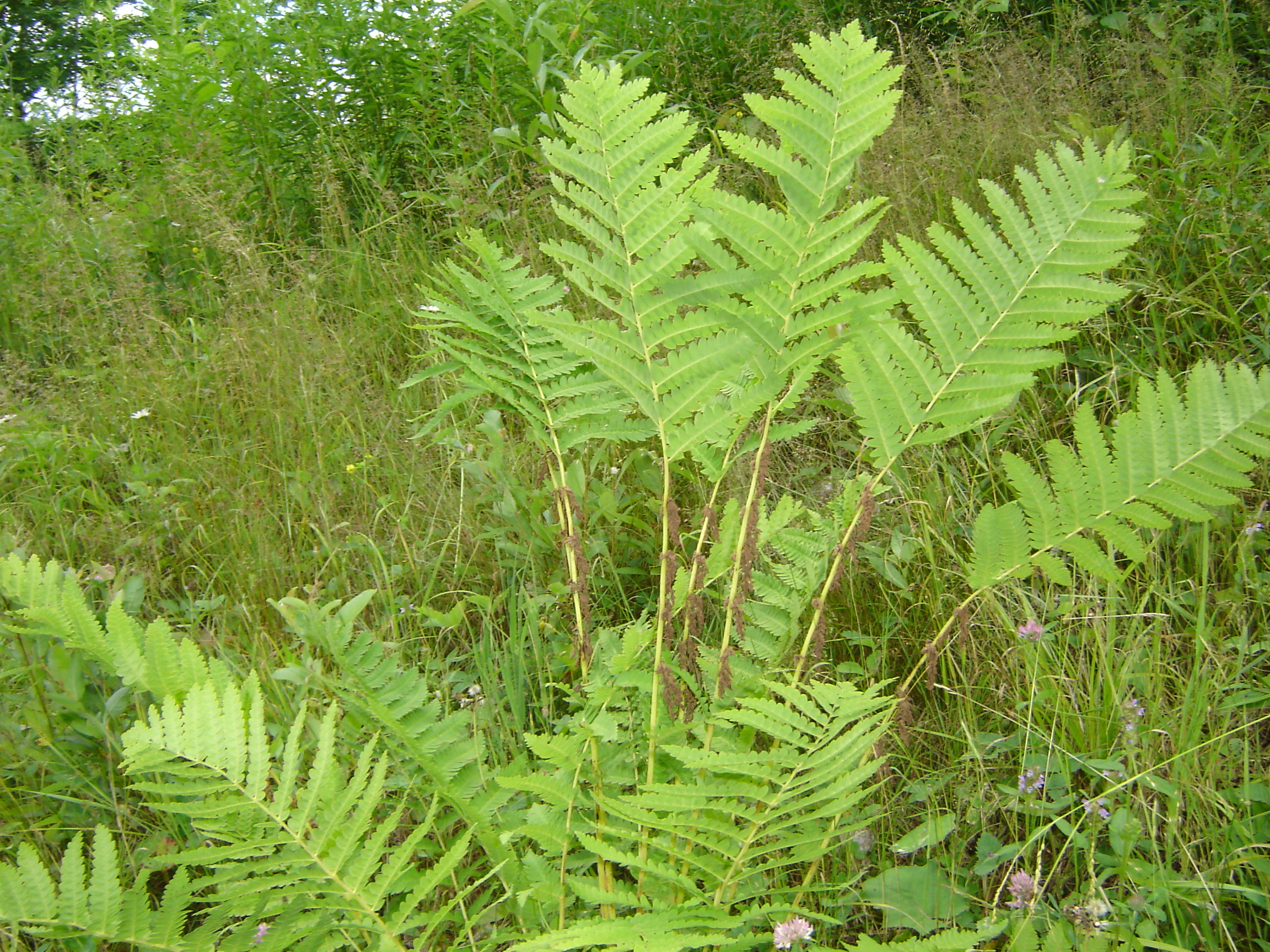
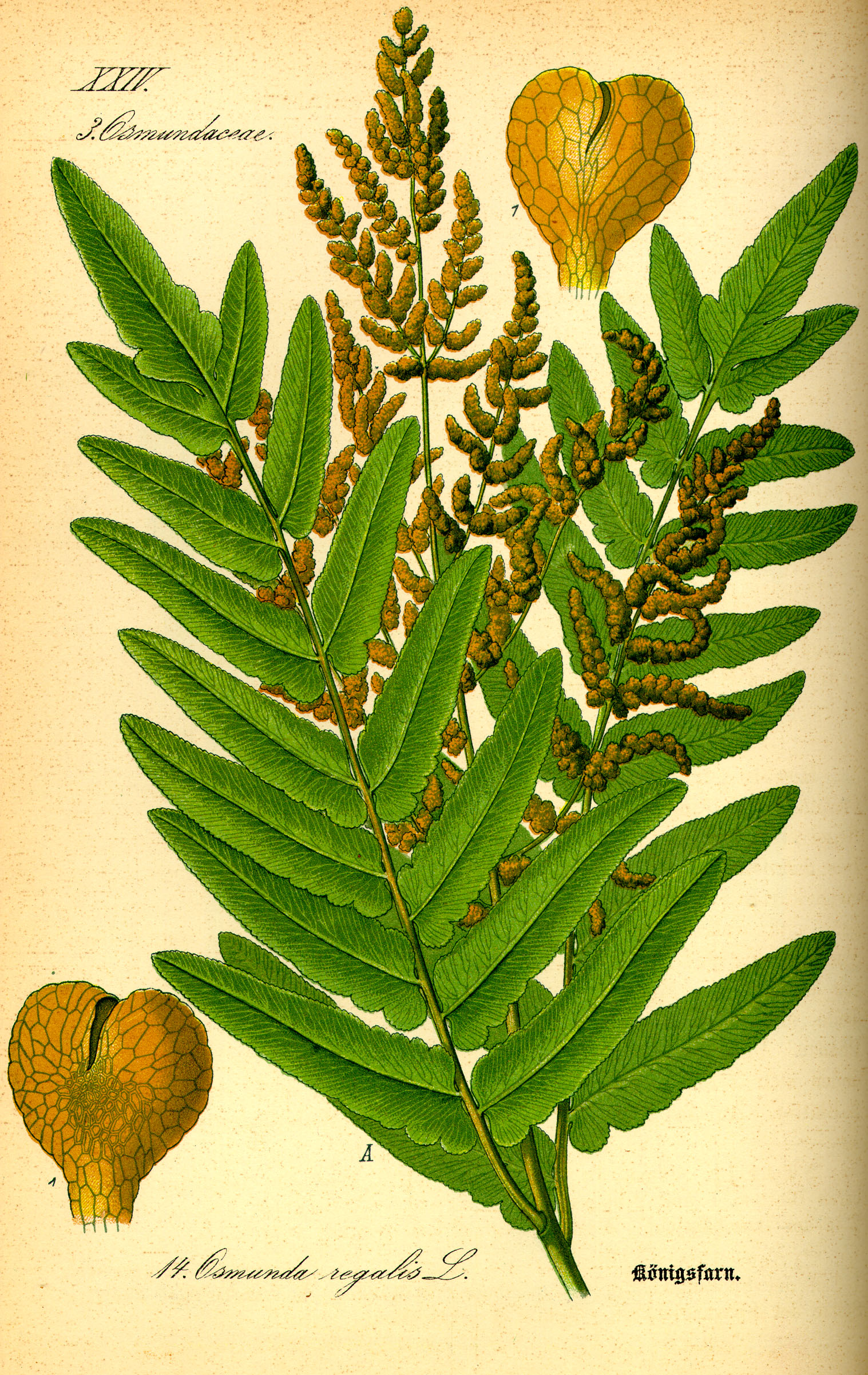